# Unión Cívica Radical
La Unión Cívica Radical (UCR) es un partido político de Argentina fundado el 26 de junio de 1891 por Leandro N. Alem. A lo largo de su historia tuvo diferentes conformaciones y fracturas, gobernando en diez oportunidades el país, a través de las presidencias de Hipólito Yrigoyen (1916-1922 y 1928-1930), Marcelo T. de Alvear (1922-1928), Agustín P. Justo (1932-1938), Roberto M. Ortiz (1938-1942), Arturo Frondizi (1958-1962), José María Guido (1962-1963), Arturo Illia (1963-1966), Raúl Alfonsín (1983-1989) y Fernando de la Rúa (1999-2001). Llegó también a la Vicepresidencia de la Nación en los primeros mandatos de Juan Domingo Perón y Cristina Fernández de Kirchner. En las elecciones presidenciales de 2015 la UCR integró la alianza Cambiemos, que ganó con la candidatura presidencial de Mauricio Macri y Gabriela Michetti, ambos del partido Propuesta Republicana, pero no formó parte de la fórmula presidencial.
La UCR reúne grupos con diversas ideologías como el krausismo, el federalismo, el liberalismo, el nacionalismo, el desarrollismo y la socialdemocracia, entre otras. Se ha caracterizado por su ideología defensora del laicismo, de inspiración igualitarista, con raíces en el federalismo tradicional y el autonomismo alsinista, habiendo desempeñado un papel decisivo para la conquista del sufragio obligatorio y secreto masculino y la instalación de una democracia liberal en el país, a la vez de resultar ampliamente representativo de las clases medias argentinas durante el siglo XX. Pertenece a la COPPPAL y desde 1996 pertenece a la Internacional Socialista. 
La Unión Cívica Radical originó en Argentina una corriente política de importancia conocida como radicalismo. El radicalismo excede el marco formal de la UCR como partido político, dando lugar a la formación de partidos y corrientes políticas que se reconocen como "radicales". Entre los partidos políticos que se reconocen como radicales se encuentran además de la UCR, la Unión Cívica Radical Antipersonalista (1924-1946), la Unión Cívica Radical Junta Renovadora (1945-1947), la Unión Cívica Radical del Pueblo (1957-1972) y la Unión Cívica Radical Intransigente (1957-1972). También reconocen raíces parcialmente radicales partidos nacionales como el Movimiento de Integración y Desarrollo, el Partido Intransigente, el ARI, la Coalición Cívica ARI, Recrear para el Crecimiento y Propuesta Republicana, así como fuerzas provinciales como el bloquismo de San Juan y el lencinismo en Mendoza.
En las elecciones presidenciales de 1928, 1937, 1958 y 1963 los dos principales partidos en competencia fueron radicales. Es el segundo partido político argentino con mayor cantidad de afiliados, contando al año 2022 con 1.852.571 miembros, solo por detrás del Partido Justicialista que en el mismo período contaba con 3.204.329 afiliados. Es el partido con más afiliados en cinco distritos electorales: Catamarca, Ciudad Autónoma de Buenos Aires, Córdoba, Mendoza y Río Negro. A nivel nacional, forma parte desde 2015 de la coalición Juntos por el Cambio, excepto en Río Negro. Asimismo, encabeza el poder ejecutivo en cinco provincias (Chaco, Corrientes, Jujuy, Mendoza y Santa Fe). La máxima autoridad del partido es Martín Lousteau, elegido desde el 15 de diciembre de 2023 como presidente del Comité Nacional.

## Historia

### Orígenes

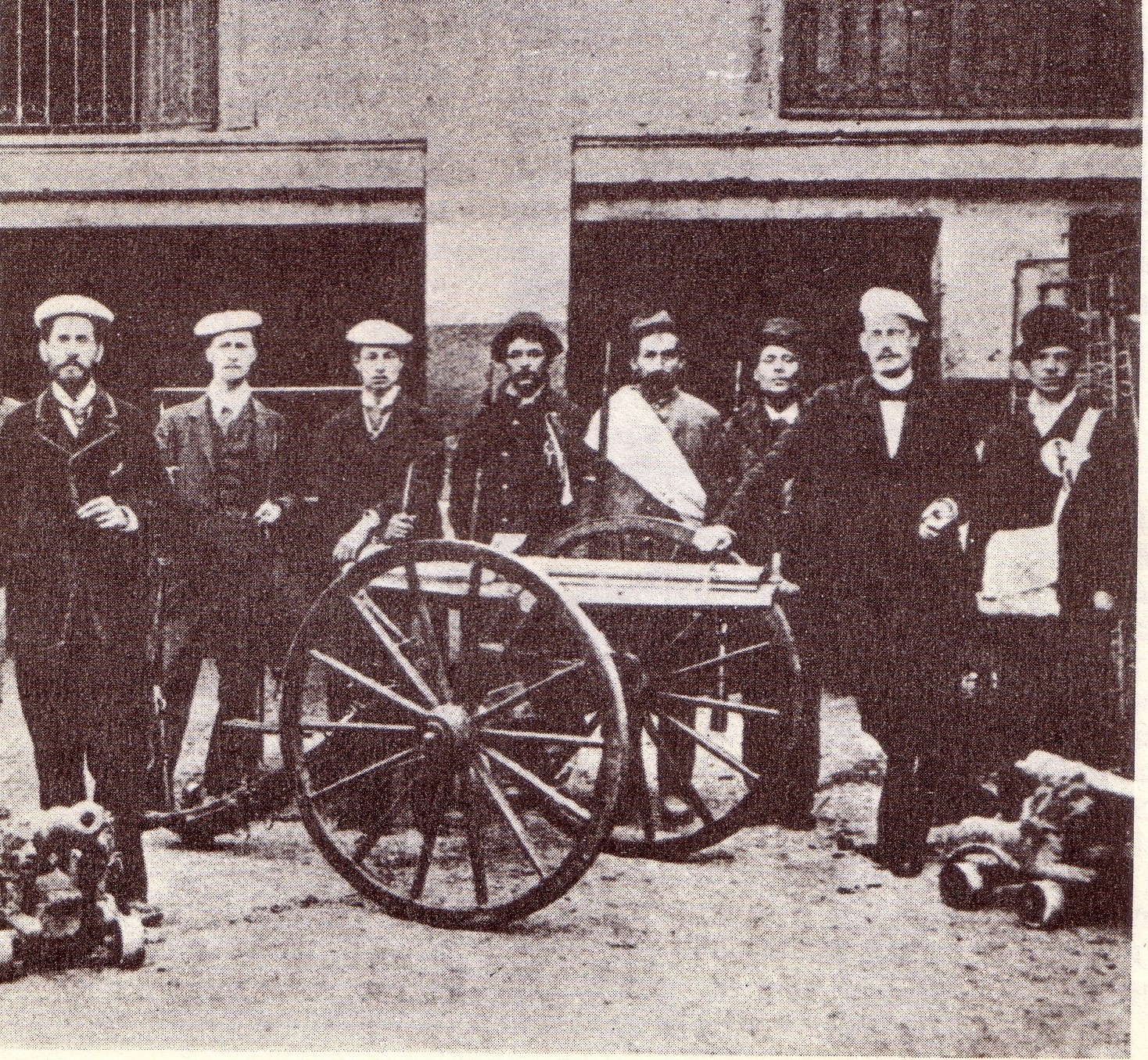
Revolución del 90. Cívicos con boina blanca.

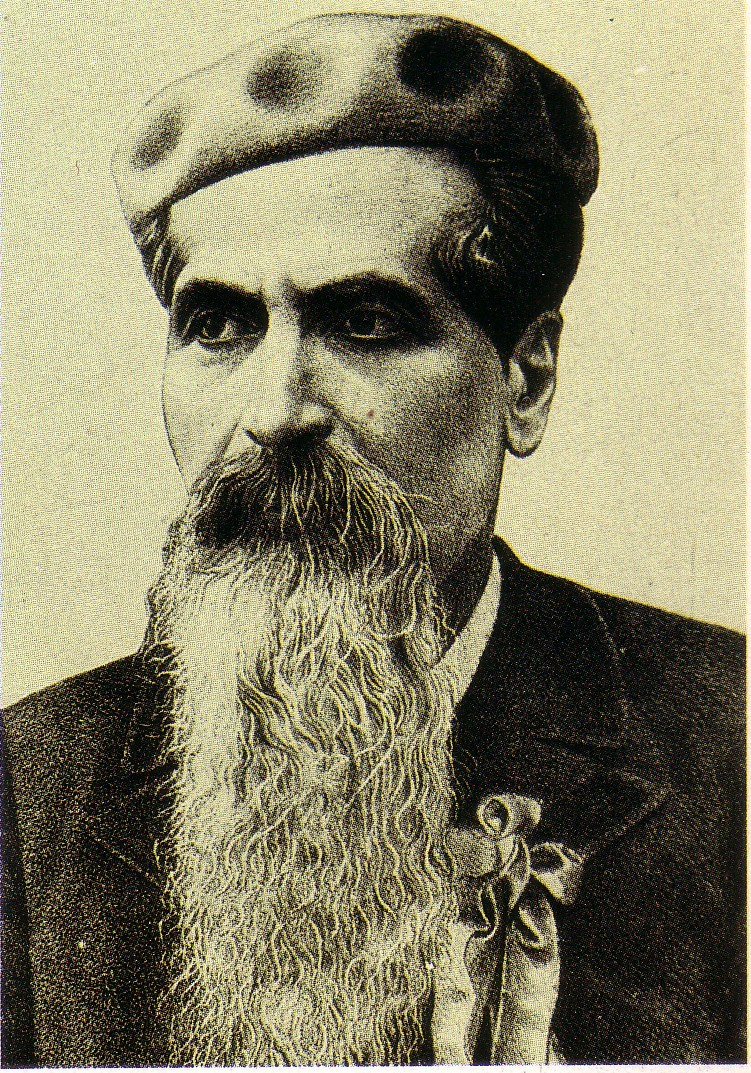
Leandro Nicéforo Alem, líder de la Revolución del Parque.

En 1889 Argentina estaba convulsionada por una grave crisis económica que se había prolongado por dos años, y había causado una brusca caída de los salarios, un aumento de la desocupación y un reguero de huelgas nunca antes visto. El estado argentino estaba recién constituyéndose, en una época en donde las élites conservadoras vivían del poder y se concentraban en un régimen oligárquico, que desamparó a los estratos sociales más débiles de la Argentina y no permitía el voto popular, habiendo una seguidilla de malos intentos por parte de la escasa oposición para lograrlo. La presidencia del general Julio Argentino Roca (1880-1886) fue sucedida por la de su cuñado, Miguel Juárez Celman, cuyo gobierno se caracterizó por las denuncias de corrupción y autoritarismo; sus opositores llamaban a esa gestión como el Unicato.
El 20 de agosto de 1889 Francisco A. Barroetaveña escribe una nota publicada por el Diario La Nación, propiedad del entonces compañero Bartolomé Mitre, titulada Tu Quoque Juventud, donde incita a la juventud a tomar riendas sobre los abusos autoritarios y a la corrupción desmedida por parte del gobierno oficial, obteniendo una gran repercusión en la sociedad y sobre todo en los jóvenes, logrando de esta manera una gran fama territorial y convocando a centenares de jóvenes que luego se transformarán en los «cívicos» que realizarán la Revolución del Parque.

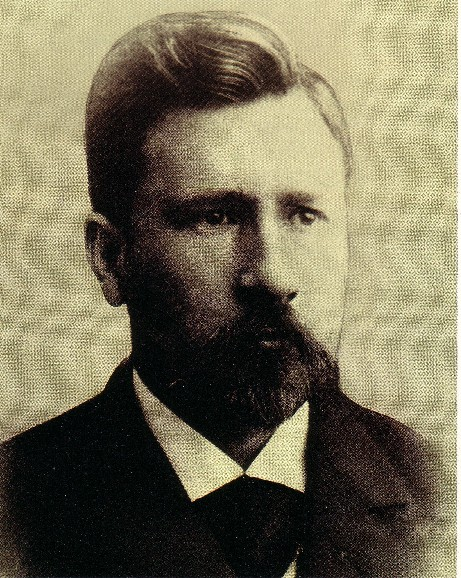
Francisco Barroetaveña autor de Tu Quoque Juventud

El 1 de septiembre de 1889 un grupo de jóvenes organizó un gran mitin juvenil en el Jardín Florida de la ciudad de Buenos Aires, donde se constituyó la Unión Cívica de la Juventud, con el fin de aglutinar al amplio espectro de opositores al régimen de Miguel Juárez Celman, sostenido por el oficialista Partido Autonomista Nacional. El partido fue presidido por quien aparecía como líder natural de aquellos jóvenes, Francisco A. Barroetaveña, acompañado por otros jóvenes dirigentes como Emilio Gouchón, Juan B. Justo, Martín Torino, Marcelo T. de Alvear, Tomás Le Breton, Manuel A. Montes de Oca, entre muchos otros. La Unión Cívica de la Juventud estableció una relación honoraria con las personalidades políticas que aparecían como referentes de una oposición dispersa, especialmente Leandro Alem, Aristóbulo del Valle, Bartolomé Mitre, Pedro Goyena, Vicente Fidel López, Bernardo de Irigoyen, entre otros. El nuevo partido de los jóvenes sancionó entonces un programa que recordaba el del Partido Republicano fundado por Alem y del Valle en 1877, y se organizó en clubes cívicos parroquiales.
El 13 de abril de 1890, la Unión Cívica de la Juventud se consolidó con un gran acto en el Frontón Buenos Aires, donde se fundó un nuevo partido llamado Unión Cívica. Como presidente fue elegido Leandro N. Alem, quien procuró enarbolar la bandera de los desposeídos ante la oligarquía, y así incluyó a líderes de las distintas tendencias opuestas al unicato de Juárez Celman, como Francisco A. Barroetaveña, los políticos católicos José Manuel Estrada y Pedro Goyena, Aristóbulo del Valle, Bernardo de Irigoyen, Juan B. Justo, Lisandro de la Torre, y el influyente expresidente y general Bartolomé Mitre.

Ese mismo año de 1890, la Unión Cívica, dirigida por Leandro Alem y Bartolomé Mitre encabezó el 26 de julio la llamada Revolución del Parque o Revolución del 90, un sangriento levantamiento armado que causó la caída del presidente Juárez Celman y su reemplazo por el vicepresidente Carlos Pellegrini. Durante esta batalla es necesario resaltar la figura de Elvira Rawson, la segunda mujer en poder recibirse de médica en la Argentina, quien desempeñó la función de auxiliar a los caídos en la revolución. Más adelante sería distinguida por Leandro Alem con un pergamino y un reloj de oro y se convertiría en una ferviente luchadora por los derechos de la mujer.
La Unión Cívica se constituyó de forma orgánica en todo el país y por vez primera en la historia política argentina había sido elegida una fórmula presidencial por medio de una convención partidaria cuando la convención nacional reunida en Rosario consagró como candidatos a presidente y vicepresidente a Bartolomé Mitre y Bernardo de Irigoyen.
Sin embargo, el general Roca, enérgico líder del oficialista Partido Autonomista Nacional (PAN), acordó con Mitre una fórmula «de unidad nacional» entre ambos partidos, encabezada por el propio Mitre. Al conocerse el acuerdo, el 16 de abril de 1891, Leandro Alem se le opuso en forma tajante, desencadenando la ruptura de la Unión Cívica y el posterior retiro de la candidatura de Mitre.
El 26 de junio de 1891 los seguidores de Alem constituyeron formalmente la Unión Cívica Antiacuerdista, que cambiaría el nombre, el 2 de julio, a Unión Cívica Radical, en tanto los seguidores de Mitre formaban la Unión Cívica Nacional.

### Alem y la intransigencia armada (1891-1897)

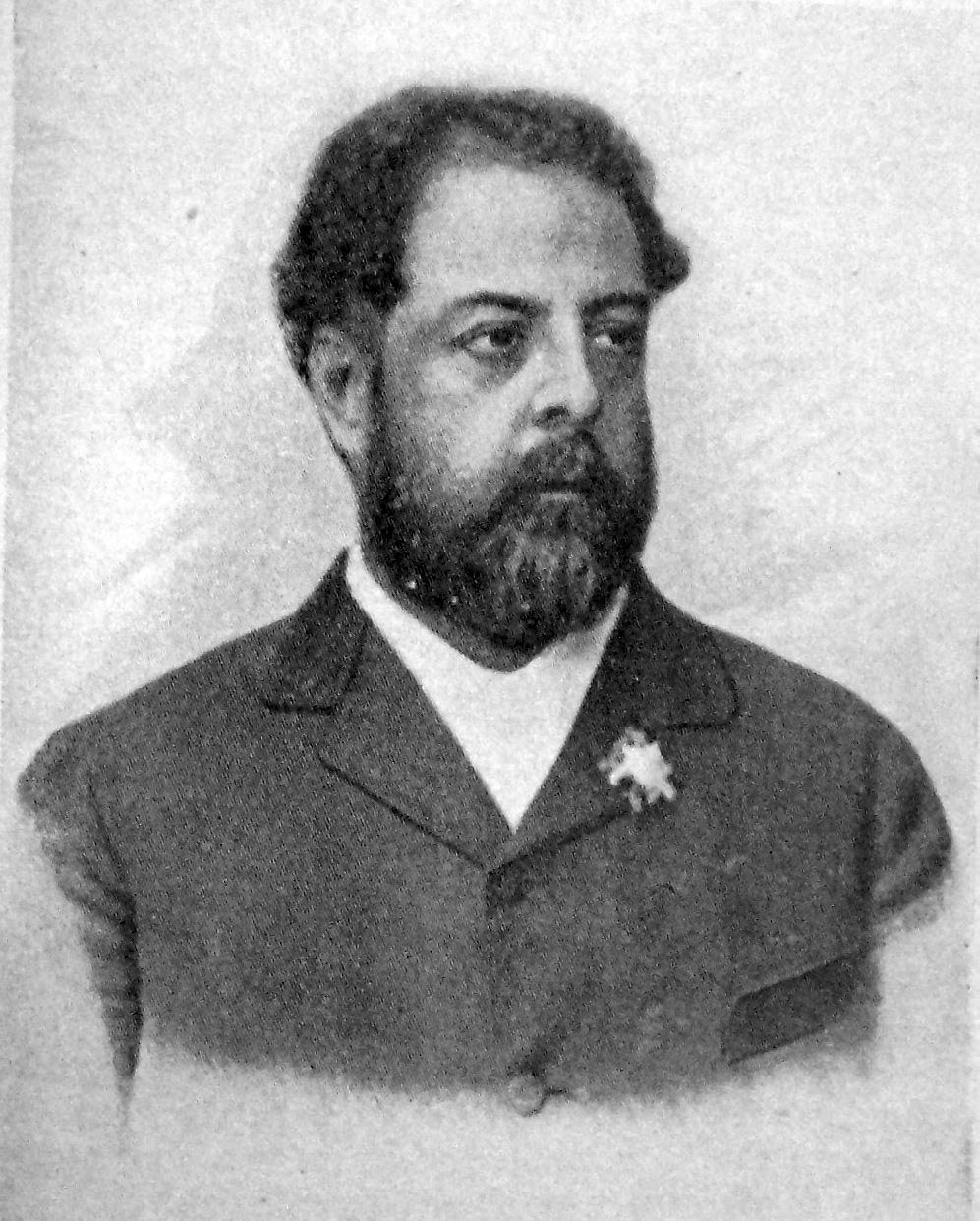
Aristóbulo del Valle era ministro de Guerra durante la Revolución del '93.

El 15 de agosto de 1891 la Convención Nacional de la Unión Cívica Radical proclamó a Bernardo de Irigoyen como candidato a presidente. Leandro Alem decía por entonces que el programa de la UCR tiene cuatro banderas: libertad política, honradez administrativa, impersonalidad de la coalición y sentimiento nacional.
Pocos días antes de las elecciones, el 2 de abril de 1892, el presidente Carlos Pellegrini denunció falsamente que había un complot radical para tomar el poder y asesinar a los principales líderes oficialistas. Inmediatamente decretó el estado de sitio y detuvo a los principales líderes radicales, entre ellos Leandro Alem. En esas condiciones y sin la participación de la Unión Cívica Radical, se realizaron las elecciones del 10 de abril en las que resultó elegido presidente el candidato oficialista Luis Sáenz Peña.

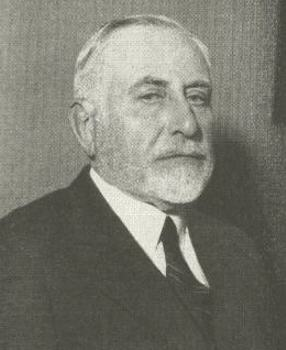
Lisandro de la Torre, activo participante de la Revolución del Parque. Se separaría de la UCR en 1896 para fundar el partido la Liga del Sur, antecedente del Partido Demócrata Progresista.

Por entonces, las características del régimen electoral argentino en el que no regía el "voto secreto", y las amplias facultades con las que contaba el presidente de la Nación (intervención de provincias, estado de sitio, control de las fuerzas armadas y de seguridad), condicionaban severamente las posibilidades de acceso al poder mediante elecciones libres.
Una vez liberados los líderes radicales, y ante la evidencia de que el gobierno nacional volvería a impedir por todos los medios su acceso al poder mediante elecciones, la Unión Cívica Radical comenzó a reorganizarse y preparar un nuevo levantamiento armado. Alem se caracterizaría entonces por elevar la idea de intransigencia radical hasta constituirle en un principio supremo de acción política.
Al mismo tiempo emergió una fuerte oposición entre Alem y su sobrino, Hipólito Yrigoyen, quien ya controlaba las fuerzas radicales en la Provincia de Buenos Aires y desconfiaba de la capacidad de organización de su tío. La Unión Cívica Radical se dividió entonces entre los rojos que apoyaban a Alem, y los líricos partidarios de Yrigoyen. Entre los seguidores de Alem estaban: Aristóbulo del Valle, Bernardo de Irigoyen, Juan M. Garro, Francisco Barroetaveña, Leopoldo Melo, Adolfo Saldías. Por su parte Yrigoyen no daba participación a nadie en la toma de sus decisiones, pero entre los dirigentes que entonces lo seguían con lealtad hay que destacar al joven Marcelo T. de Alvear, que luego será presidente de la Nación Argentina.

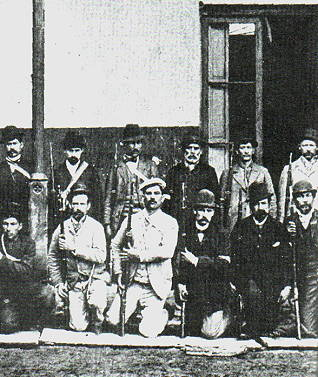
Ejército Revolucionario Radical (1893).

El 30 de julio de 1893 la Unión Cívica Radical inició una nueva insurrección armada que se extendería hasta el 1 de octubre, cuando el ejército recuperó la ciudad de Rosario y apresó a Leandro Alem. La sublevación es conocida como la Revolución de 1893.

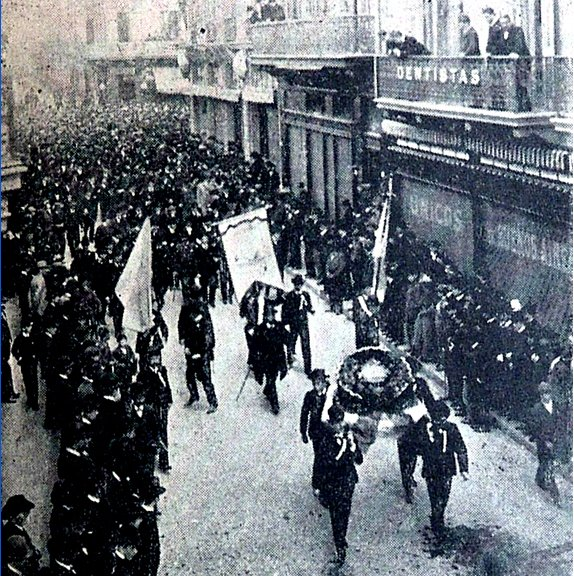
1901. Tradicional manifestación radical anual hacia la Recoleta por la Revolución del 90.

Con la colaboración clave del radical Aristóbulo del Valle, quien se desempeñaba en el gobierno con las funciones estratégicas de un primer ministro y las fuerzas armadas bajo su mando, la Unión Cívica Radical estuvo muy cerca de triunfar y tomar el poder. Los ejércitos radicales establecieron gobiernos revolucionarios en las provincias de San Luis, Buenos Aires, Tucumán, Corrientes y Santa Fe, y llegaron a designar en la ciudad de Rosario a Leandro Alem como presidente provisional de la República. Sin embargo la división interna y graves errores de liderazgo en el momento crucial, permitieron al gobierno reorganizarse y reprimir duramente la sublevación, con el ejército al mando del propio general Roca.
Luego de la derrota de la insurrección, Alem escribirá: "Los radicales conservadores se irán con Don Bernardo de Irigoyen; otros radicales se harán socialistas o anarquistas; la canalla de Buenos Aires, dirigida por el pérfido traidor de mi sobrino Hipólito Yrigoyen, se irá con Roque Sáenz Peña y los radicales intransigentes nos iremos a la mismísima mierda".
Poco después, Aristóbulo del Valle moría de un derrame cerebral y el 1 de julio de 1896, rodeado de enemigos, distanciado de su familia y enfrentado al Estado, Leandro Alem se suicidó, afectado principalmente por las derrotas y la división interna de la Unión Cívica Radical. Una famosa frase, escrita en el testamento político de Leandro Alem, lo define con claridad:
"¡Que se rompa, pero que no se doble!"
Sepultado Alem, sus partidarios se reorganizaron alrededor de la figura de Bernardo de Irigoyen y controlaron el Comité Nacional, desde donde comenzaron a pensar en una nueva alianza con la Unión Cívica Nacional de Mitre, que fue conocida como "política de las paralelas". Por su parte, Lisandro de la Torre, enfrentado irreconciliablemente con Hipólito Yrigoyen con quien se batió a duelo, abandonó la UCR para fundar la Liga del Sur, antecesora del Partido Demócrata Progresista. Entonces Hipólito Yrigoyen, desilusionado, decide disolver la única estructura real que tenía el partido: el Comité de la Provincia de Buenos Aires, lo que se concreta el 29 de septiembre de 1897. Al año siguiente Roca da el golpe de gracia a la Unión Cívica Radical, cuando le ofrece a Bernardo de Irigoyen la candidatura a gobernador de la provincia de Buenos Aires y este acepta. El radicalismo quedó entonces como un movimiento desorganizado que solo se reunía anualmente a recordar los fallecidos de las Revoluciones del '90 y del '93.

### Yrigoyen: refundación, revolución y voto secreto (1903-1916)

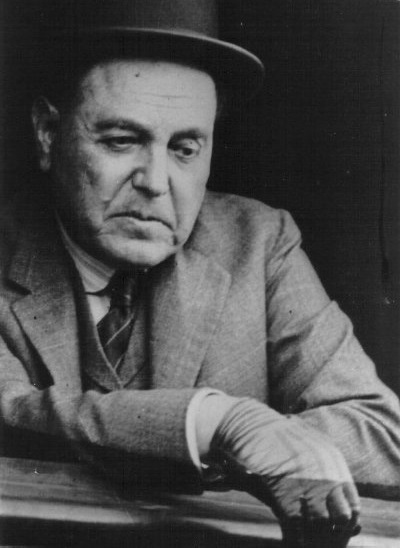
Hipólito Yrigoyen figura relevante del partido.

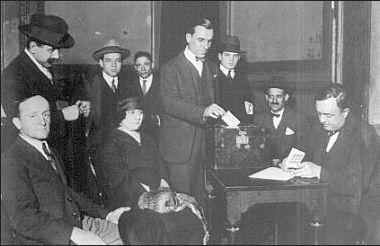
El voto secreto abrió un nuevo capítulo en la historia argentina.

En 1903 Hipólito Yrigoyen comenzó a reorganizar la UCR para una nueva revolución. Dos años después dirigió el levantamiento armado conocido como la Revolución de 1905, que aunque fracasó logró presionar lo suficiente al partido oficialista como para producir una fractura.
Los sectores más progresistas del autonomismo, como Carlos Pellegrini y Roque Sáenz Peña, comenzaron a sostener la necesidad de realizar cambios institucionales para contener el creciente conflicto social y político.
En 1910 cuando Roque Sáenz Peña fue elegido presidente, la UCR ya no estaba en condiciones de realizar nuevos alzamientos armados, pero existía la creencia general de que la revolución era inminente. Sáenz Peña e Yrigoyen, que mantenían una amistad personal desde jóvenes, tuvieron entonces un histórico encuentro privado en el que acordaron sancionar una ley de sufragio libre. Dos años después, en 1912 se aprobaba la ley del voto universal, secreto y obligatorio para varones, conocida como Ley Sáenz Peña. Por otro lado, fue también el primer partido político argentino en presentar un proyecto de ley de voto femenino en 1919, que finalmente no prosperó dada la mayoría conservadora en el Congreso.

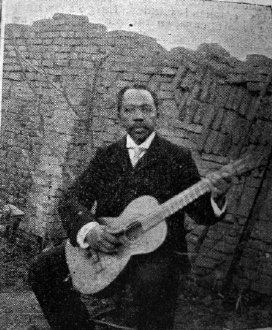
Gabino Ezeiza gran payador, descriptor de la cultura popular a favor de Yrigoyen

La Unión Cívica Radical puso entonces fin a su política de abstención electoral y concurrió a los comicios parlamentarios, sin formar alianzas electorales. Por primera vez se votó en Argentina con cuarto oscuro para garantizar el voto secreto.

Voto cantado, voto secreto y democracia
Antes de 1912, Argentina utilizaba un sistema electoral en el que el voto se expresaba verbalmente, o mediante una papeleta, en público y en forma voluntaria, llamado "voto cantado", que corrompió el sistema electoral. La lucha por la democracia en Argentina, no se relacionó originalmente tanto con el sufragio universal sino con el voto secreto, en el "cuarto oscuro", que independizaba la voluntad del votante de toda presión externa. La Ley Sáenz Peña de 1912 estableció el voto secreto y obligatorio, pero debido a que no reconocía el derecho de las mujeres a votar y ser votadas, no es correcto hablar en Argentina de un sistema realmente universal, hasta 1947.

La Unión Cívica Radical ganó primero las elecciones a gobernador en Santa Fe (Manuel Menchaca), a lo que le siguió un reguero de triunfos en todo el país.
Entre los dirigentes radicales de ese momento estaban: José Camilo Crotto (CF), Leopoldo Melo (CF), Vicente Gallo (CF), Fernando Saguier (CF), Marcelo T. de Alvear (CF), José L. Cantilo (CF), Delfor del Valle (PBA), Horacio Oyhanarte (PBA), Rogelio Araya (SF), Rodolfo Lehmann (SF), Enrique Mosca (SF), Elpidio González (CBA), Pelagio Luna (LR), Miguel Laurencena (ER), José Néstor Lencinas (Mza), Federico Cantoni (SJ).
Los triunfos electorales del radicalismo produjeron el colapso de los partidos del sistema político previo a la Ley Sáenz Peña. La Unión Cívica Nacional se auto-disolvió por iniciativa de Honorio Pueyrredón y sus miembros ingresaron masivamente al radicalismo. El Partido Autonomista Nacional desapareció.
El 2 de abril de 1916 se realizaron por primera vez en la historia argentina, las elecciones presidenciales mediante el voto secreto. La UCR obtuvo 370 000 votos, contra 340 00 votos de todos los demás partidos y en el Colegio Electoral su fórmula se impuso por un voto. Comenzó así un largo ciclo de 14 años consecutivos de gobiernos radicales. La UCR ganará las elecciones presidenciales en tres ocasiones sucesivas: Hipólito Yrigoyen (1916-1922), Marcelo T. de Alvear (1922-1928), y nuevamente Hipólito Yrigoyen (1928-1930). La serie de gobiernos radicales será violentamente interrumpida mediante el golpe militar del 6 de septiembre de 1930.

#### El primer gobierno de Hipólito Yrigoyen (1916-1922)
El gobierno de la Unión Cívica Radical significó la llegada al gobierno y a la dirección de los organismos estatales de integrantes de los sectores medios que hasta ese momento estaban excluidos de hecho de esas funciones.
La primera presidencia de Hipólito Yrigoyen impulsó una serie de políticas de nuevo tipo que en conjunto señalaban una tendencia nacionalista transformadora, entre las que se destacaron la creación de la empresa petrolera estatal YPF, las nuevas leyes rurales, el fortalecimiento de la red pública de ferrocarriles, la Reforma Universitaria y una política exterior fuertemente autónoma de las grandes potencias. En materia laboral impulsó algunas leyes obreras como la ley de la jornada de 8 horas y la ley de descanso dominical, e intervino como mediador neutral en los conflictos entre sindicatos y grandes empresas, pero durante su gobierno sucedieron las grandes masacres obreras de la Semana Trágica, La Forestal y los fusilamientos de la Patagonia, con miles de trabajadores asesinados. El historiador Halperín Donghi explica que los gobiernos radicales resolvieron el problema del equilibrio regional en Argentina, pero y como consecuencia de ello, al mismo tiempo llevaron a un primer plano los desequilibrios sociales, para los cuales el radicalismo carecía de soluciones de fondo, al ignorar sistemáticamente las diferencias de clase.
El radicalismo, durante el primer gobierno de Yrigoyen, estuvo en minoría en el Congreso: en la Cámara de Diputados 45 miembros eran radicales y 70 opositores, mientras que en el Senado sobre 30 miembros solo 4 eran radicales. A pesar de ello Yrigoyen mantuvo una actitud antiacuerdista y poco proclive al diálogo y la negociación, no solo con los partidos tradicionales conservadores que controlaban el Senado, sino también con los nuevos partidos populares que adquirieron protagonismo a partir del voto secreto: el Partido Socialista y del Partido Demócrata Progresista. Asimismo, Yrigoyen llevó adelante una sistemática política de intervenciones a las provincias y un estilo de conducción personal y directa, que sería criticado severamente por sus opositores tanto dentro como fuera de la UCR, llamándolo "personalismo".

#### Gobierno de Marcelo T. de Alvear (1922-1928)
En 1922 la Unión Cívica Radical obtuvo 450 000 votos contra 200 000 de la Concentración Nacional (conservadores). Marcelo T. de Alvear desarrollo una presidencia marcadamente diferente, en estilo y contenido a la de Hipólito Yrigoyen.
En primer lugar, el radicalismo durante su mandato, manifestó una clara vocación de diálogo y alianzas con otras fuerzas políticas, en particular socialistas y demócratas progresistas. En segundo término, Alvear asistía a la inauguración de monumentos, plazas y parques, a diferencia de Yrigoyen quien era más reservado.
Durante su gobierno nombró a Enrique Mosconi como director de YPF, gracias a cuyo mandato, creció la explotación petrolera de la empresa estatal. Creció altamente el factor agroexportador, se incrementó el parque automotor, instalándose la primera planta de producción automotriz Ford en Latinoamérica.
En 1928 el PIB por habitante creció como consecuencia del crecimiento económico alcanzando el sexto puesto entre los 46 países existentes por entonces.

#### Diversidad y división del radicalismo
Yrigoyenismo y antipersonalismo

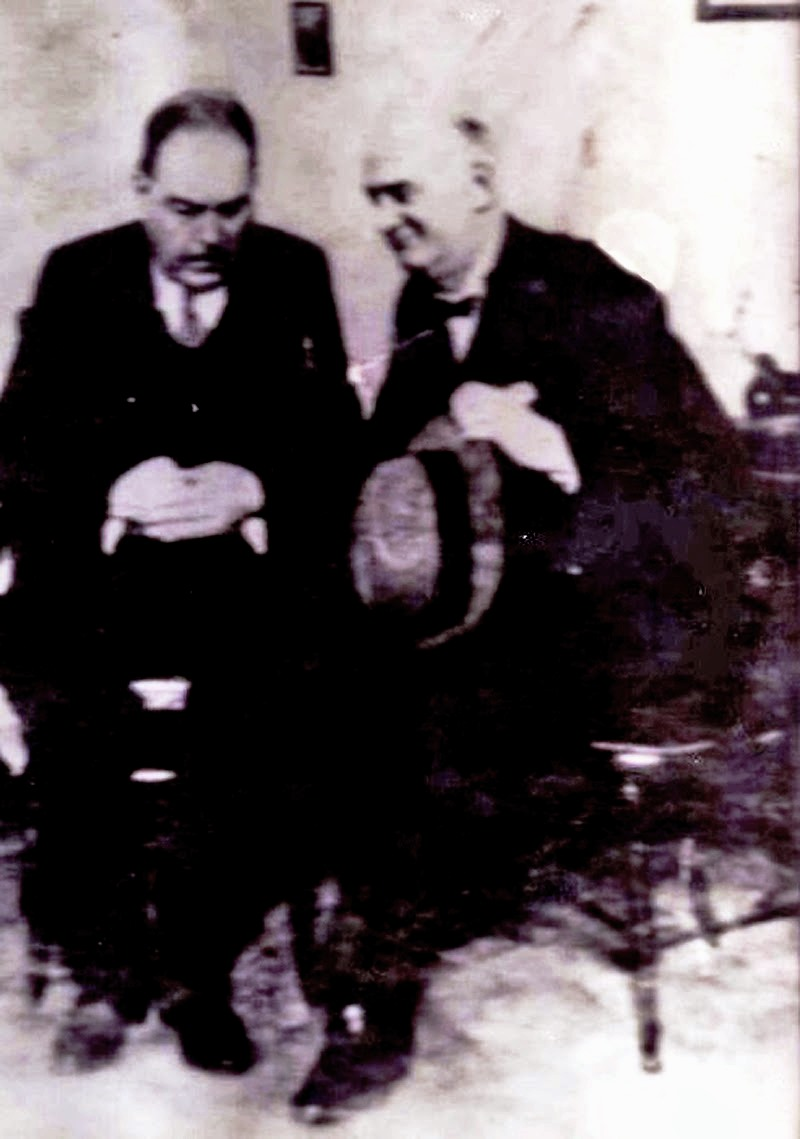
Hipólito Yrigoyen con Marcelo Torcuato de Alvear. A mediados de los años 20 el radicalismo se dividió en yrigoyenistas y antipersonalistas.

Yrigoyen impuso un estilo de conducción muy personalista y directo, en el que sus ministros aparecían con escasa autonomía. La oposición, y más adelante un amplio sector de la UCR, criticaría severamente este estilo, que fue denominado como personalista. Uno de los principios de la UCR al fundarse era el de ser impersonal, diferenciándose de los personalismos característicos de los partidos de cuño oligárquico. De esa tensión derivaron sus conflictos internos y, en especial la escisión entre personalistas y antipersonalistas que estallaron en 1924.
La Unión Cívica Radical estaba dividida interiormente, desde principios de siglo, entre los llamados "azules" o "galeritas", de tendencia más conservadora y origen social de clase media alta, muy fuertes en la Ciudad de Buenos Aires, y los llamados "grises" de tendencia más popular y origen social de clase media baja, fuertes en la Provincia de Buenos Aires.
Las raíces del enfrentamiento se remontan a la época de la revolución radical de 1893, que dividió al partido entre seguidores de su fundador, Leandro N. Alem, y su sobrino, Hipólito Yrigoyen. Muchos de los seguidores de Alem, como Francisco Barroetaveña, Martín Torino, Tomás Le Breton, o Emilio Gouchón, integraron las filas del grupo contrario a Yrigoyen, base del futuro antiyrigoyenismo. Otro sector radical había seguido a Bernardo de Irigoyen en su gobernación de la Provincia de Buenos Aires; cuando se reincorporaron al tronco principal del radicalismo, varios miembros de este grupo no aceptaron la dirección de Yrigoyen. Por último, un sector liderado por Leopoldo Melo se enfrentó a Yrigoyen en 1909, oponiéndose al abstencionismo que Yrigoyen sostenía como centro de su estrategia política.
Los antipersonalistas criticaban el liderazgo vertical y personalista de Yrigoyen, así como su personalidad cerrada y poco proclive al diálogo, enarbolando una de las cuatro banderas que Leandro Alem señaló como bases del radicalismo: "la impersonalidad de la coalición".
Al pasar a ser partido de gobierno, las tensiones dentro del radicalismo adoptaron la forma de divisiones locales que progresivamente se fueron transformando en un enfrentamiento sobre cuál era el verdadero radicalismo: el de la “causa” sintetizada en su líder o en el partido. En Santa Fe y Córdoba, el partido se dividió antes de las elecciones de 1916, en Córdoba y Tucumán, no bien asumió el gobernador; los colores rojo y azul —posteriormente también el negro— identificaban a veces al sector en gobierno y otros al de la oposición. Inicialmente estos movimientos surgieron por intereses de orden local y sólo más adelante tomarán un carácter nacional.

YPF sentó las bases del nacionalismo económico.

Ya en 1920, la Unión Cívica Radical sufrió una fractura, desprendiéndose del mismo la Unión Cívica Radical Unificada liderada por Enrique Mosca, que ganaría las elecciones a gobernador de la Provincia de Santa Fe en 1920 y 1924. Estas diferencias internas se profundizaron a partir del enfrentamiento entre Alvear e Yrigoyen, que a su vez condujo a una fractura de la UCR entre yrigoyenistas y antipersonalistas a partir de 1924. El líder del radicalismo antipersonalista fue Leopoldo Melo, y con él estaban entre otros Vicente Gallo, Tomás Le Breton, José P. Tamborini, José C. Crotto, los principistas de Entre Ríos encabezados por Miguel Laurencena, y el futuro presidente de la Nación Roberto M. Ortiz. Cuestionando el liderazgo vertical del "caudillo" Hipólito Yrigoyen, la Unión Cívica Radical Antipersonalista retomó una de las cuatro banderas del radicalismo sostenidas por Alem: la impersonalidad de la coalición. El lencinismo de Mendoza y el bloquismo de San Juan, también se sumaron al radicalismo antipersonalista aunque sin perder identidad. Marcelo T. de Alvear no apoyó a los antipersonalistas en forma explícita, pues nunca llegó a sumarse abiertamente. Quizás sea conveniente referir que el antipersonalismo se gestó con Alvear en el gobierno. Cuando en 1926 el sector intentó intervenir la provincia de Buenos Aires para afectar las posibilidades electorales del yrigoyenismo, Alvear lo impidió, lo que configuró un serio revés para el antipersonalismo.
En 1927 la Unión Cívica Radical Antipersonalista eligió como candidato a presidente a Leopoldo Melo, acompañado por Vicente Gallo para vicepresidente, que será inmediatamente apoyado por la Confederación de las Derechas, unificadora de todo el espectro conservador. Por su lado, en 1928, la convención de la Unión Cívica Radical consagraron candidato al "Caudillo", como le decían sus partidarios a Yrigoyen, y al entrerriano Francisco Beiró como candidato a vicepresidente.
Las elecciones se realizaron el 1 de abril de 1928 polarizándose entre los dos candidatos radicales. El triunfo de Yrigoyen fue aplastante: 840 000 votos contra 440 000 de Melo-Gallo.
La Unión Cívica Radical Antipersonalista apoyó el golpe de Estado contra Hipólito Yrigoyen de 1930 e integró luego La Concordancia, frente electoral integrado también por el Partido Demócrata Nacional (conservador) y el Partido Socialista Independiente, que mantuvo el poder de manera fraudulenta durante la Década Infame. El presidente radical Roberto M. Ortiz, perteneció sucesivamente a la UCR y a la UCRA.
Lencinismo mendocino
El radicalismo asumió características diferenciadas en varias provincias. Algunas de esas corrientes llegaron a separarse de la UCR, formando partidos provinciales que en algunos casos, como la Unión Cívica Radical Bloquista de San Juan, continúan activos en la actualidad.
En Mendoza surgió una corriente radical conocida como lencinismo. El lencinismo fue fundado por José Néstor "El Gaucho" Lencinas, uno de los fundadores de la Unión Cívica Radical, elegido gobernador en 1918. Luego de su muerte en 1920 el liderazgo fue continuado por sus hijos, José Hipólito, Rafael y especialmente Carlos Washington. El lencinismo llevó adelante un programa de transformaciones sociales vinculadas a los sectores sociales más bajos, que lo ubicaron como a la izquierda del radicalismo. El símbolo verbal del lencinismo era la alpargata, calzado popular de las clases sociales más necesitadas.
Los Lencinas enfrentaron tanto a conservadores mendocinos (autodenominados "gansos"), como a Hipólito Yrigoyen, ubicándose en el campo antipersonalista. Durante la década de 1920 el lencinismo ganó todas las elecciones provinciales, pero al mismo tiempo sus gobiernos fueron reiteradamente intervenidos por el gobierno radical nacional.
El punto máximo del enfrentamiento entre el lencinismo y el yrigoyenismo se produjo en 1929 cuando la mayoría radical rechazó los pliegos de senador nacional de Carlos Washington Lencinas, siendo poco después asesinado. Históricamente el lencinismo atribuyó el asesinato a Hipólito Yrigoyen, aunque ello no ha podido ser probado. Producido el golpe de Estado militar del 6 de septiembre de 1930 el lencinismo no volvió al poder de la provincia nunca más, iniciando un camino de decadencia.
Bloquismo sanjuanino
El Partido Bloquista se originó en una fuerte división de la Unión Cívica Radical de la provincia de San Juan. Los hermanos Federico y Aldo Cantoni, radical aquel y socialista este, fundaron la Unión Cívica Radical Bloquista con un programa popular progresista, que fue ampliamente popular en esa provincia.
Federico Cantoni fue elegido gobernador en 1923 y en 1931. Aldo Cantoni fue elegido gobernador en 1925. En las dos primeras oportunidades fueron desplazados por sendas intervenciones federales dispuestas por los presidentes radicales Marcelo T. de Alvear e Hipólito Yrigoyen, con quien estaban enfrentados. En 1934 Federico Cantoni fue derrocado por un sangriento golpe de Estado organizado por los conservadores.
El bloquismo en San Juan realizó una de las obras de gobierno más progresistas de la historia argentina: el sufragio femenino en 1927 por primera vez en la historia argentina, avanzadas leyes de trabajo, un sistema de impuestos progresivo, desarrollo de la educación técnica, la reforma agraria, intervención del Estado para promover la industria del vino y del olivo, una red caminera con el fin de poblar el territorio, parques populares, planes de vivienda para trabajadores. En esa década el bloquismo apoyó nacionalmente a la Unión Cívica Radical Antipersonalista.
Radicalismo antipersonalista entrerriano
En 1914 el radical Miguel Laurencena fue elegido gobernador de la Provincia de Entre Ríos secundado por Luis L. Etchevehere como vicegobernador, inaugurando una serie de gobiernos provinciales de la Unión Cívica Radical que se prolongarían hasta el golpe militar de 1943.
Luego de concluido su gobierno, Laurencena adoptó una posición opositora a Hipólito Yrigoyen. En 1922 Laurencena, casi en solitario -aún no se había dividido la UCR entrerriana, fue candidato a presidente por la efímera Unión Cívica Radical Principista que lo llevó como candidato a presidente en 1922, donde obtuvo una mínima cantidad de votos (18 000 frente a los 450 000 que obtuvo Alvear). En 1924 los radicales antipersonalistas formaron parte del grupo de dirigentes radicales que fundaron la Unión Cívica Radical Antipersonalista.
En efecto, en 1924 se divide la UCR de Entre Ríos, quedando el gobernador Ramón Mihura en la Unión Cívica Radical de Entre Ríos, o sector impersonalista, y el vicegobernador Enrique Pérez Colman en la UCR Comité Nacional, solidaria con el expresidente Yrigoyen.
En 1926 la UCR de Entre Ríos gana las elecciones llevando como candidato a gobernador a Eduardo Laurencena, en fórmula completada por José María Garayalde, frente a la del radicalismo yrigoyenista, que llevaba como candidato a gobernador a Francisco Beiró y volvería a ganar las elecciones gubernativas en 1930, llevando la fórmula Herminio J. Quirós - Cándido Uranga, frente a la candidatura del yrigoyenista Enrique Fermín Mihura.
Derrocado Yrigoyen en 1930 Entre Ríos no fue intervenida, y ante el fallecimiento del vicegobernador Uranga, primero y luego del gobernador Quirós, la UCR de Entre Ríos triunfa nuevamente llevando al exsenador Luis L. Etchevehere a la gobernación, secundado por José María Texier, absteniéndose los yrigoyenistas entrerrianos en solidaridad con el candidato presidencial radical, Marcelo T. de Alvear, impedido de presentarse.
Por su parte, luego de haberse retirado de los organismos nacionales del antipersonalismo, la UCR de Entre Ríos reunió su Convención Provincial los días 22 y 23 de septiembre de 1931, (la misma en la cual se eligiera candidato a gobernador a Luis Etchetevehere) y resolvió, por una parte, rechazar todo entendimiento con el "radicalismo personalista" (es decir, el que presidía Alvear) y al mismo tiempo declarar "que es inadmisible la actitud del Señor General Agustín P. Justo candidato a presidente del Partido, aceptando por sí y ante sí su inclusión en una fórmula integrada por un miembro de otro partido, lo que importa quebrantar la solidaridad de la fórmula partidaria" por lo cual "esto obliga a la Unión Cívica Radical de Entre Ríos a recuperar su libertad de acción" y concurrir a la elección presidencial con lista de electores cuyo mandato será resuelto por una convención provincial posterior".
Estos electores, cuya lista triunfó en la provincia de Entre Ríos, sostuvieron la fórmula encabezada por Francisco Barroetaveña y José Nicolás Matienzo
Tras el levantamiento de la abstención electoral por parte de la Unión Cívica Radical, el radicalismo entrerriano dividido en 1924 se reunifica en 1935, con la fusión de la UCR de Entre Ríos (impersonalista) y la UCR "yrigoyenista" de Entre Ríos, que respondía al Comité Nacional presidido por Alvear. Al efecto el 21 de febrero de 1935 se eligió la fórmula de unidad integrada por Eduardo Tibiletti (antipersonalista) y Roberto Lanús (yrigoyenista).
El radicalismo reunificado ganaría las elecciones gubernativas de 1939 y 1943. En este último caso los candidatos electos no podrían asumir por el golpe de Estado del 4 de junio de 1943.
Verismo tucumano
En 1922 fue elegido gobernador de Tucumán Octaviano Vera. Vera, que había adoptado la alpargata como símbolo partidario, buscó representar a los trabajadores de la industria azucarera y enfrentar a los poderosos propietarios de los ingenios azucareros, que controlaban la economía provincial.
La combinación de una gran huelga realizada en abril de ese año y el impulso de una avanzada legislación laboral (salario mínimo y jornada de ocho horas), puso la patronal en pie de guerra e hizo que el Centro Azucarero Argentino se reestructurara para coordinar medidas con la finalidad de bloquear la “legislación obrera” de Tucumán. El incumplimiento por parte los industriales azucareros de las nuevas leyes obreras provocó un estado de convulsión social, como también levantamientos obreros alentados por agentes del gobierno provincial entre mayo y junio de 1923, lo que socavó la autoridad del gobierno de Octaviano Vera. En noviembre de 1923 la provincia fue intervenida por el Poder Ejecutivo Nacional y Vera fue separado de su cargo.
El interventor federal Dr. Gondra, fue ayudado por los industriales, quienes le prestaron 2 millones de pesos, para el pago de la administración pública, a cuenta del impuesto de la cosecha de 1924. Mientras tanto, una de las fracciones radicales, encabezada por el diputado nacional Antonio B. Toledo le pidió al interventor, que hiciera cumplir las “leyes obreras”, de jornada máxima de ocho horas y de salario mínimo de 4.20 pesos. Pero Gondra no las aplicó, porque estaba alineado con el sector industrial.
Tanquismo jujeño
Miguel Tanco fue un dirigente radical que fue ministro y luego gobernador de la provincia de Jujuy, durante la década de 1920. Tanco impulsó una avanzada política social y proindígena que tenía como objetivo subvencionar la compra de tierras en la Puna y la Quebrada de Humahuaca con el fin de repartirla entre las comunidades indígenas, junto a la realización de obras de infraestructura, radicación de industrias y viviendas obreras. Un volante de la UCR daba cuenta de la política tanquista en estos términos:

¡Al Pueblo de salta ´provincia
 argentina´
!... Mediante esta ley se obliga al poderoso, al que tiene millones amasados con el sudor y el desgaste de la vida del trabajador, a que le den pan y un humilde techo... ¡Hoy los hijos del pueblo ya no deben arrastrar cadenas! A concurrir todos en masa cuando se trate de sancionar la ley para conocer personalmente y no confundir a los legisladores que no quieran sancionarla, los cuales desde ese momento serán reos de alta traición a los intereses de los humildes. ¡Vivan los hijos del pueblo! ¡Vivan los liberados!
Unión Cívica Radical, 1923

El tanquismo fue resistido por los sectores conservadores de la UCR y las clases altas jujeñas. En 1930, aliado con Yrigoyen, Tanco logró ser elegido gobernador y expropiar una enorme cantidad de tierra en la Puna y la Quebrada de Humahuaca, pero a los pocos meses fue derrocado, con el golpe de Estado que desalojó al gobierno yrigoyenista. En 1946 Tanco resultaría elegido como senador por el peronismo.

### Gobierno de Marcelo T. de Alvear (1922-1928)

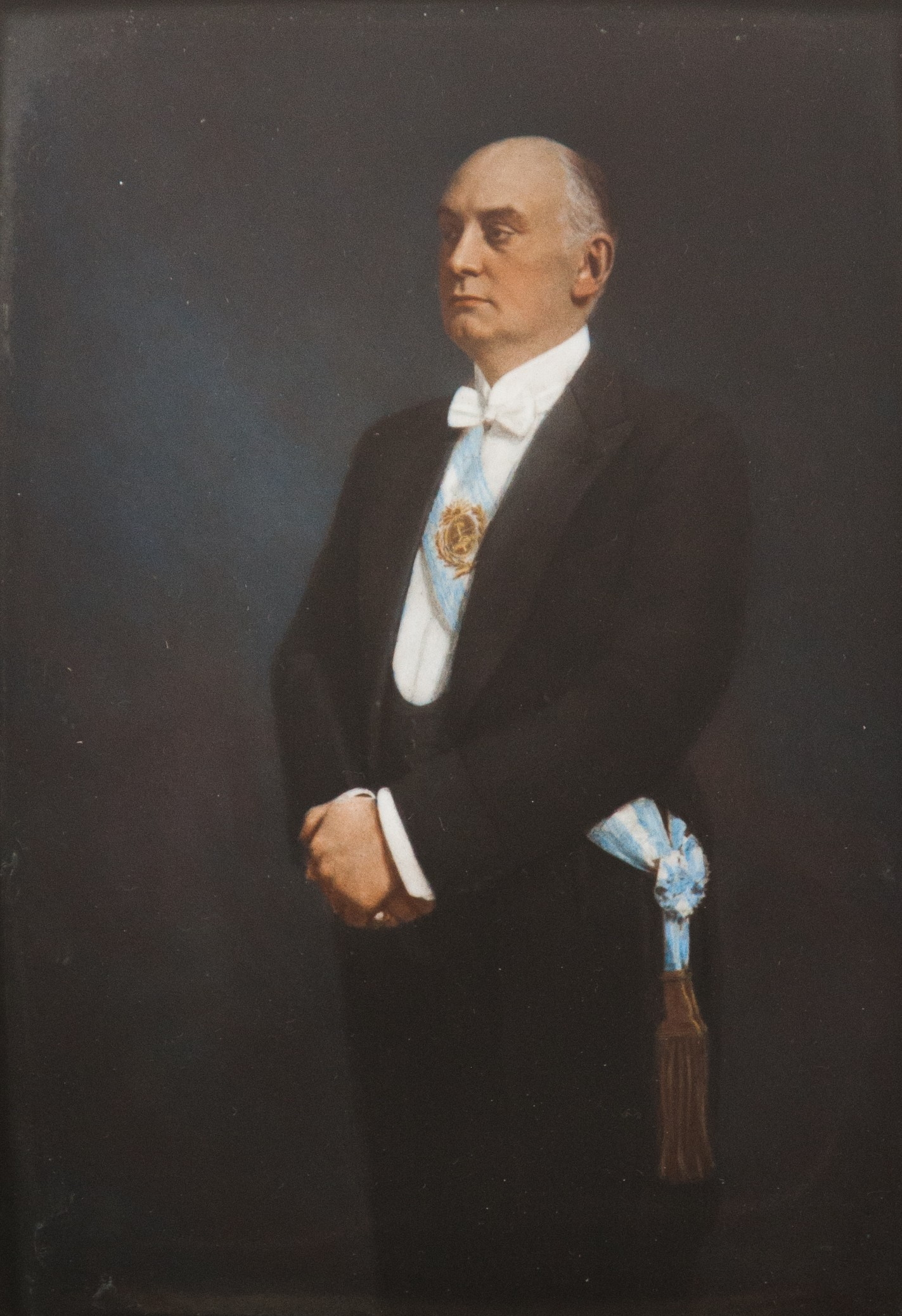
Marcelo T. de Alvear con la banda presidencial, retrato oficial, Museo del Bicentenario.

Los comicios se realizaron el 2 de abril de 1922. Marcelo T. de Alvear, por la UCR, obtuvo el triunfo con 450 000 votos; la Concentración Nacional (alianza electoral conservadora) obtuvo 200 000 votos; el Partido Socialista obtuvo 75 000 votos; y el Partido Demócrata Progresista obtuvo 75 000 votos. El vicepresidente fue Elpidio González.
Marcelo T. de Alvear desarrolló una presidencia marcadamente diferente, en estilo y contenido a la de Hipólito Yrigoyen.
En primer lugar, el radicalismo durante su mandato, manifestó una clara vocación de diálogo y alianzas con otras fuerzas políticas, en particular con los socialistas y demócratas progresistas. La presencia de militantes radicales en el gabinete fue reducida y los ministros y secretarios gozaron de mayor autonomía. El ministro José Nicolás Matienzo desempeñó un rol de coordinación del gabinete. Dos ministros del gabinete de Alvear serían durante la Década Infame presidentes de la Nación: Agustín P. Justo y Roberto M. Ortiz.
En segundo lugar, ciertas políticas de transformación económica, política y social que había delineado el gobierno de Yrigoyen resultaron atenuadas, cuando no directamente revertidas, durante el gobierno de Alvear. El caso más extremo fue con la Reforma Universitaria. Ello no impidió, sin embargo, que fuera el gobierno de Alvear el que enviara al Congreso el proyecto de ley de nacionalización del petróleo, aunque nunca logró que fuera aprobado.
No obstante, aunque en menor medida que su antecesor, el nuevo radical adoptó varias medidas de previsión social, como la ley n.º 11 289 en 1923; aunque significó un avance hacia la jubilación universal y obligatoria, más tarde en 1926, la Unión Industrial consiguió anularla por medio de una nueva ley, argumentando que sería muy costoso mantenerla.[cita requerida] El movimiento obrero también se quejó de ella, ya que no querían que se descontara de sus salarios el 5 % correspondiente a los aportes obreros. La ley n.º 11 317 sancionada en 1924 prohibió el trabajo de mujeres y menores en Capital Federal y en los territorios nacionales, Pablo Troncoso destacó que el artículo 23 de dicha ley faculta a las sociedades gremiales a denunciar y acusar criminalmente cualquier infracción a sus disposiciones. En 1926 una comisión encabezada por el socialista Mario Bravo logró elaborar y sancionar la ley n.º 11 388 llamada "Régimen Legal de las Sociedades Cooperativas", cuyo segundo artículo expresaba los principios de asociación libre y voluntaria, fomento de la educación y eludir privilegios para los fundadores de las mismas. Casi paralelamente se promulgó la ley n.º 11 380 llamada de "fomento cooperativo", la cual autorizaba al Banco de la Nación Argentina como al Hipotecario a gestionar créditos a las entidades cooperativas, además de liberar a estas sociedades de aquellos impuestos nacionales de papel sellado, como también del valor de los edificios e instalaciones y de patentes.
También se sancionaron leyes previsionales: la jubilación para los bancarios ley n.º 11 232 y 11 575, y maestros primarios ley n.º 11 312, además se creó por ley n.º 11 275 la Caja de Previsión Social para jubilaciones a empleados y obreros, la ley n.º 11 275 de identificación de mercancías de industria argentina, y con la ley n.º 11 278 se reglamentó el pago de sueldos en moneda nacional (para evitar el uso de vales de cambio), gracias a la ley n.º 11 287 se establecieron impuestos a la herencia que esta vez produjo una mayor redistribución, que sirvió para reforzar la educación popular. En el año 1924 se aumentó la jubilación de los maestros, antes la misma era muy baja. Sin embargo el gobierno prácticamente atenuó el proceso de la reforma universitaria, cuando intervino la Casa de Altos Estudios de La Plata y la del Litoral, además de sancionar un estatuto antirreformista para la Casa de Buenos Aires.
Durante su presidencia y con motivo de la finalización de la guerra se reactivó el flujo de inmigración hacia la Argentina. Desde 1924 a 1929 entraron al país casi dos millones de personas, de las cuales quedaron radicados en el país 650 000.

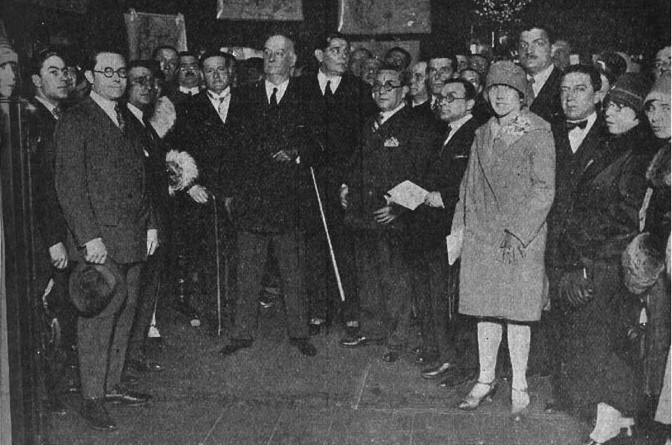
La primera Feria del Libro en Argentina tuvo lugar en Buenos Aires, en septiembre del año 1928, en la foto se encuentra el presidente con sus ministros Roberto Marcelino Ortiz y José Tamborini, recorriendo en el día de la inauguración.

A partir del año 1925 se registró un grandísimo aumento en las inversiones extranjeras provenientes de los Estados Unidos, que se realizaron a través de las empresas relacionadas con la industria frigorífica, con las organizaciones de distribución y producción de energía, y de bienes de consumo. Esta "invasión" repentina de capitales estadounidenses provocó una competencia con los capitales provenientes del Reino Unido, aquella rivalidad se vio reflejada en áreas tales como los transportes (entre los productos automotores exportados de Estados Unidos y los ferrocarriles ingleses). Pero también se agudizó la competencia con empresas frigoríficas vinculadas con estos dos países. Estos conflictos llevaron al deterioro de las relaciones con los ingleses. Producto de ello, por imperio de los empréstitos de origen estadounidense que contrajo la segunda presidencia radical, la deuda pública creció notablemente durante la gestión de Alvear en comparación a la primera presidencia de Yrigoyen, para 1928 la misma era de 1763 millones de pesos.
Cuando asumió Alvear existía una crisis en el sector ganadero, ya que las carnes congeladas que producía Argentina no servían para una economía de guerra como la europea, así en años anteriores las exportaciones de carne congelada se mermaron. Los criadores que tenían ganado en exceso tuvieron que vender sus animales a precios bajos. Los criadores de ganado habían pedido en 1921 protección por parte del gobierno argentino hacia los manejos de los trusts de la carne. Por ello el gobierno sancionó en 1923 tres leyes, la n.º 11 226, 11 227 y 11 228, la primera establecía un régimen de control del comercio de carnes, la segunda fijaba los precios mínimos y máximos para la venta, y la tercera instauró un régimen de control para las transacciones comerciales de ganado vacuno para evitar los vales, comunes en el interior. Se creó así un frigorífico Estatal, años más tarde bautizado con el nombre de Lisandro de la Torre. Se procuró evitar especulaciones, y establecer formas de comercialización y control, asegurando el abastecimiento a precios razonables.
Al finalizar la gestión de Alvear en 1928, el país contaba con mayor número de automóviles que Francia, y mayor cantidad de líneas telefónicas que Japón.

#### La Unión Cívica Radical Antipersonalista

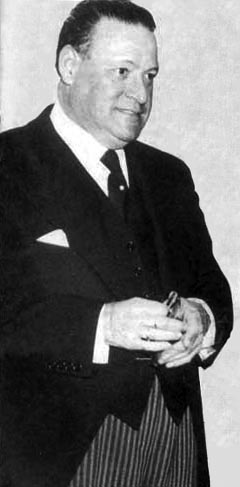
El radical antipersonalista Roberto M. Ortiz, sería presidente de la Nación en 1938.

Alvear había sido propuesto como candidato por Yrigoyen, quizá porque creía que su simpatía por los detractores del personalismo de su predecesor, combinada con su lealtad personal, evitaría la ruptura dentro del radicalismo.
Los sectores de oposición interna se alinearon rápidamente tras la figura de Alvear, formando un sector diferenciado, conocido como Unión Cívica Radical Antipersonalista. Por el momento no hubo ruptura, porque los antipersonalistas aparentemente tenían la intención de desplazar a los partidarios de Yrigoyen de todos sus puestos, inclusive en el partido. Lograron varios gobiernos provinciales y ocuparon casi todos los ministerios; su principal oponente era el vicepresidente Elpidio González, abiertamente yrigoyenista. Según Félix Luna en su libro Yrigoyen, Alvear no había alentado la creación de la facción antipersonalista, pero su alejamiento del caudillo basto para que los sectores más conservadores dentro del radicalismo se enemistaran con los "personalistas".
Pero la división del partido radical, se fue volviendo inevitable en 1923: nueve senadores radicales se declararon "antipersonalistas", es decir, contrarios al "personalismo" de Hipólito Yrigoyen, y brindaron su apoyo al presidente Marcelo Torcuato de Alvear. También hubo roces entre este y su vicepresidente Elpidio González. De hecho la división comenzó cuando los senadores comenzaron a hostilizar al vicepresidente González. El yrigoyenismo tomaba a los antipersonalistas como conservadores. Por otra parte los antipersonalistas decían que Yrigoyen violaba las reglas del juego político. Estas disputas siguieron, y lo que fue peor, se trasladaron al Congreso, en donde los diputados fieles a Yrigoyen solían obstaculizar las iniciativas del Poder Ejecutivo, ya fuese a través de discusiones o bien retirándose del recinto para evitar dar cuórum. En este contexto, el presidente Alvear clausuró por decreto las sesiones extraordinarias, en vista de que la actividad legislativa era casi nula.
El líder del radicalismo antipersonalista fue Leopoldo Melo; con él estaban, entre otros, Vicente Gallo, Tomás Le Breton, José P. Tamborini, Enrique Mosca, José C. Crotto y Roberto M. Ortiz.
Varios grupos provinciales se alinearon también con el antipersonalismo, pero desde un punto de vista completamente opuesto: el lencinismo de Mendoza y el bloquismo de San Juan tenían tendencias claramente populistas. En cambio, quien sería el dirigente más significativo del radicalismo de Entre Ríos, Eduardo Laurencena, era de tendencia liberal en lo económico.
En 1924 la UCR de la Ciudad de Buenos Aires se dividió: se constituyeron dos Comités paralelos y apareció oficialmente la Unión Cívica Radical Antipersonalista liderada por Leopoldo Melo y Enrique Mosca. Lo propio ocurrió en Entre Ríos, en el cual los sectores desafectos a Yrigoyen formaron la Unión Cívica Radical de Entre Ríos, liderado por Eduardo Laurencena y con la adhesión del gobernador Ramón Mihura, en tanto el vicegobernador Enrique Pérez Colman se inclinó por la facción solidaria con el expresidente.
En 1925, la Unión Cívica Radical Antipersonalista constituyó su propio Comité Nacional. En las elecciones parlamentarias de 1926 concurrió con candidatos propios y se ubicó como segunda fuerza nacional con 218 000 votos detrás de la UCR que obtuvo 338 000 votos. Debido a que los conservadores se habían ubicado terceros con 160 000 votos, la posibilidad de una alianza entre conservadores y antipersonalistas era cada vez más probable para obtener la victoria en las elecciones presidenciales de 1928.
Aunque Alvear tenía ministros antipersonalistas, cuando este sector le pidió intervenir la provincia de Buenos Aires para afectar las posibilidades electorales del yrigoyenismo, Alvear se negó y lo impidió, afectando seriamente al radicalismo antipersonalista. La respuesta de Alvear a sus amigos antipersonalistas fue muy demostrativa de su posición política:

"¡A mí no me vengan a joder! ¡Arréglense solos y ganen si son más!".

Simultáneamente, surgieron movimientos radicales autónomos, como el que desarrollaron los Lencinas en Mendoza. El lencinismo estaba enfrentado a Hipólito Yrigoyen y se alineó originalmente con los antipersonalistas. Pero poco habría de durar la alianza, en especial porque las políticas sociales del lencinismo (jornada de ocho horas, ley de salario mínimo, creación de cajas de jubilaciones y pensiones), entre otras, chocaban con el sesgo conservador del antipersonalismo. Debido a ello Alvear intervino Mendoza en 1924.

#### Liga Patriótica y fascismo
Diversos estudios han puesto de relieve las relaciones entre el radicalismo y el fascismo en esta etapa, principalmente a través de la Liga Patriótica Argentina y el "Grupo Italiano" de Vittorio Valdani. La Liga Patriótica, cuyo presidente era el radical Manuel Carlés y cuyo vicepresidente, el almirante Manuel Domecq García, llegó a ser ministro durante el gobierno de Marcelo T. de Alvear, reunió un ejército parapolicial de varios miles de personas, ejecutando actos de terrorismo, contra objetivos sindicales, anarquistas, socialistas y judíos. Durante la masacre de la Semana Trágica en 1919 fue responsable de la realización de los únicos pogroms antisemitas registrados en Argentina. y las primeras desapariciones masivas de personas.
El empresario italiano Vittorio Valdani, vicepresidente de la Unión Industrial Argentina (UIA) entre 1911 y 1930, fue el encargado por el Partido Fascista italiano de organizar y dirigir los Fasci italianos en Argentina, creando en 1930 el principal órgano de prensa de fascismo en Sudamérica, el periódico Il Mattino d’Italia. Recibió el apoyo del gobierno radical y llegó a ser designado por el presidente Marcelo T. de Alvear, como Director Administrativo de la empresa estatal Yacimientos Petrolíferos Fiscales (YPF).

#### El segundo gobierno de Hipólito Yrigoyen (1928-1930)
Campaña
Hacia el final del gobierno de Alvear, el país y el propio radicalismo se hallaban profundamente divididos con respecto a Yrigoyen. La división llegó al punto de que los yrigoyenistas la consideraron un "plebiscito". Los diarios La Época y Crítica, favorables a Yrigoyen, realizaron numerosas publicaciones en las que representaba a la elección presidencial como una mera formalidad, resaltando que el candidato radical ya había prácticamente ganado la presidencia por derecho, y retratándolo como el estandarte de la constitucionalidad, la democracia, y la república, mientras que la oposición debía ser vista como "personas incapaces de entender que la decisión ya fue tomada por el pueblo".
Simultáneamente, y para contrastar con la imagen envejecida del candidato, la UCR recurrió en su campaña a elementos modernizadores que constituyeron novedades inéditas para la época. Para empezar, Yrigoyen no solo era apoyado por su partido político, sino también por figuras del mundo cultural, como el Comité Yrigoyenista de Intelectuales Jóvenes, presidido por un joven Jorge Luis Borges, con Leopoldo Marechal como vicepresidente. Los principales compositores de tango de la época compusieron piezas dedicadas al candidato, como "Hipólito Yrigoyen" de Enrique P. Maroni, "Otra vez el Viejo" de Alfredo Gobbi, y "Nuestro Hombre" de Roberto Torres y Anselmo Aietta. En las conferencias ofrecidas por los candidatos del radicalismo, ya fuera al Colegio Electoral, a la Cámara de Diputados o al Concejo Deliberante de la Capital, los periódicos asociados al radicalismo describieron la concurrencia en "millares" y "multitudes", sin dar cifras exactas.
En lo que fue considerado una innovación absoluta, el Comité Nacional de la UCR encargó la filmación y exhibición gratuita de una película, que se denominó "La obra del gobierno radical, 1916-1922". La película, de casi cuarenta minutos, estuvo a cargo del cineasta italiano Federico Valle y retrataba una gran cantidad de logros alcanzados durante el primer mandato de Yrigoyen, (tales como el respeto a la clase obrera, reformas educativas y sanitarias, y el crecimiento económico) mientras unos subtítulos explicaban por qué los electores debían votar nuevamente al exmandatario. La película finalizaba con el mensaje: "¡Obrero o empleado! El gobierno radical hizo por ti, por tu bien, el de tu esposa, el de tus hijos, lo que ningún otro gobierno había hecho antes, o hará después, que no sea él. Hijo de tu fuerza, es tu fuerza la que habrá de engrandecerlo. Tu voto no puede serle traidor porque sería traicionar a ti mismo, a tu hogar y a tus hijos. ¡Votad por los candidatos de la Unión Cívica Radical!". Se trató de la primera ocasión en la que un candidato político argentino recurría a la cinematografía para hacer campaña.
Entre las figuras de la oposición, el diario La Prensa de Buenos Aires, favorable al Frente Único, era en ese momento el principal medio difusor de la oposición y uno de los mayores medios de comunicación del país. En un artículo publicado el 18 de marzo de 1928, el diario retrató duramente al radicalismo como un populismo desenfrenado, al tiempo que criticaba que la UCR había proclamado mucho más tarde a sus candidatos para afectar negativamente la campaña impulsada por sus oponentes. Al día siguiente, La Época respondió a las críticas de La Prensa de manera sarcástica, en un artículo titulado "Puntualizando Conceptos", en el que se refería al matutino como un "diario mercachifle", y afirmaba que el radicalismo "no necesita más mentores que la opinión pública". Al mismo tiempo, los periódicos radicales publicaban informes de ataques contra actos de la UCR por parte de grupos conservadores. El radicalismo acachaba la actitud violenta de los conservadores a "falta de cultura democrática".
Esencialmente, la estrategia del frente conservador-antipersonalista fue retratar al radicalismo de Yrigoyen como una fuerza de carácter autoritario, que estaba deshaciendo las instituciones republicanas por medio de la actitud autocrática de su líder. Melo realizó una dura campaña mediática con los medios que le eran afines, lo que generó que la justa presidencial se convirtiera prácticamente en una lucha periodística entre la UCR y el Frente Único. Durante la campaña, se publicaron numerosas caricaturas, que retrataban a Yrigoyen y al radicalismo de manera grotesca, siendo la más conocida una en la que una mano con forma de garra se cierne encima de la República (representada por una mujer) en forma amenazante. El radicalismo criticó esta campaña como un intento de asustar al electorado, al tiempo que se refería a ella como "irreverente", y como una "reacción frustrada e irritada" ante su inminente fracaso electoral. La postura de los periódicos, del radicalismo y el Frente Único, era lograr efectivamente que la elección se polarizara entre Yrigoyen y Melo, lo que provocó que durante la mayor parte de la campaña, los demás partidos se vieran prácticamente descartados.
Tan solo unos pocos días antes de que se realizaran las elecciones, la UCR de Yrigoyen suspendió su campaña, declarando que lo hacía por culpa de la violencia incitada por el Frente Único. Análisis posteriores sugieren que esto fue una estrategia audaz para incitar la ira de la población, lo que desataría la arrolladora victoria de Yrigoyen y la masiva participación electoral.
Gobierno y golpe

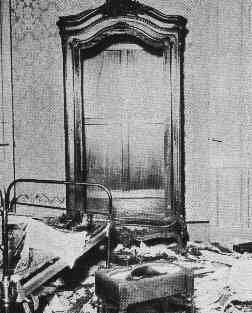
Los opositores saquearon la casa de Yrigoyen durante el golpe.

El segundo gobierno de Yrigoyen coincide con la Gran Depresión mundial de 1929 que paralizó la actividad económica y puso en crisis al propio sistema capitalista. El radicalismo, seriamente dividido y con Yrigoyen en la presidencia, no supo encontrar respuestas. El historiador radical Félix Luna dice de ese momento:

La quiebra del ímpetu liberador del gobierno radical se debió fundamentalmente a la quiebra del radicalismo mismo.

Yrigoyen fue muy criticado por una serie de intervenciones a provincias y asesinatos de opositores, entre ellos el del senador Lencinas, y al realizarse las elecciones parlamentarias de 1930, el radicalismo perdió estrepitosamente en la ciudad de Buenos Aires, resultando tercero detrás del Partido Socialista Independiente y el Partido Socialista, perdiendo también en el total nacional. Aún faltaban cuatro años para las elecciones presidenciales y la debilidad del gobierno de Yrigoyen se hizo crítica.
En esas condiciones, el 1 de agosto de 1930, en una de las medidas más audaces tomadas durante el gobierno de Yrigoyen, YPF intervino en el mercado para fijar el precio del petróleo y romper los trusts. Debido a esto, algunos historiadores han dicho que el golpe tuvo olor a petróleo.
El 6 de septiembre de 1930 el general José Félix Uriburu derrocó al gobierno constitucional en el primer golpe de Estado exitoso en el país.

### La era radical antipersonalista bajo el gobierno de la Concordancia (1930-1943)

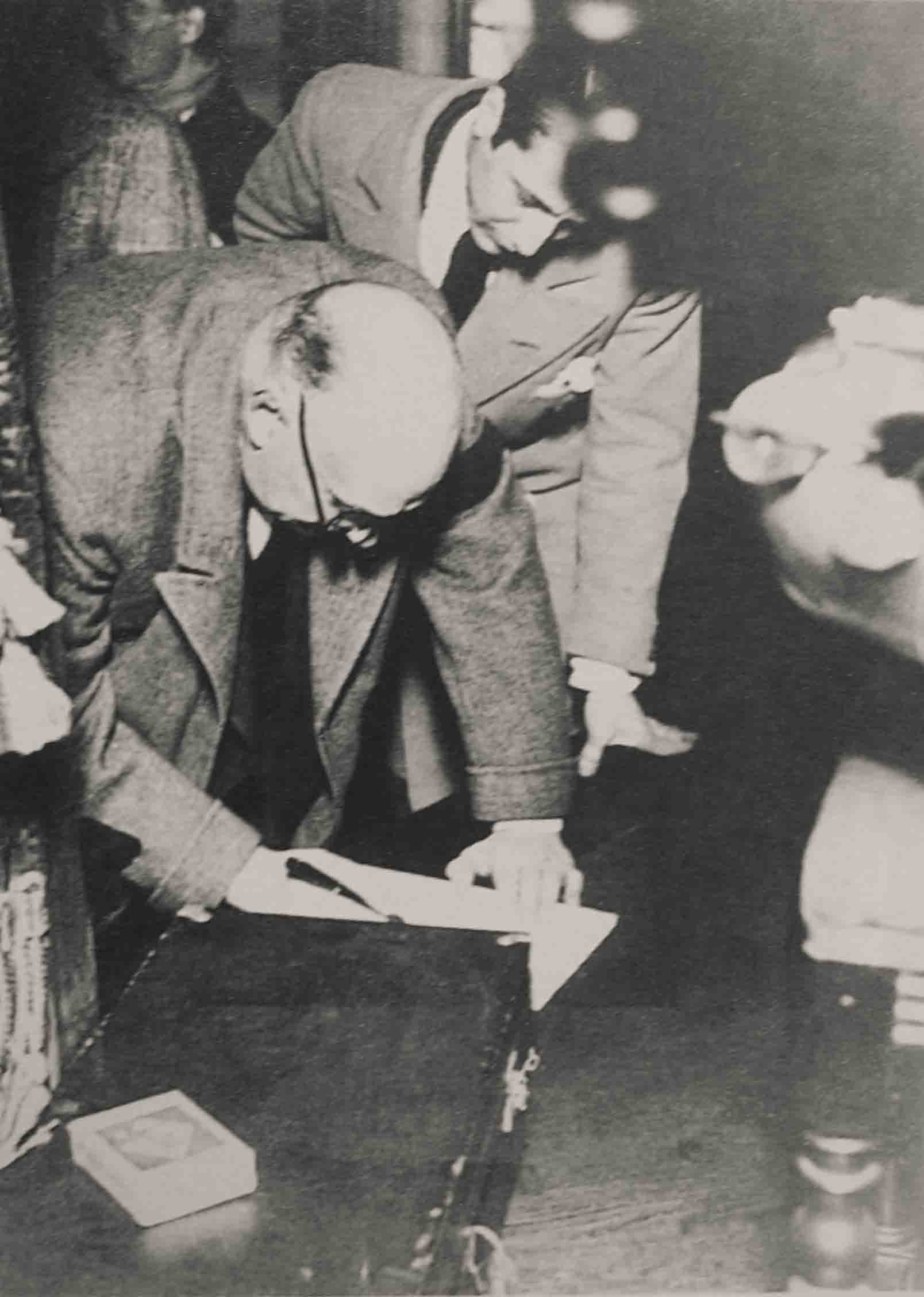
Alvear redactando el manifiesto antes del exilio del 1931.

El golpe de Estado del 6 de septiembre de 1930 fue apoyado por la Unión Cívica Radical Antipersonalista e incluso por amplios sectores de la Unión Cívica Radical. Dos días después del golpe de Estado, el propio Marcelo T. de Alvear declaró ante los periodistas en su mansión Coeur Volant de París:

«Tenía que ser así. Yrigoyen, con una ignorancia absoluta de toda práctica de gobierno democrático, parece que se hubiera complacido en menoscabar las instituciones. Gobernar, no es payar (...) Mi impresión, que transmito al pueblo argentino, es de que el ejército, que ha jurado defender la Constitución, debe merecer nuestra confianza y que no será una guardia pretoriana ni que esté dispuesto a tolerar la obra nefasta de ningún dictador».
Alvear en La Razón, 1930.

Durante el lapso de 1928 hasta que aconteció el golpe en 1930, Alvear se informó de la situación política argentina solo por medio de las numerosas cartas que le mandaban sus amigos —en la mayoría de los casos de los antipersonalistas más contrarios a Yrigoyen— que en gran parte le describieron una situación mucho más caótica de lo que era.
Durante el liderazgo de Alvear, la UCR mantuvo una postura internacional de cuestionamiento a los regímenes totalitarios de la Italia fascista, la Alemania nazi y la Unión Soviética, y apoyó de manera activa a la República durante la guerra civil española.
En marzo de 1931, aprovechando la desorganización y desprestigio de la UCR, entre otras cuestiones, el gobierno de Uriburu convocó a elecciones para el 5 de abril de 1931 en la provincia de Buenos Aires. A mediados de marzo se logró constituir la Convención Provincial. Fernando Saguier, Roberto Marcelino Ortiz, Vicente Gallo, Carlos Noel y José P. Tamborini telefonearon a París para avisar a Alvear que propiciarían su nombre en la Convención Provincial. Pero los delegados terminaron eligiendo a Honorio Pueyrredón. El escrutinio de las elecciones empezó recién el 8 de abril, y dio la victoria al radicalismo, resultando vencedores el yrigoyenista Honorio Pueyrredón, excanciller de Yrigoyen y el antipersonalista José María Guido.
La dictadura anuló entonces las elecciones y comenzó a buscar otra salida política que impidiera el regresó del yrigoyenismo al poder.
Alvear se entrevistó con Uriburu, quien le dijo al dirigente radical que podría volver a acceder a la presidencia, siempre y cuando le garantizase que en su lista no hubiese yrigoyenistas; pero Alvear rechazó esa propuesta y comenzó las gestiones para unificar el radicalismo en torno a su figura. El 4 de mayo el interventor federal en la Provincia de Buenos Aires, Carlos Meyer Pellegrini, fue sustituido por Mariano Vedia (hijo) con el cargo de delegado y el 12 de mayo fue a su vez reemplazado por Manuel Ramón Alvarado como interventor federal. En el ínterin, el 8 de mayo, Uriburu suspendió el llamado al colegio electoral provincial y convocó a elecciones para el Congreso Nacional para el 8 de noviembre.
El 16 de mayo de 1931 apareció el Manifiesto del City, en el que se convocaba al radicalismo de todo el país a la reorganización «dignamente fortificada en la adversidad». El 28 del mismo mes se organizó la Junta del City, presidida por Alvear, e integrada por Adolfo Güemes, Enrique Mosca, Julio Borda y Obdulio Siri, para sustituir al Comité Nacional, que en los hechos había quedado disuelto tras el golpe de Estado. Mientras Hipólito Yrigoyen seguía preso, los radicales reabrieron los comités. El 5 de junio el gobierno levantó la vigencia de la ley marcial.
Simultáneamente Yrigoyen auspiciaba esa orientación diciendo:

Hay que rodear a Marcelo.
Marcelo es radical, le falta apostolado pero es radical.

El 20 de julio de 1931 estalló una revolución en la provincia de Corrientes, dirigida por el teniente coronel Gregorio Pomar. Aunque fue rápidamente reprimida, dio a Uriburu la excusa que estaba buscando: el gobierno denunció la existencia de un plan terrorista y ordenó el allanamiento de los locales radicales, lo que obligó a varios dirigentes políticos como Pueyrredón, Guido, Ratto, Noel, Tamborini y Torello a exiliarse del país —salvo Güemes, que logró esconderse-. Entre los «autoexiliados» estuvo el propio Alvear: a las 10 de la noche del 28 de julio de 1931 se embarcó al exilio, un día después de haber elaborado un manifiesto que la dictadura le prohibió poder publicar, y que tuvo que difundir por tanto de manera clandestina. En una parte decía:

«Contemplo desde lejos, en el barco que me aleja, la ciudad natal en donde se levantan las estatuas de mis antepasados. Me consideraba con derecho al respeto de todas las clases sociales, porque supe gobernarlas con legalidad, orden y prudencia. Me apartan de su seno manos crispadas».
Alvear en 1931.

El 16 de mayo de 1931 apareció el Manifiesto del City, en el que se convocaba al radicalismo de todo el país a la reorganización «dignamente fortificada en la adversidad». El 28 del mismo mes se organizó la Junta del City, precedida por Alvear, e integrada por Adolfo Güemes, Enrique Mosca, Julio Borda y Obdulio Siri, para sustituir al Comité Nacional, prácticamente disuelto tras el golpe de Estado. Mientras Hipólito Yrigoyen seguía preso, los radicales reabrieron los comités. El 5 de junio el gobierno levantó la vigencia de la ley marcial.
El 25 de septiembre de 1931 se reunió la Convención Nacional de la UCR presidida por Benjamín Zorrilla, la cual —tras reconstituir el Comité Nacional y aprobar una plataforma electoral— eligió como candidato a presidente a Alvear, mientras que para la vicepresidencia fue elegido Güemes, tras la renuncia del otro candidato con posibilidades, Fernando Saguier. En una comunicación telefónica a Río de Janeiro, Alvear anunció su renuncia a la candidatura porque posiblemente su candidatura podría ser anulada, ya que no había pasado un periodo presidencial luego de su propia presidencia y, además, creía que debía producirse una renovación en las figuras políticas. Sin embargo, por medio de Torello, los dirigentes insistieron en que se presentase en la fórmula, puesto que lo suponían el único hombre que podría forjar la unión del partido. A altas horas de la noche, llegó una comunicación telefónica en la que Alvear aceptaba la candidatura.

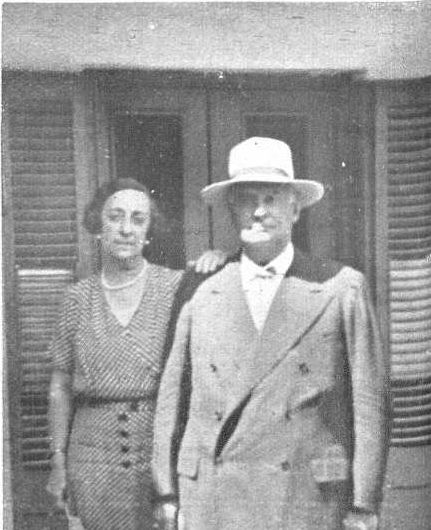
Regina Pacini visita a su esposo el expresidente Marcelo T. de Alvear cuando este último estuvo en prisión en la isla Martín García en 1933.

El 16 de octubre, el gobierno ordenó el procesamiento de todos los dirigentes radicales firmantes del manifiesto, de modo que el día 27 de octubre el Comité Nacional declaró la abstención absoluta de la Unión Cívica Radical en los próximos comicios del 8 de noviembre. Estos se celebraron el 8 de noviembre de 1931; en Buenos Aires, casi todos los fiscales opositores fueron expulsados, mientras que a algunas personas se las hizo votar a punta de pistola. También hubo actos de violencia en la provincia de La Rioja y San Juan. En estas cuestionadas condiciones se realizaron las elecciones presidenciales, triunfó el binomio de la Concordancia, formado por el general Agustín P. Justo, por el radicalismo, y Julio Argentino Roca (hijo), por las fuerzas liberal-conservadoras reorganizadas en el Partido Demócrata Nacional. El 20 de febrero de 1932 asumió el nuevo gobierno.
El 29 de diciembre el gobierno decretó el estado de sitio a consecuencia de la fallida revolución de 1932 comenzada días antes comandada por Atilio Cattáneo, de la que el gobierno responsabilizó al radicalismo y cientos de radicales fueron detenidos en Buenos Aires, Santa Fe, Rosario y en otras ciudades del interior. El hotel Ritz de Santa Fe, en que se alojaban los principales dirigentes radicales, fue rodeado por fuerzas armadas, y estos arrestados y conducidos en camiones del ejército hasta el buque mercante General Artigas; entre los 98 apresados se encontraban Alvear, Honorio Pueyrredón, Güemes, Tamborini y el general Luis Dellepiane. Tras una travesía de dos días escoltado por el aviso Golondrina el buque llegó a la isla Martín García donde fueron desembarcados y alojados en barracas en las que compartían las instalaciones. Más adelante, con el ingreso de más presos políticos, los mismos llegaron ciento ocho.
El gobierno militar organizó un sistema represivo y de fraude electoral, con el fin declarado de evitar que la Unión Cívica Radical volviera a triunfar en las elecciones presidenciales. Finalmente, en 1932, el triunfo fue del Gral. Agustín P. Justo hombre de confianza de vasos sectores de la élite política. Este período ha sido denominado como la "Década infame" y que se mantuvo hasta el golpe militar de 1943. Políticamente, la década infame fue dominada por la Concordancia, una alianza integrada por las fuerzas conservadoras reorganizadas en el Partido Demócrata Nacional, la Unión Cívica Radical Antipersonalista dirigida por Leopoldo Melo y Roberto M. Ortiz, y el Partido Socialista Independiente.
El 3 de julio de 1933 murió Hipólito Yrigoyen y en su funeral el pueblo de la ciudad de Buenos Aires realizó una de las manifestaciones masivas más imponentes de la historia argentina.

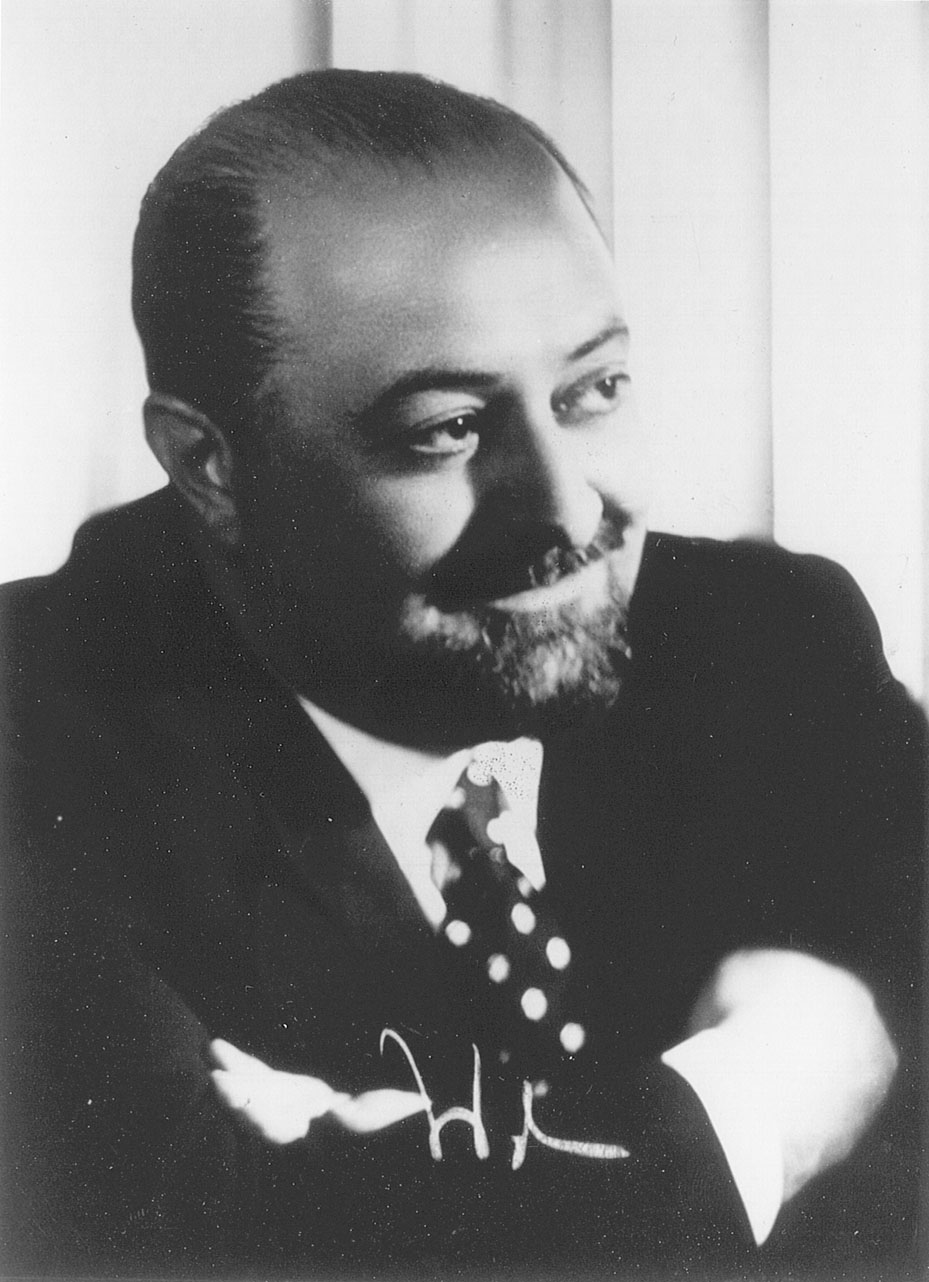
Homero Manzi, figura relevante del tango argentino. Fundador de FORJA y militante radical yrigoyenista.

En 1935, la Unión Cívica Radical decidió levantar la abstención y participar en las elecciones, triunfando en Entre Ríos. El levantamiento de la abstención respondió a la rebelión de otros distritos provinciales como lo fue el caso de Tucumán, en dónde los radicales locales a mediados de 1934, impugnaron la abstención decretada por la Convención Nacional del Partido, y proclamaron a Miguel Mario Campero como candidato a gobernador, triunfando en las elecciones de noviembre de ese año. Este gesto determinó que los radicales tucumanos se declararon desligados del Comité Nacional, presidido por Alvear, constituyendo una variable del radicalismo, surgiendo la "U.C.R. Concurrencista" que se mantendrá en el poder en esa provincia hasta 1943. Estas divisiones del radicalismo en las provincias,  pusieron en jaque el liderazgo de Alvear además de una permanente tensión entre la obediencia partidaria y la negociación con las fracciones radicales que gobernaban las provincias con los radicales antipersonalistas que integraban el gobierno de la Concordancia presidido por Agustín P. Justo. En 1936 la UCR triunfó en la Capital Federal y en la provincia de Córdoba, con Amadeo Sabattini. Ante estos triunfos, el radicalismo cordobés siguió una línea política propia, adscripta al yrigoyenismo intransigente que confrontará con la visión política moderada del Comité Nacional presidido por Alvear.
No obstante esos triunfos, en las elecciones presidenciales de 1937 el candidato de la Concordancia, el radical antipersonalista Roberto M. Ortiz, venció a Marcelo T. de Alvear, candidato de la UCR, utilizando un fraude generalizado y público. En dichas elecciones la UCR formuló un programa de gobierno de avanzada, conteniendo numerosas cuestiones en materia social y de intervención del Estado en la economía que luego serían retomadas en la Declaración de Avellaneda. Por cierto, que en la vida doctrinaria del radicalismo de la década de 1930, incluyendo sectores del oficialismo partidario, las ideas propias de la época en cuanto al rol del Estado en la economía tenían importante presencia, como lo evidencia la importante revista "Hechos e Ideas".
El presidente Ortiz inició una política de saneamiento electoral, interviniendo en 1940 la provincia de Buenos Aires -que se encontraba bajo el gobierno de un hombre del conservadurismo bonaerense, el Dr. Manuel Fresco- y posibilitando el triunfo de la UCR en las elecciones legislativas de 1940, llegando a la mayoría en la Cámara de Diputados, pero ese proceso –que apoyaba con expectativa la UCR– quedó trunco por su enfermedad que llevó a su reemplazo en el cargo por el vicepresidente conservador Ramón S. Castillo.
Durante el liderazgo de Alvear la UCR mantuvo una postura internacional de cuestionamiento a los regímenes fascista en Italia, nazi en Alemania y comunista en la Unión Soviética, y participó activamente en apoyo a la República durante la guerra civil española, en un contexto político nacional atravesado por los conflictos bélicos e ideológicos mundiales. Por otra parte varios dirigentes radicales estuvieron involucrados en los actos de corrupción que caracterizaron la Década Infame, en particular el negociado de la concesión del servicio eléctrico de Buenos Aires conocido como escándalo de la CHADE.
A partir de 1935 varios sectores internos del radicalismo cuestionaron el levantamiento de la abstención en la Convención de 1935, sosteniendo que se trataba de una decisión que terminaba convalidando al régimen político ilegítimo de la llamada "década infame".
Aparecieron entonces sectores opuestos a la conducción alvearista que reivindicaban el contenido nacional del yrigoyenismo. Amadeo Sabattini, electo gobernador de Córdoba en 1936, se constituyó en el dirigente de referencia para las tendencias que decantarían en los sectores intransigentes de la UCR, entre los que destacaba el bonaerense Moisés Lebensohn, que comenzaba a desarrollar una reinterpretación crítica de la intransigencia yrigoyenista con un enfoque nacional de centroizquierda.

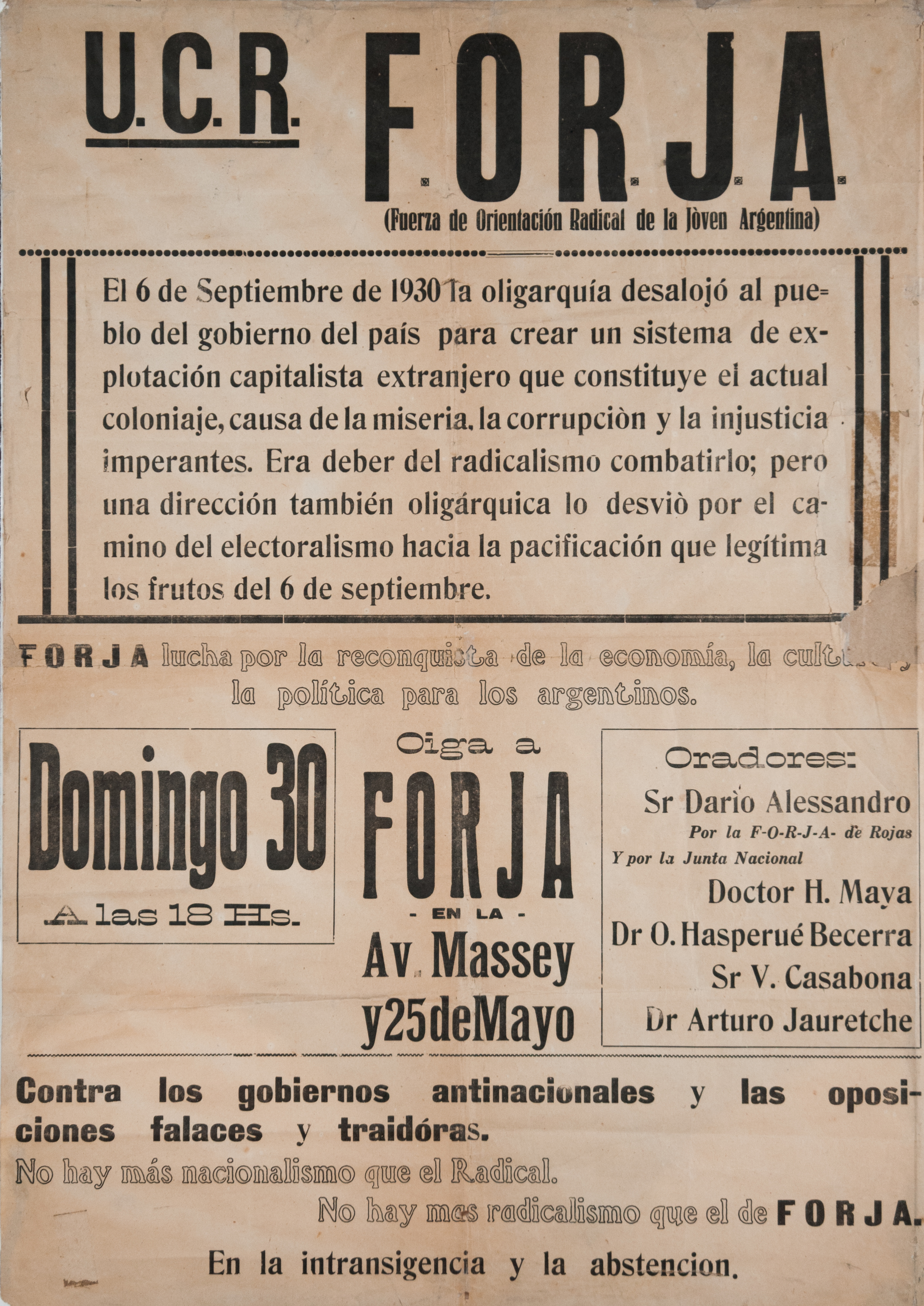
Afiche del Grupo FORJA (Fuerza de Orientación Radical de la Joven Argentina) contra el gobierno de la Concordancia. A este grupo pertenecieron o estuvieron vinculados Ernesto Jauretche, Gabriel del Mazo, Luis Dellepiane, Homero Manzi y Raúl Scalabrini Ortiz, entre otros. El grupo se disolvería en 1945 y gran parte de sus miembros adherirán al peronismo.

En la misma época y con similar orientación nacionalista yrigoyenista apareció en 1935 el Grupo FORJA (Fuerza de Orientación Radical de la Joven Argentina), un pequeño grupo de jóvenes radicales que tendría una gran influencia cultural en la política argentina, en particular tras su mayoritaria participación en el peronismo. Con lemas como "somos una Argentina colonial, queremos ser una Argentina libre", FORJA fue uno de los primeros grupos políticos en denunciar sistemáticamente la dependencia económica del país, constituyendo uno de los antecedentes de la Teoría de la dependencia, que se elaborará a fines de la década de 1950. Bajo la dirección inicial de Juan B. Fleitas y de Manuel Ortiz Pereyra, entre los socios fundadores estaban Arturo Jauretche, Homero Manzi, Luis Dellepiane, Gabriel del Mazo, Atilio García Mellid, Jorge Del Río y Darío Alessandro (padre). Raúl Scalabrini Ortiz, afín e inspirador del ideario del grupo, no formaba orgánica parte del mismo, pues se requería la membresía de la UCR para participar.
El 23 de marzo de 1942 murió Marcelo T. de Alvear, lo que sumió a la dirigencia radical en una franca desorientación, aunque coincidían en la necesidad de conformar con los otros partidos democráticos "un Frente Popular" para enfrentar la imposición de la candidatura conservadora del senador conservador Robustiano Patrón Costas impulsada por el presidente Ramón S. Castillo, quien reemplazó a Roberto M. Ortiz en la presidencia, una vez producido su fallecimiento en 1942. Parte de las negociaciones para conformar ese frente incluyeron la posibilidad de la candidatura de Agustín P. Justo, quien falleció inesperadamente en marzo de 1943, y luego otro sector de la dirigencia radical exploró la posibilidad de ofrecer la candidatura presidencial para enfrentar a Patrón Costas al ministro de Guerra de Castillo, el general Pedro Pablo Ramírez. Enterado de estos cabildeos, el presidente Castillo pidió la renuncia de su ministro desencadenando los sucesos de junio de 1943.

### Radicalismo y peronismo (1943-1955)

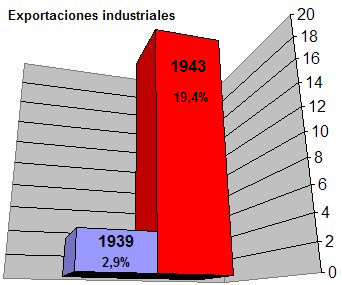
1943: Gran crecimiento de la industria y de la clase obrera.

En 1943, por primera vez en la historia argentina, la producción industrial superó a la producción agropecuaria. La II Guerra Mundial había impulsado extraordinariamente el desarrollo de la industria y millones de migrantes provenientes del campo y de las pequeñas ciudades del interior, se trasladaban en masa para trabajar en las fábricas, principalmente aquellas ubicadas en el conurbano de la ciudad de Buenos Aires. Las condiciones socioeconómicas anticipaban grandes cambios sociopolíticos.
Ese año el Ejército derrocó al último gobierno de la llamada década infame para dar inicio a la denominada Revolución del 43. A partir de entonces, dentro de una heterogénea composición de sectores e intereses que pugnaban dentro del gobierno militar, fue emergiendo una alianza de militares jóvenes y dirigentes sindicales socialistas y sindicalistas revolucionarios, organizados alrededor del coronel Juan D. Perón que, luego de ser designado a cargo del pequeño Departamento de Trabajo, se irían haciendo cada vez más fuertes dentro del gobierno. Así comenzó a tomar forma lentamente un nuevo movimiento político-sindical que tres años después tomaría el nombre de peronismo, que habría de realizar un amplio programa de reformas laborales, obtendría la adhesión del sindicalismo y ganaría el apoyo masivo de esa nueva clase obrera que se expandía velozmente con la industrialización del país.
En sentido contrario se iría formando otro movimiento heterogéneo, que sería conocido como antiperonismo, que reuniría a importantes sectores militares, especialmente de la Marina, a las organizaciones empresarias (Sociedad Rural Argentina, Bolsa de Comercio y Unión Industrial Argentina), la Federación Universitaria Argentina y todos los partidos políticos existentes por entonces (Unión Cívica Radical, Unión Cívica Radical Antipersonalista, Partido Demócrata Nacional, Partido Socialista, Partido Demócrata Progresista y el Partido Comunista). Esta alianza fue promovida por el embajador de Estados Unidos Spruille Braden.
La división entre peronismo y antiperonismo, y las posturas frente a ambos movimientos, marcará en adelante la vida política argentina, tanto dentro como fuera de los partidos políticos.

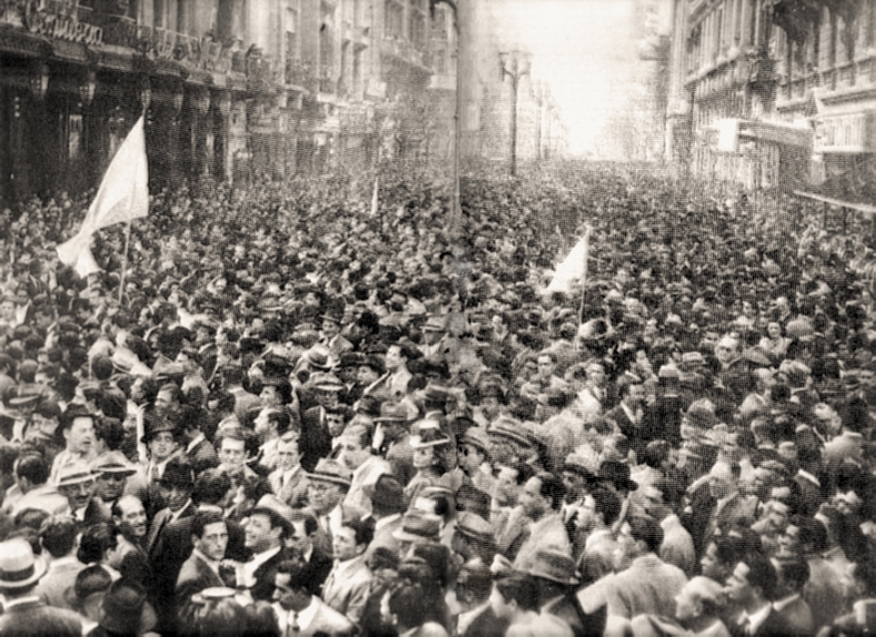
19 de septiembre de 1945; la Marcha de la Constitución y la Libertad, antiperonista.

#### Del alvearismo al unionismo
Frente a la polarización del país en peronismo-antiperonismo, la Unión Cívica Radical tuvo un comportamiento complejo:
- El Comité Nacional estaba conducido por el sector alvearista. Este sector venía impulsando desde fines de la década infame una política de alianzas electorales con otras fuerzas políticas para enfrentar al gobierno conservador, por lo que fue conocido como unionismo, estrategia rechazada por sectores que con el tiempo confluirían en la intransigencia, en la intención de reasumir un lineamiento que ellos consideraban yrigoyenista.
- Algunos sectores de la UCR serían partidarios de una alianza con el Partido Laborista que llevaba la candidatura de Perón, formando la Unión Cívica Radical Junta Renovadora, a la que correspondió entre otros, el candidato a vicepresidente Hortensio Quijano, antiguo dirigente antipersonalista de Corrientes. Asimismo, FORJA se disolvió y la mayor parte de sus miembros se sumaron al peronismo.
- Ya durante la presidencia de Perón, el unionismo, integrado tanto por antiguos antipersonalistas como por dirigentes yrigoyenistas.[128] adoptaría una postura fuertemente antiperonista, enfrentando con dureza al nuevo gobierno.
- Amadeo Sabattini, que lideraba una corriente autónoma con base en la provincia de Córdoba conocida como sabattinistas, mantuvo contactos con Perón para formar un movimiento conjunto que no llegó a prosperar.[129] Sabattini apoyó el golpe de Estado del 9 de octubre de 1945, dirigido por el general Eduardo Ávalos que encarceló a Perón y que fuera desarticulado por la movilización del 17 de octubre.[130]
- Los radicales intransigentes, que venían construyendo un pensamiento de centroizquierda fundado en el nacionalismo yrigoyenista, dirigido a los trabajadores, reconocieron a las multitudes que apoyaban a Perón como verdaderos trabajadores,[131] y mantuvieron una posición crítica del peronismo pero no polarizada, apoyando las medidas sociales, pero cuestionando sus tendencias no democráticas. El 4 de abril de 1945 los intransigentes comenzaron a organizarse como grupo interno con la Declaración de Avellaneda, y poco después, el 1 de noviembre constituyeron en Rosario el Movimiento de Intransigencia y Renovación (MIR). Allí se destacaban jóvenes dirigentes como Ricardo Balbín, Arturo Frondizi, Moisés Lebensohn, Crisólogo Larralde, Oscar Alende y Arturo Illia, entre otros.[132]

1945 fue un año clave, con grandes manifestaciones tanto por parte del peronismo como del antiperonismo. Finalmente los unionistas, en contra de la opinión de los intransigentes y sabattinistas, aceptaron formar y encabezar una gran alianza electoral antiperonista que se denominó la Unión Democrática.
En las elecciones del 24 de febrero de 1946 el peronismo venció a la Unión Democrática en 10 de las entonces 14 provincias. La Unión Democrática solo triunfa en Córdoba, Corrientes, San Juan y San Luis. La derrota electoral con la fórmula de los radicales unionistas Tamborini y Mosca, significó el fin de la hegemonía alvearista y unionista en la UCR.
Luego de la derrota electoral, los radicales intransigentes criticaron agresivamente el papel desempeñado por la conducción alvearista-unionista. En 1947, el Congreso del Movimiento de Intransigencia y Renovación incluyó en los documentos aprobados la siguiente declaración:

El advenimiento de este régimen fue posible sólo por la crisis del radicalismo, que trajo la crisis de nuestra democracia. Sus direcciones accidentales habíanse apartado de su deber histórico. Soslayaron la lucha contra las expresiones nacionales e internacionales del privilegio y favorecieron de este modo su predominio en la vida argentina. La infiltración de tendencias conservadoras pospuso la defensa combativa de los derechos vitales del hombre del pueblo y de las exigencias del desarrollo nacional.

#### Los intransigentes asumen la conducción

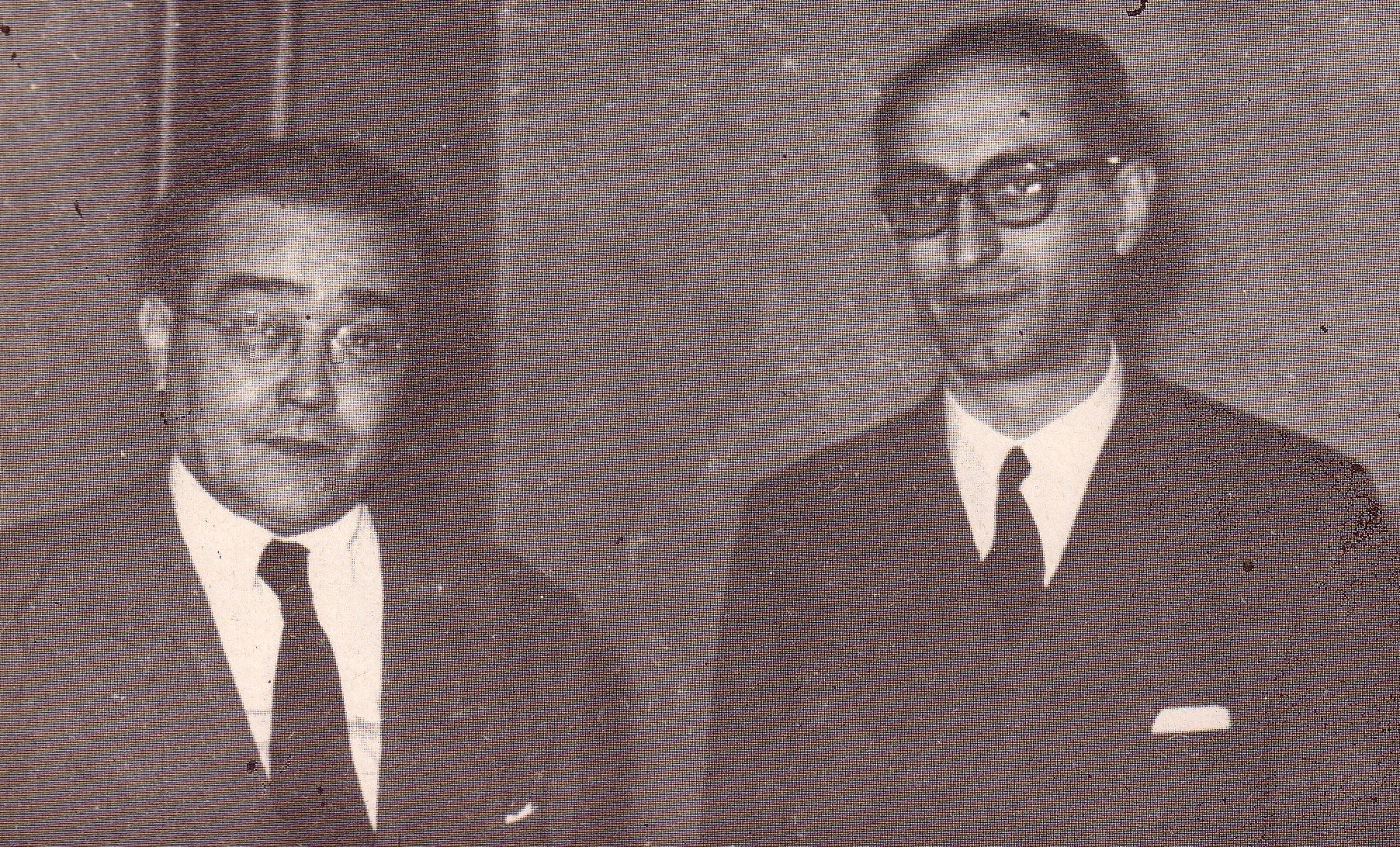
Balbín y Frondizi: la renovación del liderazgo radical.

En las elecciones de 1946 la Unión Cívica Radical obtuvo 44 bancas en la Cámara de Diputados. Se llamó el Bloque de los 44 y fue presidido por Ricardo Balbín y Arturo Frondizi en la vicepresidencia primera. Ante el desprestigio de la conducción de la UCR luego de la derrota electoral, el Bloque de los 44 asumió el liderazgo de hecho del partido. Apoyó la sanción de leyes sociales y relacionadas con el nacionalismo económico, pero se opuso a las normas de características antidemocráticas, como aquellas que limitaban las libertades de expresión y prensa, o conferían amplias facultades a la policía. En general los radicales unionistas cuestionaron el accionar de los intransigentes en el Bloque de los 44 por considerarlo "colaboracionista".
En 1949 intransigentes y unionistas volvieron a enfrentarse ante la posición a adoptar frente a la reforma constitucional impulsada por el peronismo. Los unionistas proponían una actitud de rechazo frontal, sin asistir a las sesiones de la Convención Constituyente ni jurar por la nueva Constitución, mientras que los intransigentes proponían asistir para efectuar institucionalmente los cuestionamientos jurídicos a la mayoría con que fue sancionada la ley que habilitó la reforma. Fue esta última postura "institucional" la que predominó. Luego de plantear la oposición, los convencionales radicales se retiraron. Un segundo debate se produjo entre intransigentes y unionistas, cuando estos últimos propusieron que los diputados debían abstenerse de jurar sobre la nueva constitución. Una vez más predominó la postura intransigente, contraria a una ruptura de la institucionalidad.

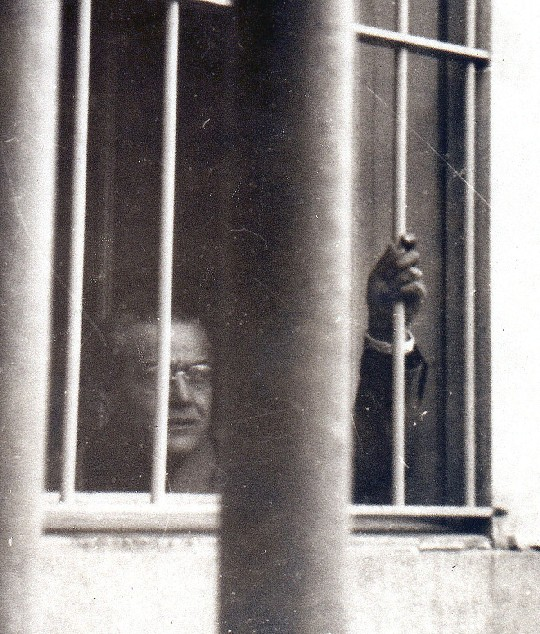
Balbín preso. La foto fue publicada en 1950 por la revista Time.

En las elecciones presidenciales de 1951, la Unión Cívica Radical presentó la candidatura de Ricardo Balbín, acompañado por Arturo Frondizi, para vicepresidente. Se impuso Perón obteniendo 4 744 803 votos, contra 2 416 712 que obtuvo Balbín. Se ha criticado a la UCR porque, pese a que en 1947 se había reconocido el voto femenino, fue el único partido en no presentar candidatas mujeres a los cargos electivos.
Cinco diputados radicales fueron desaforados: Balbín, Ernesto Sanmartino,
Mauricio Yadarola, Silvano Santander, Miguel Ángel Zavala Ortiz. En el caso de Balbín, al desafuero le siguió una condena penal y su detención por varios meses. Numerosos dirigentes y militantes radicales fueron encarcelados e incluso torturados.
Por otra parte el radicalismo desempeñó un rol importante en los levantamientos cívico-militares contra el peronismo y la organización de comandos civiles armados, o comandos de hierro, que buscaban el derrocamiento del presidente Perón. Varios dirigentes radicales han sido acusados de organizar actos terroristas durante los dos primeros gobiernos de Perón, como el atentado terrorista en la Plaza de Mayo del 15 de abril de 1953, en el que resultaron asesinadas entre cinco y siete personas y más de cien heridas. Altos dirigentes radicales, como Miguel Ángel Zavala Ortiz, participaron también en el bombardeo de Plaza de Mayo de 1955, en el que resultaron asesinadas más de trescientas cincuenta personas.
Después de que la Plaza de Mayo fuera bombardeada por aviones de la marina de guerra el 16 de junio de 1955, con participación de algunas importantes figuras de la UCR, Perón intentó llegar a un acuerdo con las fuerzas políticas de oposición, que no prosperó. En esa oportunidad, Frondizi, que había sido elegido presidente de la UCR el año anterior, pronunció, el 27 de julio, un histórico discurso por la cadena nacional de radio reclamando la vigencia de las libertades políticas. En septiembre de 1955 las Fuerzas Armadas derrocaron al gobierno de Juan D. Perón y dieron origen a la autodenominada Revolución Libertadora. La Unión Cívica Radical apoyó activamente el golpe de Estado.

### División del radicalismo: UCRP y UCRI (1956-1972)

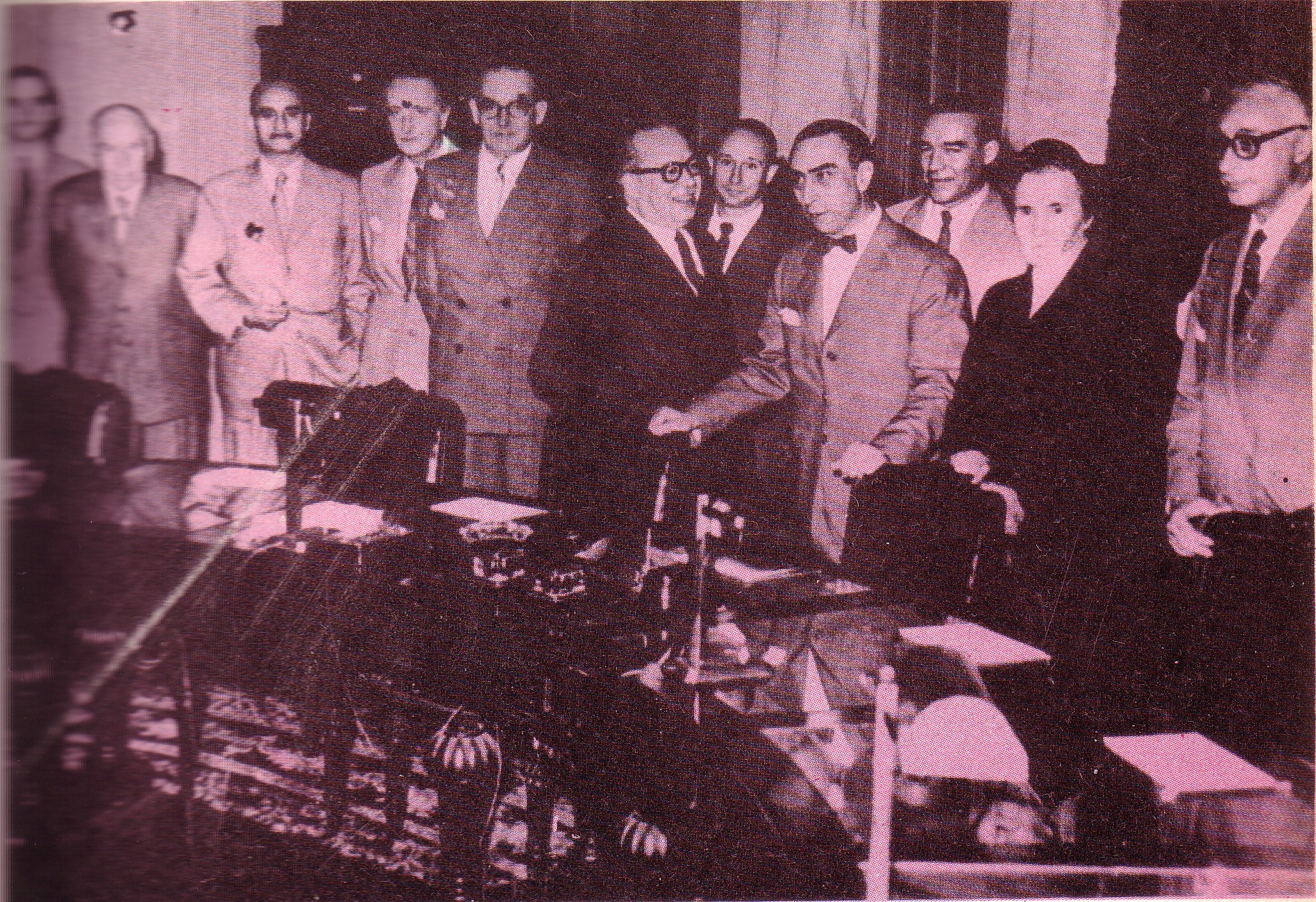
Junta Consultiva de la Revolución Libertadora; 4 de sus miembros eran de la UCR.

El 10 de noviembre de 1955 se constituyó una Junta Consultiva del gobierno militar, presidida por el almirante Isaac Rojas, e integrada por representantes de los partidos políticos con excepción del peronismo y el comunismo. Los miembros en representación de la Unión Cívica Radical fueron los unionistas Juan Gauna y Miguel Ángel Zavala Ortiz y los intransigentes Oscar Alende y Oscar López Serrot.
Derrocado Perón, se manifestaron con toda su fuerza las pujas internas que habían estado atenuadas por la oposición al peronismo, ante la perspectiva de una salida electoral que tenía a la propia UCR como previsible ganador. A fines de 1956 Frondizi, presidente del Comité Nacional, propuso declarar un candidato a presidente de la Nación que pusiera presión al gobierno militar para convocar a elecciones. La propuesta, que fue apoyada por la mayoría del Movimiento de Intransigencia y Renovación (MIR), fue aprobada por la Convención Nacional reunida en Tucumán, que nominó a Arturo Frondizi como candidato de la UCR a presidente de la Nación, acompañado por Alejandro Gómez.
Frente a esa decisión, los sectores balbinistas del MIR, que se habían opuesto a nominar un candidato sin recurrir al voto directo de los afiliados (postura histórica del MIR), junto a los unionistas y sabattinistas, se separaron del Comité Nacional y constituyeron otro Comité Nacional presidido por Crisólogo Larralde con el nombre de Unión Cívica Radical del Pueblo (UCRP). Por su parte el sector frondizista, que contaba con importante presencia juvenil, tomó el nombre de Unión Cívica Radical Intransigente (UCRI).
La UCRI definió un programa inspirado en la Declaración de Avellaneda con nuevos componentes industrialistas que irían dando forma a su adhesión al desarrollismo. Por su parte la UCRP, se identificó más claramente con la Revolución Libertadora, y convocó a elecciones internas para definir los candidatos por el voto directo, en las que se impuso Ricardo Balbín acompañado de Santiago H. del Castillo, en alianza con Sabattini, y venciendo al unionismo tradicional que impulsó la fórmula Zavala Ortiz-Sanmartino.
- Reforma de la Constitución Nacional de 1957

En 1957 se realizaron elecciones de convencionales constituyentes, con la proscripción del partido peronista. Los votos en blanco fueron mayoritarios alcanzando el 23.3 % del total, seguidos por la UCRP con el 23,2 %, y la UCRI con 20 %. Ambos radicalismos llevaron a la Convención Constituyente posiciones distintas: la UCRI (Oscar Alende) sostuvo que la Convención Constituyente de 1957 era ilegal y se retiró al verse en minoría, en tanto que la UCRP convalidó la derogación de la Constitución de 1949 y el restablecimiento de la Constitución de 1853, impulsando el agregado del artículo 14 bis (Luis María Jaureguiberry), en el que se incorporaron los derechos de los trabajadores, incluido el derecho de huelga omitido en la Constitución de 1949. La Convención finalizó abruptamente sin tratar otros temas al quedarse sin quorum para sesionar por sucesivos retiros de convencionales; la reforma de 1957 no incorporó otros derechos que se encontraban reconocidos en la Constitución peronista, como la igualdad entre el hombre y la mujer, la autonomía universitaria, la función social de la propiedad, y la gestión estatal de los servicios públicos, entre otras cuestiones.
- Elecciones presidenciales de 1958

El 23 de febrero de 1958 se realizaron las elecciones en todo el país, con la proscripción del partido peronista, quedando entonces como favoritos los dos candidatos radicales: Arturo Frondizi por la UCR Intransigente (UCRI) y Ricardo Balbín por la UCR del Pueblo (UCRP). Un pacto secreto entre Perón y Frondizi, llevó a los ciudadanos peronistas a apoyar masivamente a Frondizi, quien triunfó con 4 049 230 votos contra 2 416 408 votos que obtuvo Balbín, obteniendo mayoría en ambas cámaras del Congreso de la Nación y el total de los gobiernos provinciales. "El resultado indignó a gran parte de los militares, quienes consideraron que Frondizi había manipulado la proscripción de los peronistas en contra de la Revolución Libertadora".

#### Gobierno de Arturo Frondizi (1958-1962)

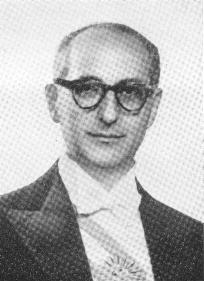
Arturo Frondizi, elegido en 1958 y derrocado en 1962.

El gobierno de Frondizi se caracterizó por adoptar el desarrollismo como política de base de su gestión. Sus principales colaboradores fueron Rogelio Frigerio, Gabriel del Mazo (uno de los padres de la Reforma Universitaria), Roque Vítolo, y Rodolfo Martínez, y entre los nuevos gobernadores Oscar Alende (Buenos Aires), Carlos Sylvestre Begnis (Santa Fe), Arturo Zanichelli (Córdoba), Raúl Uranga (Entre Ríos), Celestino Gelsi (Tucumán).
Con el fin de promover la industrialización acelerada del país promovió el ingreso del capital industrial extranjero. Profundizó la política petrolera de apertura al capital extranjero impulsada por Perón desde 1952, firmando contratos con las empresas privadas para subsidiar la explotación del petróleo argentino. Autorizó el funcionamiento de las universidades privadas -decreto firmado por Atilio Dell Oro Maini durante el gobierno provisional de la Libertadora- dando lugar a la disputa entre educación laica o libre.
Sus políticas económicas y educativas generaron gran resistencia entre los sindicatos y el movimiento estudiantil, pero también entre los militares que realizaron 26 asonadas y 6 intentos de golpe de Estado durante su gobierno. Aunque por otra parte, su periodo de gobierno estuvo caracterizado por la aparente tendencia ideológica hacia posiciones más cercanas al estructuralismo propugnado por el presidente estadounidense John F. Kennedy, lo que motivó la renuncia del vicepresidente Alejandro Gómez.
En 1961 Frondizi derogó las leyes que prohibían al peronismo sancionadas por la Revolución Libertadora. En las elecciones de 1962 el peronismo ganó la gobernación de la poderosa Provincia de Buenos Aires, donde triunfó el combativo dirigente sindical textil Andrés Framini. Como consecuencia las Fuerzas Armadas le exigieron a Frondizi anular las elecciones, lo que no hizo, desencadenando el golpe de Estado que lo derrocó, el 29 de marzo de 1962.
Arturo Frondizi aún detenido, promovió la creación de un frente entre la UCRI y el peronismo, llamado Frente Nacional y Popular. Pero un sector mayoritario de la UCRI decidió separarse del frente y presentar como candidato propio a Oscar Alende, haciendo fracasar la alianza. Este hecho provocó la separación de Frondizi de la UCRI y la fundación del Movimiento de Integración y Desarrollo.

#### Gobierno de José María Guido (1962-1963)

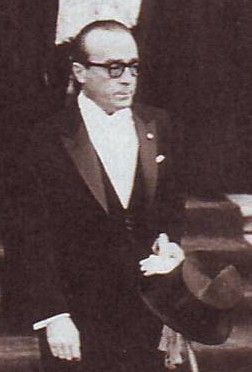
José María Guido.

Durante el golpe de Estado que derrocó al presidente Frondizi, un sector de la UCRI realizó una maniobra institucional para que la Corte Suprema de Justicia considerara que la detención y el derrocamiento de Frondizi constituía un caso de acefalía, por lo que según la Constitución nacional correspondía designar al presidente de la Cámara de Senadores como nuevo presidente de la Nación. Mediante esta maniobra, en medio del golpe y antes de que los militares golpistas asumieran formalmente el poder, la Corte Suprema tomó juramento como nuevo presidente al radical intransigente José María Guido.
Al día siguiente, los militares golpistas tomados por sorpresa convocaron a Guido a la casa de gobierno para examinar sus intenciones políticas y establecer las condiciones de su poder, luego de lo cual lo convalidaron como presidente de la Nación.
Siguiendo la agenda militar, Guido anuló las elecciones, disolvió el Poder legislativo y designó un gabinete integrado por figuras del conservadurismo liberal vinculado al poder militar, como Jorge Wehbe, Álvaro Alsogaray, José Alfredo Martínez de Hoz y Federico Pinedo.

La crisis política había agravado la crisis económica cíclica, y se decidió aplicar rápida y enérgicamente la conocida fórmula estabilizadora: el ministro Federico Pinedo efectuó una violenta devaluación del peso, que sumió la actividad económica en el marasmo; aunque al cabo de dos semanas fue reemplazado por el ingeniero Alsogaray, que ya había ocupado el mismo cargo con Frondizi, y continuó aplicando las mismas fórmulas, aunque con más prudencia.
José Luis Romero

#### Gobierno de Arturo Illia (1963-1966)

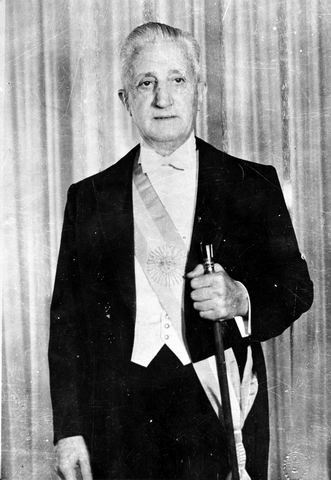
Arturo Illia, elegido en 1963 y derrocado en 1966.

El 7 de julio de 1963 se realizaron las elecciones presidenciales con el peronismo proscripto nuevamente y el expresidente Frondizi detenido ilegalmente por los militares. Por esa razón, otra vez los dos candidatos principales fueron radicales: Arturo Illia de la UCRP, y Oscar Alende de la UCRI. Triunfó Illia obteniendo 2 441 064 votos; en segundo lugar se ubicaron los votos en blanco de los electores peronistas y en tercer lugar la UCRI, con 1 593 992 votos. La UCRP ganó en doce provincias y la UCRI en cuatro. Entre los gobernadores radicales del pueblo se encontraban Anselmo Marini (Buenos Aires), Aldo Tessio (Santa Fe), Justo Páez Molina (Córdoba), Carlos Raúl Contín (Entre Ríos) y Benjamín Zavalía (Santiago del Estero).
El gabinete de Illia buscó equilibrar las dos grandes tendencias internas de la UCRP, unionistas y balbinistas. El balbinista Arturo Mor Roig fue elegido presidente de la Cámara de Diputados.
Illia anuló los contratos petroleros firmados con empresas extranjeras por Frondizi, creó el Consejo del Salario Mínimo Vital y Móvil, y elaboró la llamada Ley Oñativia de Medicamentos, que estableció serias regulaciones a la producción de medicamentos por parte de los laboratorios, incluyendo un principio de socialización de los medicamentos. La ley fue acusada de comunista por parte de los sectores conservadores y es considerada como una de las causas principales del derrocamiento de Illia.
En materia económica, el gobierno de Arturo Illia implementó una política desarrollista estrictamente cepaliana, que dio impulso a la industrialización, con Eugenio Blanco como ministro (reemplazado a su muerte por Juan Carlos Pugliese) y un equipo entre los que se encontraban Bernardo Grinspun y Roque Carranza.
Los sindicatos, la UCRI y gran parte de los medios de comunicación fueron muy críticos del gobierno de Illia, que también registró fuertes desavenencias internas, especialmente de Illia con el vicepresidente Perette y el canciller Zavala Ortiz.
El grave deterioro institucional dejaba a Illia al borde del derroque. Pese a ello, los tres años del periodo de Arturo Illia finalmente terminaron por dejar un notable historial económico: el producto bruto interno creció en un 17,5 % y la producción industrial ascendió a casi el 30 %.
El 26 de junio de 1966, el general Juan Carlos Onganía derrocó al presidente Illia dando origen a una dictadura de tipo permanente conocida como Revolución Argentina.

#### Revolución Argentina (1966-1973)
Protagonismo de la juventud (1966-1970)
El régimen militar prohibió la política y disolvió los partidos políticos. Con las actividades de los partidos políticos suspendidas, la juventud, tanto sindical como universitaria, desempeñó un rol activo en la recuperación de la vida política.
En agosto de 1966, el movimiento estudiantil cordobés, conducido por Franja Morada, aún no plenamente identificada con el radicalismo, y otros grupos estudiantiles, llevó adelante la primera insurrección contra el gobierno militar, durante la cual fue asesinado Santiago Pampillón. En 1968 un grupo de jóvenes radicales que luchaban contra la dictadura militar constituyeron la Junta Coordinadora Nacional y definieron a Franja Morada como organización universitaria del radicalismo.
Una nueva generación de jóvenes radicales comenzaba a emerger, entre los que se encontraban Luis "Changui" Cáceres, Sergio Karakachoff, Fredi Storani, Leopoldo Moreau, Marcelo Stubrin, Adolfo Stubrin, Enrique Nosiglia, Néstor Golpe, Jorge Wandelow, Facundo Suárez Lastra, Víctor de Martino, Martín y Leandro Illia, entre otros.
Franja Morada y la Junta Coordinadora Nacional adoptaron un programa de liberación nacional de centroizquierda fundado en la teoría de la dependencia y rechazaron expresamente la lucha armada, que adoptaron en esa época otros sectores juveniles del peronismo, del catolicismo, del nacionalismo y de la izquierda.
En un marco de violencia creciente en el país y la aparición de organizaciones guerrilleras, Franja Morada y la Junta Coordinadora, participaron activamente en los dos Rosariazos y el Cordobazo, que deterioraron el poder de la dictadura militar.
El 25 de mayo de 1970, la UCRP realizó una breve manifestación en la que habló Balbín. En junio el general Onganía fue removido por la Junta de Comandantes, para abrir una nueva salida electoral.
La salida electoral (1970-1973)
Desplazado Onganía en 1970, asumió el general Levingston, de tendencia nacionalista-desarrollista que resultó apoyado por la UCRI.

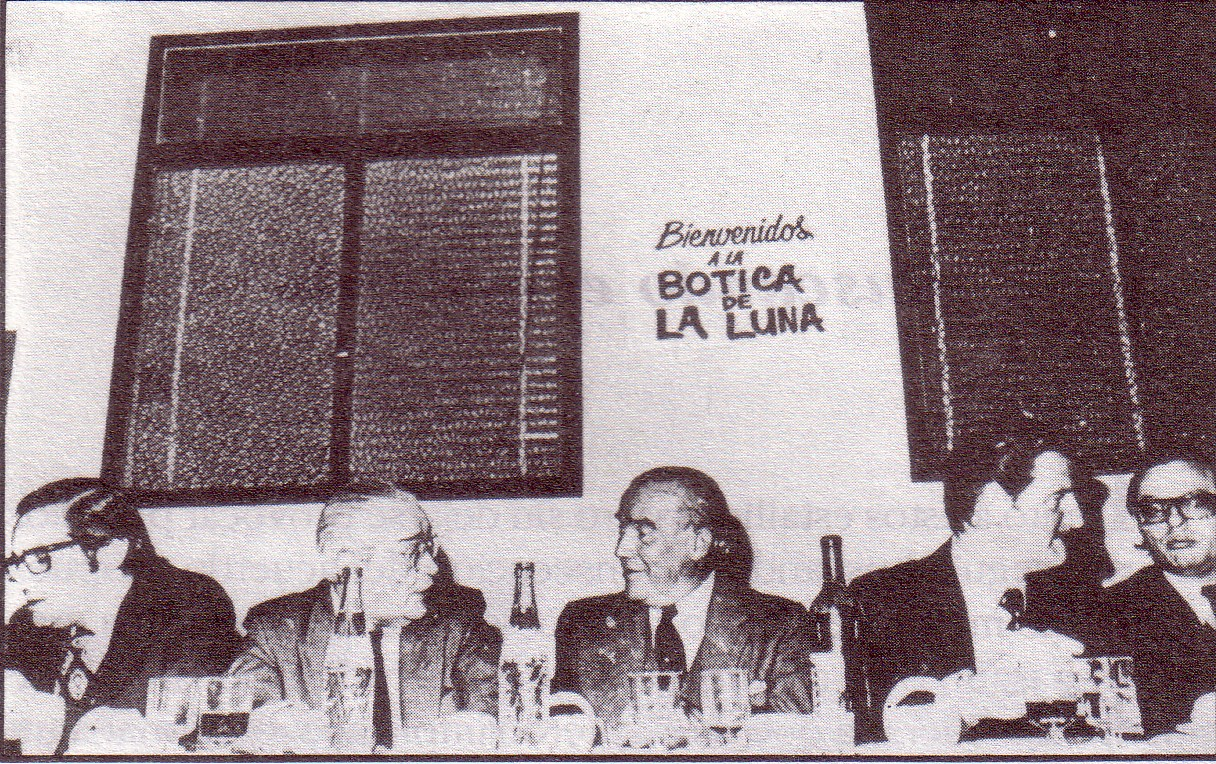
Balbín representando a la UCRP en La Hora del Pueblo, 1971.

Sin embargo la mayoría de las fuerzas políticas progresistas se opusieron al nuevo gobierno militar y exigieron una salida electoral rápida. El 11 de noviembre de 1970, representantes de la UCRP, el peronismo, el socialismo, el bloquismo, y los conservadores populares, se agruparon y emitieron un documento denominado “La hora del pueblo”, en el que se exigía elecciones inmediatas, sin exclusiones, y respetando a las minorías. La Hora del Pueblo marcó un notable cambio en la historia argentina, porque fue la primera vez que el radicalismo y el peronismo actuaron políticamente juntos.
En ese entonces, la UCRP estaba conducida por el Ricardo Balbín y un grupo de dirigentes que lo seguían como Héctor Hidalgo Solá, Arturo Mor Roig, Antonio Tróccoli, Juan Carlos Pugliese, Enrique Vanoli, Rubén Rabanal, César García Puente, Julián Sancerni Jiménez, Raúl Zarrielo, Carlos Raúl Contín, Juan Trilla, entre otros.
La Línea Córdoba (sabattinismo) tenía como referentes al expresidente Arturo Illia y Víctor Hipólito Martínez. En la Provincia de Buenos Aires, Raúl Alfonsín, había comenzado a aglutinar a su alrededor a un grupo de dirigentes con tendencias social-demócratas. Entre ellos estaban Bernardo Grinspun, Roque Carranza, Germán López, Raúl Borrás, entre otros.

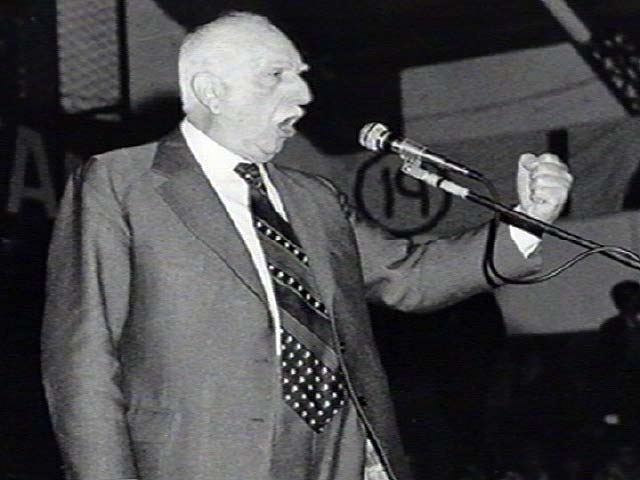
Oscar Alende, intransigente, UCRI, PI.

El 21 de marzo de 1971, el general Lanusse asumió la presidencia. Ricardo Balbín, como presidente de la UCRP, mantuvo conversaciones con Lanusse para coordinar una salida electoral. El destacado radical balbinista Arturo Mor Roig fue designado ministro del Interior, con apoyo de la Hora del Pueblo. Mor Roig garantizaría la realización de elecciones no fraudulentas, pero al mismo tiempo intentó llevar adelante una estrategia de polarización entre peronismo y antiperonismo que se denominó Gran Acuerdo Nacional (GAN) y que tenía como objetivo evitar el triunfo del peronismo. En esas condiciones el gobierno militar otorgó la sigla "Unión Cívica Radical" a la UCRP, y exigió a la UCRI el cambio de nombre, que desde ese momento se denominará Partido Intransigente.
Entre 1971 y 1972, los jóvenes de la Junta Coordinadora comenzaron a acercarse a Raúl Alfonsín, y el alfonsinismo se definió como una línea interna de tendencia socialdemócrata, frente balbinismo-unionismo, que adoptará la denominación de Línea Nacional de tendencia conservadora. En 1972, Franja Morada, y el Movimiento Nacional Reformista (MNR) del Partido Socialista Popular (PSP), con el que formó un "bloque", ganaron por primera vez la Federación Universitaria Argentina (FUA), organización estudiantil que a partir de entonces, la vería en su conducción durante las siguientes décadas.
En 1972 se realizaron internas para renovar las autoridades partidarias -que se mantenían estáticas por la disolución de los partidos realizada por la dictadura- y la Línea Nacional liderada por Balbín se impuso al Movimiento de Renovación y Cambio, que en la provincia de Buenos Aires llevó a Raúl Alfonsín como candidato a primer delegado al comité nacional. En el Comité Provincia de Buenos Aires, Juan Carlos Pugliese de Línea Nacional se impuso a Raúl Borrás. El mismo año se dirimieron las candidaturas partidarias en vista de las elecciones generales de 1973, imponiéndose en las elecciones internas la fórmula Balbín-Gamond sobre la lista morada integrada por Alfonsín y Conrado Storani.
El candidato presidencial sería, por tercera vez en la historia de la UCR, Ricardo Balbín, quien cerró su campaña con una frase que tendrá gran significación histórica: "el que gana gobierna y el que pierde acompaña".
El 11 de marzo de 1973, en un marco de violencia creciente, nacional e internacional, se realizaron las elecciones presidenciales: el peronismo (Cámpora) obtuvo 5 908 414 votos (49,5 %), venciendo a la UCR (Balbín-Gamond), con 2 537 605 votos (21,29 %); Oscar Alende, candidato de la centroizquierdista Alianza Popular Revolucionaria, resultó cuarto con el 7,4 % de los votos.

### El retorno del peronismo (1973-1976)

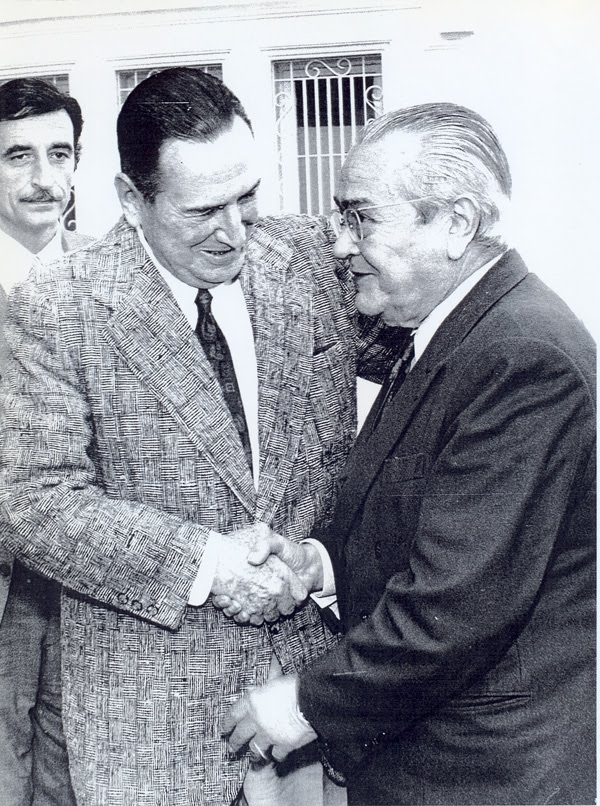
El 18 de noviembre de 1972 Perón y Balbín, los dos máximos líderes del peronismo y el radicalismo se reunieron y se abrazaron públicamente para dar un mensaje y un símbolo de concordia que pudiera atenuar la violencia política en Argentina.

La etapa del gobierno peronista se caracterizó por una violencia política creciente en un marco de crisis económica y alta inflación, impulsadas por la crisis del petróleo de 1973. A poco de asumir, el presidente Héctor Cámpora renunció para permitir nuevas elecciones en las que pudiera presentarse Perón. Se abrió entonces la posibilidad de una fórmula Perón-Balbín, pero la oposición, tanto dentro del peronismo como del radicalismo, la hizo imposible. En las elecciones de septiembre de 1973 Perón obtuvo el 62 % y Balbín el 25 %.
Durante el gobierno peronista el balbinismo y el alfonsinismo adoptaron posiciones enfrentadas. Balbín había expresado la estrategia del radicalismo poco después de conocer el resultado electoral:

Haber estado al servicio de una causa superior era dejar de lado por negativas las posiciones de la intransigencia radical y el antiacuerdismo. Siempre creí que la Argentina correría peligro si se dejaba proliferar la subversión, la guerrilla o esta violencia que funciona como una protesta indefinida (...). Para mí, la marcha por el camino de la pacificación puede llegar al encuentro de la razón política.

El balbinismo asumió una clara estrategia de unidad nacional, que quedó simbolizadas por el histórico abrazo entre Balbín y Perón en 1972, y el discurso de Balbín en el funeral de Perón, en julio de 1974, en el que pronuncia una frase que pasó a la historia argentina: "Este viejo adversario despide a un amigo".
El alfonsinismo tomó una posición frontalmente opuesta a la posición del balbinismo. En mayo de 1973, el Movimiento Renovador se convirtió en Movimiento de Renovación y Cambio, con una posición sumamente crítica del balbinismo, en contra de todo acuerdo con el peronismo, y un programa de izquierda socialdemócrata que proponía la reforma agraria, una nueva reforma universitaria, la democratización del sindicalismo y el establecimiento de una democracia social.
En las elecciones internas, Línea Nacional obtuvo 42 000 votos, mientras que Renovación y Cambio superó el piso del 25 % con 27 000 votos, alcanzando así Raúl Alfonsín un lugar en el Comité Nacional.
La muerte de Perón el 1 de julio de 1974 agravó la situación general y llevó a la presidencia a su viuda, María Estela Martínez, quien carecía del liderazgo necesario para dirigir al país en esa encrucijada. Entre otros gravísimos hechos de violencia de la época, en 1974 Arturo Mor Roig fue asesinado por la organización Montoneros.
En 1975 la división entre balbinismo y alfonsinismo se profundizó con la adhesión de nuevos sectores al Movimiento de Renovación y Cambio. Pero para entonces ningún sector político estaba en condiciones por sí solo de evitar el colapso que se avecinaba.
En 1975 los partidos políticos estaban profundamente divididos interna y externamente; los grupos guerrilleros se unieron para emprender una ofensiva armada contra el gobierno democrático; los grupos paramilitares comenzaron a implementar una abierta estrategia de terrorismo de Estado; la inflación llegó a niveles de destrucción de la moneda. Ese año se produjeron 490 asesinatos políticos.
El 16 de marzo de 1976 Ricardo Balbín pidió la cadena nacional de radio y televisión para pronunciar un discurso en el que, ante la evidente inminencia de un golpe de Estado manifestó: 

Algunos suponen que vengo a dar soluciones. No las tengo, pero las hay... Todos los incurables tienen cura cinco minutos antes de la muerte.

El discurso de Balbín, 8 días antes del golpe militar, se ha vuelto histórico y ha dado lugar a polémicas sobre su significado. El 24 de marzo de 1976, las Fuerzas Armadas realizaron el golpe de Estado que dio inicio al Proceso de Reorganización Nacional.

### El radicalismo durante el régimen militar (1976-1983)

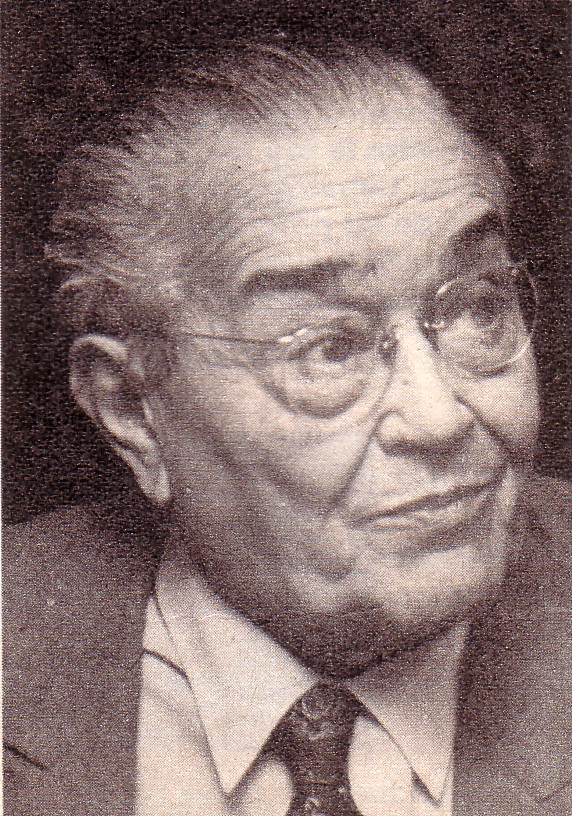
Balbín (m. 1981), cabeza de la UCR, recibió críticas por su tolerancia con el gobierno militar.

Si bien muchos creían que el gobierno militar duraría unos pocos meses y se limitaría a ordenar la situación y convocar a elecciones, el Proceso de Reorganización Nacional estableció un régimen de terrorismo de Estado que causó miles de desaparecidos, torturados y exiliados. La actividad de los partidos políticos fue suspendida.
La conducción de la Unión Cívica Radical, encabezada el balbinismo no cuestionó abiertamente la Dictadura en un principio, llegando a efectuar declaraciones favorables. En una oportunidad Balbín declaró:

Creo que no hay desaparecidos, creo que están muertos, aunque no he visto el certificado de defunción de ninguno.

Las organizaciones de derechos humanos criticaron duramente la posición del balbinismo ante la violación masiva de los derechos humanos. Por su parte el dirigente radical Luis Brasesco –abogado defensor de presos políticos durante la década del 70– ha justificado los contactos de Balbín con los militares de la dictadura sosteniendo que tenían como fin salvaguardar las vidas de militantes de la Juventud Radical y Franja Morada y que expresaba esa intención diciendo que de su silencio dependían vidas.
En una rueda de prensa con corresponsales extranjeros, ante la insistencia de un periodista acerca de los desaparecidos, Balbín expresó:

Usted ocúpese de los muertos, que a mí me duelen, pero yo me ocupo de los vivos, para que no mueran.

Debe mencionarse que 310 intendentes provenientes del radicalismo no fueron depuestos durante el gobierno militar. Hubo también de otros partidos, aunque en cantidades considerablemente menores.
El 1 de diciembre de 1978, un grupo de ex legisladores realizó una cena de homenaje al general Videla. Mientras que el peronismo, con la firma de su presidente de Deolindo F. Bittel rechazó el evento, la dirección del radicalismo asistió en pleno: Ricardo Balbín, Juan Carlos Pugliese, Rodolfo García Leyenda, Rubén Rabanal, Antonio Tróccoli, Francisco Rabanal, Carlos Raúl Contín, Juan Trilla, Cándido Tello Rojas y Aldo Tessio. A la reunión también asistió oficialmente el Partido Comunista, y algunos peronistas en contra de la resolución del PJ. En cambio no concurrieron Luis León, Fernando de la Rúa, Carlos Perette y Raúl Alfonsín.
El alfonsinismo, por el contrario, mantuvo una posición activa contra la dictadura y en defensa de la vigencia de los derechos humanos. Raúl Alfonsín había sido miembro fundador en 1975 de la Asamblea Permanente por los Derechos Humanos (APDH) que desempeñó un importante papel durante el régimen militar y patrocinó recursos de habeas corpus para determinar la situación de los desaparecidos, en momentos en que esa sola actividad era causa de desaparición. Franja Morada y la Junta Coordinadora mantuvieron la militancia de base durante todo el régimen militar, y en particular preservaron la existencia de la Federación Universitaria Argentina, dirigida primero por Marcelo Marcó y luego por Roberto Vázquez. Uno de los fundadores de la Junta Coordinadora y miembro de la APDH, Sergio Karakachoff fue secuestrado el 10 de septiembre de 1976 y luego asesinado.
Cuando era evidente que el plan de la Dictadura era de una perpetuación violenta en el poder, Balbín tomó una posición más abiertamente crítica:

El presidente de la mesa nacional de la UCR, Ricardo Balbín, planteó al general Albano Harguindegui la necesidad de "poner en marcha el proceso de reconstrucción de la democracia y el levantamiento inmediato de la veda restrictiva" para la actividad política. Señaló además que Balbín expuso el "problema de los derechos humanos, los desaparecidos, de los presos políticos a disposición del Poder Ejecutivo", y obtuvo un silencio por respuesta.

En julio de 1981 la Unión Cívica Radical, por iniciativa de Balbín, convocó al peronismo y a otros tres partidos políticos, para formar la Multipartidaria, que jugó un importante rol en el agotamiento del gobierno militar. Poco después moría Ricardo Balbín y la UCR quedó al mando del balbinista Carlos Contín.
Las posiciones del balbinismo y el alfonsinismo se volvieron a cruzar frente a la guerra de las Malvinas. Carlos Contín, en nombre de la UCR, sostuvo en la Multipartidaria que durante la guerra había que postergar los reclamos de democratización. Alfonsín, por el contrario, con el asesoramiento de intelectuales como Dante Caputo, Jorge Federico Sabato y Jorge Roulet, fue junto a Arturo Illia uno de los pocos líderes políticos que no expresó su apoyo y mantuvo una actitud reticente ante la toma de las islas por parte del gobierno militar.
Luego de la derrota en la guerra de las Malvinas, en junio de 1982, el régimen militar sufrió un colapso y procedió en forma desorganizada a abrir una salida electoral. En el proceso electoral Raúl Alfonsín, con una propuesta moderadamente social-demócrata y sobre todo un mensaje de condena a la violencia política y la violación de derechos humanos, y rechazo de la autoamnistía de los militares, ganó la conducción partidaria frente a la Línea Nacional y luego fue proclamado candidato a presidente, en fórmula completada por Víctor H. Martínez.
El 30 de octubre de 1983, en un resultado sorpresivo, Alfonsín obtuvo el 51.7 % de los votos contra 40.1 % de Ítalo Luder y fue elegido presidente de la Nación. La UCR triunfó también en 7 de las 23 provincias: Buenos Aires (Alejandro Armendáriz), Córdoba (Eduardo César Angeloz), Mendoza (Santiago Felipe Llaver), Entre Ríos (Sergio Montiel), Río Negro (Osvaldo Álvarez Guerrero), Chubut (Atilio Viglione) y Misiones (Ricardo Barrios Arrechea). El 10 de diciembre de 1983 asumieron las nuevas autoridades democráticas.

### Presidencia de Raúl Alfonsín (1983-1989)

#### Derechos humanos, transición a la democracia y sublevaciones militares
El gobierno de Alfonsín debió enfrentar el problema de la transición a la democracia en un país con una larga tradición de gobiernos militares que había llegado a la tragedia del terrorismo de Estado y la guerra. Su presidencia estuvo signada por tres hechos fundamentales relacionados con la terminada dictadura militar: el juicio a los líderes de esta, la política de derechos humanos y las sublevaciones militares que afrontó.
El 15 de diciembre de 1983 sancionó los decretos 157 y 158. Por el primero se ordenaba enjuiciar a los dirigentes de las organizaciones guerrilleras ERP y Montoneros; y por el segundo enjuiciar a las tres juntas militares que dirigieron el país desde el golpe militar del 24 de marzo de 1976 hasta la guerra de las Malvinas. El mismo día creó una Comisión Nacional sobre la Desaparición de Personas (CONADEP), integrada por personalidades independientes (Ernesto Sabato, Magdalena Ruiz Guiñazú, Graciela Fernández Meijide, entre otros) con la misión de relevar, documentar y registrar casos y pruebas de violaciones de derechos humanos, para fundar el juicio a las juntas militares.
En septiembre de 1984 la CONADEP produjo su famoso informe titulado Nunca Más. El 4 de octubre de 1984 la Cámara Federal (tribunal civil) tomó la decisión de desplazar al tribunal militar que estaba enjuiciando a las juntas para hacerse cargo directamente del mismo. Los fiscales fueron Julio César Strassera y Luis Moreno Ocampo. El juicio a las juntas se realizó entre el 22 de abril y el 14 de agosto de 1985. El 9 de diciembre se dictó la sentencia condenando a Jorge Rafael Videla y Eduardo Massera a reclusión perpetua, a Roberto Viola a 17 años de prisión, a Armando Lambruschini a 8 años de prisión y a Orlando Ramón Agosti a 4 años de prisión. Por las características que tuvo, la condena a las juntas militares realizada por un gobierno democrático constituye un hecho sin precedentes en el mundo, que contrastó fuertemente con las transiciones negociadas que tuvieron lugar en aquellos años en Uruguay, Chile, Brasil, España, Portugal y Sudáfrica.
El gobierno de Alfonsín estuvo permanentemente amenazado por sectores de las Fuerzas Armadas que se negaban a aceptar el enjuiciamiento por violaciones a los derechos humanos durante el régimen militar anterior. Para intentar mantener bajo control el descontento en las Fuerzas Armadas, en 1986 Alfonsín debió intervenir personalmente para que el Congreso sancionara la Ley de Punto Final imponiendo un plazo de 60 días para procesar a acusados de delitos de lesa humanidad cometidos durante el gobierno militar.
En la Semana Santa de 1987 se produjo una gran rebelión militar encabezada por jóvenes oficiales a los que se denominó “carapintadas”. Al mismo tiempo que los jefes militares demostraban que no estaban dispuestos a obedecer las órdenes del presidente Alfonsín y reprimir la insurrección, millones de personas salieron a las calles para oponerse al alzamiento militar. Durante varios días el país estuvo a borde de la guerra civil. Finalmente Alfonsín, sin poder militar para frenar un golpe de Estado, negoció con los líderes militares nuevas medidas para evitar los juicios contra sus camaradas. Así se sancionó la Ley de Obediencia Debida en 1987, aunque ello no fue suficiente para impedir otras dos insurrecciones militares durante 1988 (18 de enero y 1 de diciembre) y un permanente estado de insubordinación de las Fuerzas Armadas.
En 2019, el radical Oscar Aguad sentó oficialmente una nueva postura frente a los levantamientos carapintadas, en su condición de ministro de Defensa del gobierno de Mauricio Macri, líder de la alianza Cambiemos, de la que la UCR fue uno de los tres partidos centrales. Aguad minimizó la gravedad de los levantamientos carapintadas fue un "acontecimiento chiquito": 

Lo de Aldo Rico con los carapintadas es historia vieja, no creo que hay que sacarlo a eso, pasó... Fue un acontecimiento chiquito en la historia y no tuvo ninguna implicancia, yo no creo que haya puesto en jaque a la democracia.
Oscar Aguad

#### Obra de gobierno
Durante el gobierno de Alfonsín, se restableció la autonomía universitaria y el cogobierno quebrados en las universidades en 1966, se pusieron en marcha el Plan Nacional de Alfabetización y el Plan Alimentario Nacional (PAN), y se sancionaron las leyes de patria potestad compartida (1985) y de divorcio vincular (1987). En 1987 el Congreso sancionó una ley de traslado de la Capital Federal a Viedma - Carmen de Patagones, como parte de un proyecto para cambiar el eje político-económico centralista que caracteriza a la Argentina, que terminó fracasando.
También se encaró un amplio estudio para una reforma constitucional que modernizara la estructura política del país dando lugar a una atenuación del presidencialismo "caudillista" que históricamente existió en la Argentina, promoviendo a un parlamentarismo atenuado o semipresidencialismo. Aunque la reforma no se concretó por falta de consenso político, el estudio sirvió de base para algunos de los cambios de la reforma constitucional de 1994.

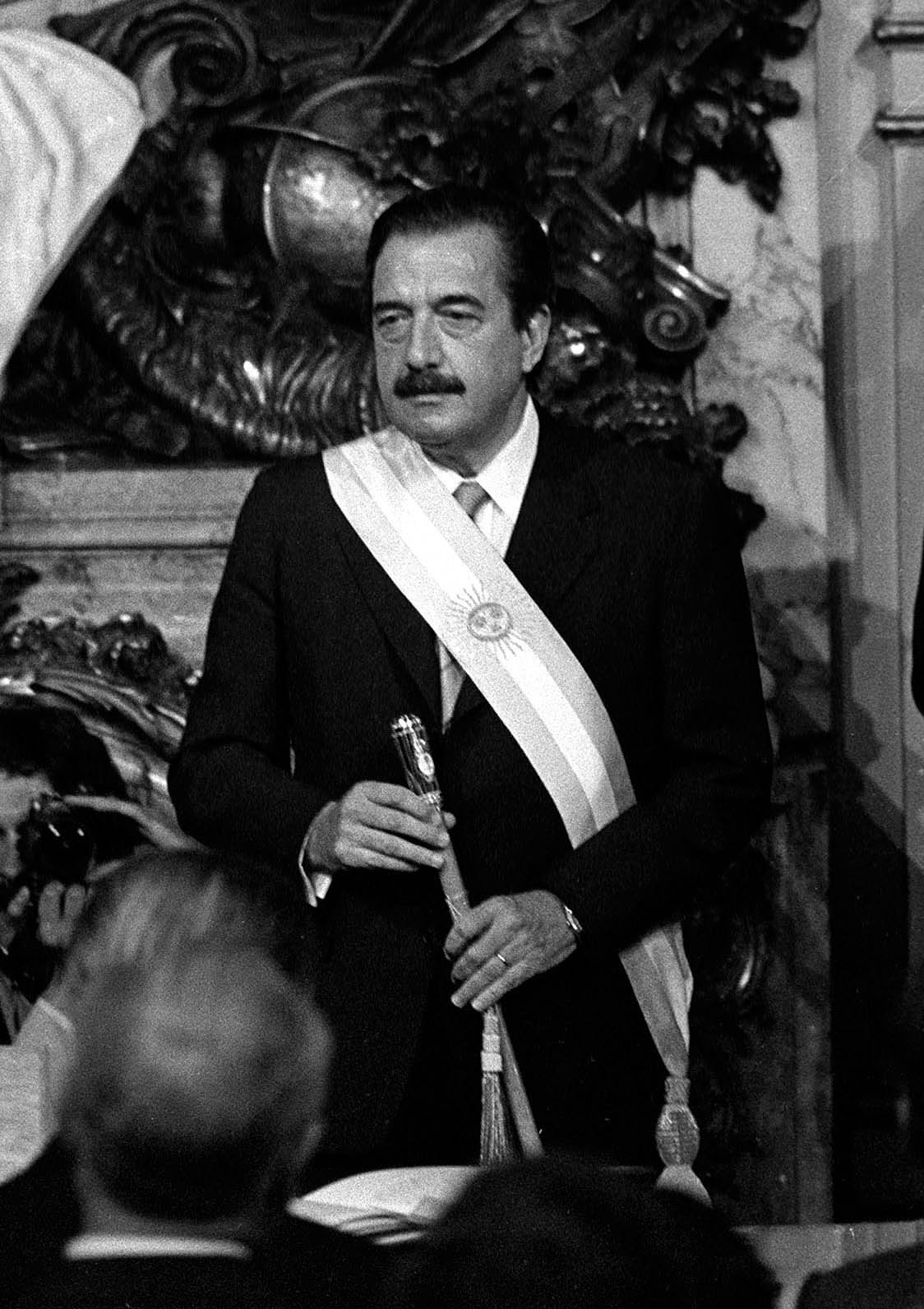
Raúl Alfonsín, asumiendo como presidente de Argentina en 1983.

En el plano internacional, a cargo del canciller Dante Caputo, se destacó:
- los acuerdos con los gobiernos democráticos de Brasil y Uruguay que dieron origen al Mercosur;
- La firma del Tratado de Paz y Amistad con Chile (1985), que puso fin a una disputa de límites con aquel país, con el cual Argentina estuvo a punto de ir a una guerra en 1978;
- el protagonismo argentino en el impulso al Grupo Contadora para promover la paz en la región;
- la constitución del Grupo de Cartagena para promover una acción conjunta de los deudores frente a los acreedores en el tratamiento de la deuda externa.

En el área económica Alfonsín asumió su gobierno en momentos en que se producía la gran crisis mundial de la deuda externa. Durante el gobierno militar la deuda externa había crecido de 7 875 millones de dólares en 1976, a 45 087 millones de dólares en 1983. Adicionalmente, gran parte del aparato productivo, sobre todo en el sector industrial, había quebrado. Ante esta situación, Alfonsín decidió aplicar en 1985 un plan económico, el Plan Austral, que él mismo calificó como "economía de guerra".
El Plan Austral logró durante un tiempo contener la inflación, pero no pudo resolver los problemas estructurales que mostraba la economía argentina y el Estado en aquellos años. Los graves problemas económicos se expresaron en una tasa de inflación de 343 % para el año 1988 y el estallido de un proceso hiperinflacionario a partir de febrero de 1989 superior al 3 000 % anual, que hizo aumentar la pobreza hasta alcanzar un récord histórico hasta entonces: 47,3 % (octubre de 1989, Gran Buenos Aires).

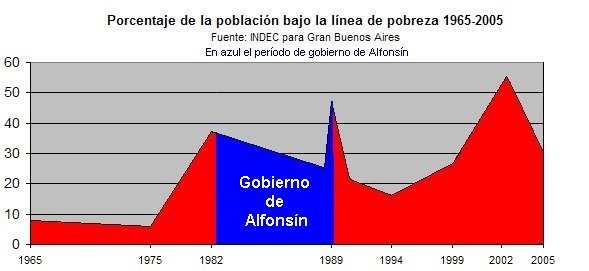
Evolución de la pobreza del Gran Buenos Aires durante el gobierno de Alfonsín. Fuente: INDEC

Por otro lado, el congelamiento de salarios, la decisión inicial de Alfonsín de atacar a los sindicatos y la persistencia de la ley sindical fascista sancionada por la dictadura, llevó a una larga pulseada entre el gobierno radical y la CGT que se expresó en 13 huelgas generales, y terminó con el gobierno radical negociando con los sindicatos y sancionando con unanimidad parlamentaria una nueva Ley Sindical.
En esas condiciones se realizaron las elecciones presidenciales del 14 de mayo de 1989, en las que triunfó el candidato opositor, el peronista Carlos Menem, con un 47,49 % (7 953 301 votos), quien venció por poco más de 10 puntos al candidato oficialista de la UCR, el gobernador de la provincia de Córdoba Eduardo Angeloz, quien obtuvo un 37,04 %, es decir, 6 161 494 votos. La magnitud del caos económico-social obligó a Alfonsín a anticipar el traslado del mando, renunciando el 8 de julio. Con la entrega del poder de Alfonsín a Menem, por primera vez desde 1916, se realizó en Argentina una sucesión entre dos presidentes constitucionales de diferentes partidos políticos.

### Los años 90
Luego de algunos meses de indecisiones, Menem inició un gobierno siguiendo las políticas del Consenso de Washington, elaboradas pocos meses antes, completada con un sistema de convertibilidad del peso que produjo una reducción histórica de la inflación.
En las elecciones generales 1991 la Unión Cívica Radical obtuvo el 29 % de los votos para diputados nacionales (menos que en 1989). Los resultados electorales negativos obligaron a Alfonsín a dejar la presidencia del Comité Nacional. Lo reemplazó por Mario Losada, hombre de su confianza.
En 1992, a contramano de la tendencia negativa que estaba afectando a la UCR, Fernando de la Rúa, radical no alfonsinista y de tendencias moderadas, fue elegido senador con el 50 % de los votos en la Ciudad de Buenos Aires frente al candidato del peronismo Avelino Porto.
Durante la presidencia de Carlos Menem, la UCR enfrentó la política de privatizaciones encarada por el gobierno. A fines de 1993 el comité nacional del partido eligió nuevamente a Alfonsín como presidente. En esos momentos Alfonsín negociaba en forma secreta con Menem un acuerdo para reformar la Constitución Nacional que fue conocido como Pacto de Olivos. Resultó aprobado pocos días después por el comité. Sin embargo, algunos dirigentes importantes de la UCR como Fernando de la Rúa se manifestaron completamente en contra del Pacto de Olivos y de la reforma constitucional.
El Pacto de Olivos fue un acuerdo para reformar la Constitución Nacional pero estableciendo pautas básicas sobre las condiciones de la reelección de Menem además de otros contenidos de la reforma constitucional. La Convención Constituyente sesionó en la Ciudad de Santa Fe entre mayo y agosto de 1994 y produjo la importante Reforma Constitucional de 1994 en la que resultaron modificados cuarenta y tres artículos.
El Pacto de Olivos tuvo un impacto muy negativo sobre la UCR, que en las elecciones de convencionales constituyentes obtuvo el menor porcentaje de su historia hasta entonces (19.9 %), aun ganando en las cuatro provincias que gobernaba (Córdoba, Chubut, Río Negro y Catamarca).
Habiendo rechazado Eduardo Angeloz una nueva candidatura presidencial para enfrentar a Menem, a fines de 1994 los afiliados radicales eligieron al gobernador rionegrino Horacio Massaccesi como candidato a presidente, frente al bonaerense Federico Storani.
En las elecciones presidenciales de 1995 la UCR obtuvo el 17 % (2 956 87 votos), relegada al tercer lugar por primera vez en la historia en una elección presidencial. En segundo lugar se ubicó el FREPASO con la fórmula Bordón-Álvarez y el 29.3 % (5 095 929 votos). Al finalizar el año Rodolfo Terragno fue elegido presidente del Comité Nacional y Federico Storani presidente del bloque de diputados nacionales.
Desde 1996 la UCR pertenece como miembro pleno a la Internacional Socialista, siendo junto al Partido Socialista (Argentina) los únicos dos partidos políticos argentinos afiliados a esta entidad. Llegó a ocupar su vicepresidencia en manos de Raúl Alfonsín, quien fue propuesto como presidente aunque finalmente sin éxito.[cita requerida] Ese año Fernando de la Rúa fue elegido como primer jefe de Gobierno de la Ciudad Autónoma de Buenos Aires. Un año después, en 1997 la UCR conformó un acuerdo electoral (conocido como «La Alianza») junto con el FREPASO que triunfó en las elecciones parlamentarias de ese mismo año. Al final del año Fernando de la Rúa accedió a la presidencia del Comité Nacional.
La Alianza triunfó en las elecciones presidenciales del 24 de octubre de 1999 con el 48.37 % (9 167 1261 votos), secundada por el oficialista Duhalde con el 38.27 % (7 253 909 votos). Fernando de la Rúa asumió como presidente de la Nación el 10 de diciembre de ese mismo año.

### Presidencia de Fernando de la Rúa (1999-2001)

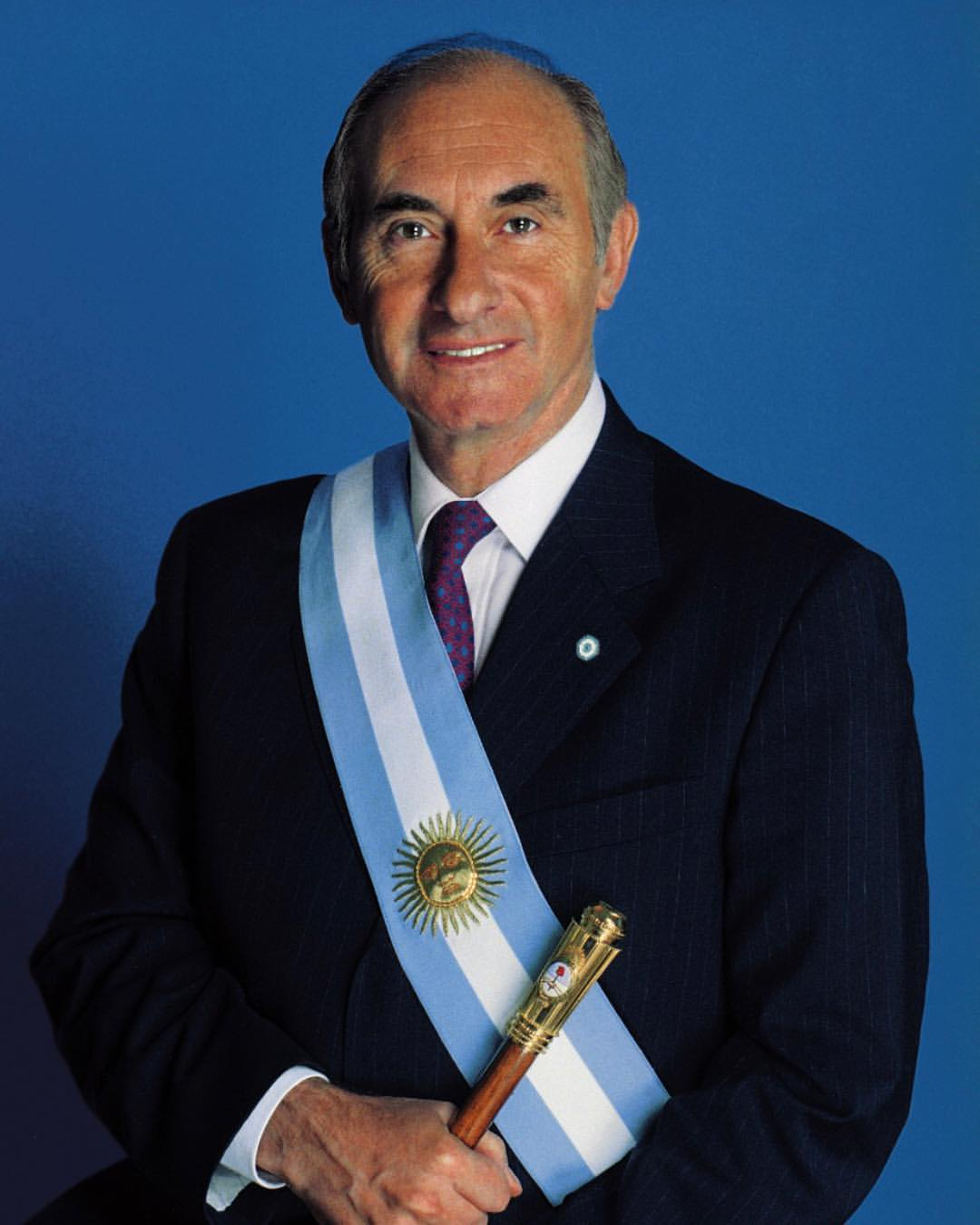
Fernando de la Rúa.

El gobierno de Fernando de la Rúa mostró desde un primer momento un duro enfrentamiento entre las facciones internas de la Alianza, en particular entre los sectores más conservadores que apoyaban al presidente, y los sectores centroizquierdistas ligados a Alfonsín y al FREPASO.
En el año 2000 estalló un escándalo por una denuncia de sobornos por parte del gobierno a senadores para sancionar la Ley de Reforma Laboral, que llevó a la renuncia del vicepresidente Carlos "Chacho" Álvarez denunciando falta de apoyo para investigar la denuncia. Poco a poco los demás miembros del FREPASO y el alfonsinismo fueron siendo desplazados del gobierno.
A partir del año 2000 la situación económica se agravaría considerablemente. En marzo de 2001 el ministro de Economía, José Luis Machinea, un alfonsinista, fue reemplazado por el hasta ese momento ministro de Defensa, Ricardo López Murphy, un radical conservador cercano al presidente, que se vio obligado a renunciar apenas dos semanas después debido a las manifestaciones populares organizadas en su contra por agrupaciones estudiantiles y movimientos políticos, incluidas la Franja Morada y el FREPASO, ante el recorte al presupuesto educativo impulsado por López Murphy. De la Rúa nombró entonces como ministro de Economía a Domingo Cavallo, el emblemático ministro de Economía de Carlos Menem.

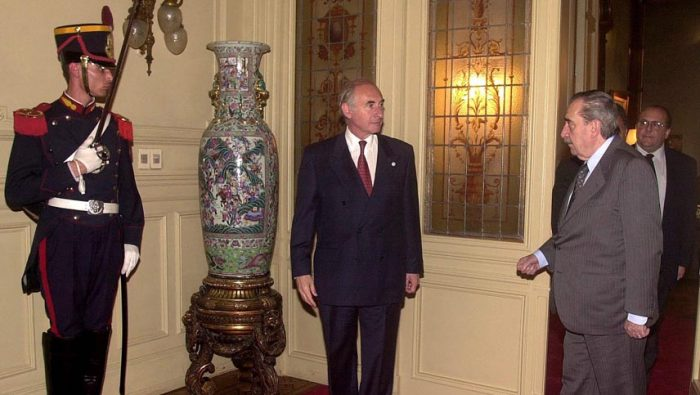
El presidente De la Rúa recibiendo en la Casa Rosada a Raúl Alfonsín.

Desde febrero de 2001 algunos sectores comenzaron a considerar que el régimen de convertibilidad no podría sostenerse y durante todo el año se produjo una fuerte fuga de divisas hacia el exterior, que fue cubierta con las reservas argentinas y un gran endeudamiento externo, apoyado en los excepcionales respaldos financieros concedidos por el Fondo Monetario Internacional con el aparente propósito de evitar que la crisis argentina se propagara a otros países.
El 14 de octubre se realizaron las elecciones legislativas, en un contexto de grave crisis económica y social. Las dificultades que experimentaba el presidente De la Rúa se hicieron visibles al no poder presentar candidatos propios. El principal resultado de la elección fue la magnitud del llamado "voto bronca", un uso intencional y masivo del votos en blanco por parte de un amplio sector de la ciudadanía, que fue mayoritario en Santa Fe (40 %) y la Capital Federal (28 %), Río Negro y Tierra del Fuego y segundo en Provincia de Buenos Aires (24 %) donde ganó el peronismo.
Después de las elecciones De la Rúa quedó muy debilitado. Claudio Loser, Jefe del Departamento del Hemisferio Occidental del Fondo Monetario Internacional en ese momento relata que se decidió entonces terminar con el financiamiento y darle dos opciones a la Argentina: devaluar o dolarizar.

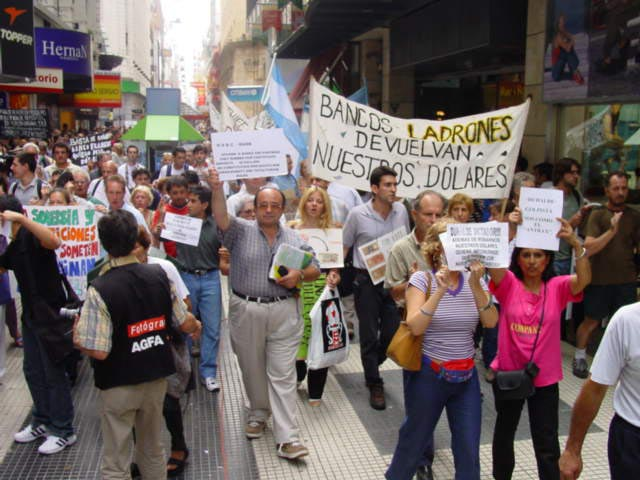
Cacerolazo contra el Corralito.

El 8 de diciembre el gobierno impuso el "corralito", un régimen que impedía a la población sacar los fondos depositados en los bancos, obligando a realizar los pagos mediante transacciones bancarias, que afectó seriamente a los sectores medios y a los trabajadores informales que constituían la mitad de la población empleada. La situación social se hizo entonces explosiva alcanzando un pico de saqueos y desmanes el 19 de diciembre. Esa noche el presidente De la Rúa anunció por televisión que imponía el estado de sitio y minutos después comenzó una pueblada golpeando cacerolas en son de protesta, denominada por eso el Cacerolazo, y que se caracterizó por la masiva presencia tanto de sectores de clase media como de trabajadores y piqueteros que salieron a la calle para reclamar "que se vayan todos". El 20 de diciembre el presidente de la Rúa renunció.

### Después de 2001
Después de la renuncia del presidente de la Rúa la Unión Cívica Radical entró en un proceso de crisis profunda y fragmentación. Pese a ello la UCR mantenía una considerable fuerza parlamentaria, que en 2002 sumaba 65 diputados (25.3 %) y 21 senadores (29.2 %). A fines de 2001 Ángel Rozas, gobernador del Chaco, había sido elegido presidente del Comité Nacional, cargo en el que fue reelecto hasta el 2005.

#### De 2003 a 2006
En diciembre de 2002 se realizó la elección interna para definir el candidato presidencial de la UCR, que ganó Leopoldo Moreau y Mario Losada, pero fue cuestionada por Rodolfo Terragno, el otro precandidato. En las elecciones presidenciales del 27 de abril de 2003 la UCR obtuvo apenas un 2.34 % (equivalnte a 453 360 votos), un resultado catastrófico y quedando en el sexto lugar. A su vez las candidaturas presidenciales de los ex-radicales Ricardo López Murphy con Recrear y Elisa Carrió con el ARI, obtuvieron el 16.37 % (3 173 475 votos) Murphy, quedando como tercera fórmula, y el 14.05 % (2 1723 574 votos) Carrió, ocupando prácticamente el cuarto puesto.
Pese a su crisis nacional, la Unión Cívica Radical parecía haber consolidado y hasta fortalecido situaciones provinciales. En 2003 el radicalismo ganó en Tierra del Fuego (Mario Jorge Colazo), y retuvo las gobernaciones de Río Negro (Miguel Saiz), Chaco (Abelardo Roy Nikisch), Mendoza (Julio César Cobos), Catamarca (Eduardo Brizuela del Moral con el Frente Cívico y Social).
A comienzo de 2005 el radicalismo de Santiago del Estero, liderado por Gerardo Zamora organizó un Frente Cívico que derrotó al peronismo, tras la intervención federal que terminó con el cuestionado régimen del matrimonio Juárez. Poco después, la UCR organizaría un frente con sectores peronistas en Corrientes, imponiéndose en las elecciones para gobernador y resultando elegido el radical Arturo Colombi.
En las elecciones parlamentarias del 23 de octubre de 2005 la UCR volvió a tener un resultado deslucido a nivel nacional, reduciéndose su presencia en el Parlamento a 35 diputados (13 %) y 13 senadores (18 %). Pero debido a la fortaleza de sus enclaves locales la UCR se confirmó como segunda fuerza parlamentaria y electoral del país, gobernando en 611 municipios y en 7 de las 23 provincias: Catamarca, Corrientes, Chaco, Mendoza, Río Negro, Santiago del Estero y Tierra del Fuego. Esta última provincia fue perdida por la UCR luego de que el gobernador radical comenzara a apoyar al presidente Kirchner y fuera destituido el 2 de diciembre de 2005.
A fines de 2005 se renovaron las autoridades partidarias, siendo electo el exgobernador mendocino Roberto Iglesias como Presidente del Comité Nacional y la bonaerense Margarita Stolbizer como Secretaria General.
La oposición entre partido débil a nivel nacional, y competitivo a nivel local, abrió un escenario de conflicto interno dentro de la UCR, amenazando su ruptura. Por un lado apareció un sector en el que se encontraban los gobernadores Arturo Colombi (Corrientes), Miguel Saiz (Río Negro), Julio Cobos (Mendoza) y Eduardo Brizuela del Moral (Catamarca), y los intendentes Enrique García (Vicente López), Gustavo Posse (San Isidro), Daniel Katz (Mar del Plata) y Horacio Quiroga (Neuquén), sosteniendo una postura de concertación con el gobierno del presidente peronista Néstor Kirchner. Este sector se conoció como Radicales K (kirchneristas).
En sentido opuesto, las autoridades nacionales de la UCR encabezadas por Roberto Iglesias y Adolfo Stubrin, presidentes del Comité y la Convención Nacional, respectivamente, sostuvieron una postura de firme oposición al gobierno de Kirchner. Simultáneamente, Raúl Alfonsín impulsó una coalición electoral llevando como candidato presidencial a Roberto Lavagna, exministro de Economía de Eduardo Duhalde y de Néstor Kirchner, y que también fuera Secretario de Comercio Exterior de Alfonsín. Lavagna también sería apoyado por Eduardo Duhalde.
El 25 y 26 de agosto el radicalismo celebró en Rosario la reunión ordinaria de la Convención Nacional, sin la presencia de los Radicales K. Allí se afirmó un planteo fuertemente opositor y se le encomendó a su presidente Roberto Iglesias, iniciar contactos con sectores políticos y sociales afines al partido para construir una alternativa al oficialismo en las elecciones de 2007. Esto se vio como una plataforma donde el candidato a presidente sería el exministro de Economía Roberto Lavagna. La convención resolvió que la UCR debía buscar formar una coalición electoral para enfrentar al oficialismo, buscando coincidencias programáticas con fuerzas compatibles con el ideario radical.
Sin poder superar las divisiones que separaban al partido (kirchneristas, lavagnistas, carrioristas y partidarios de presentar un candidato propio), Roberto Iglesias renunció a la presidencia del Comité Nacional el 14 de noviembre de 2006, rechazando la posibilidad de aliarse con el exministro y apoyando la postura de presentar un candidato propio de la UCR.

#### De 2007 a 2010
El 24 de marzo de 2007 la Convención Nacional reunida en Avellaneda apoyó la candidatura presidencial de Roberto Lavagna, tratándose del primer candidato presidencial extrapartidario de la historia de la UCR. En agosto se presentó formalmente la candidatura en una alianza electoral denominada Concertación por «Una Nación Avanzada». La fórmula fue completada por el senador jujeño Gerardo Morales, quien había reemplazado a Iglesias como presidente del Comité Nacional. La decisión partidaria tuvo la oposición de un grupo de dirigentes radicales bonaerenses liderados por Margarita Stolbizer, quien se desprendió de la UCR para conformar el GEN (Generación para un Encuentro Nacional), que postuló a Stolbizer como candidata a gobernadora bonaerense por la Coalición Cívica, liderada por Elisa Carrió.
En las elecciones del 28 de octubre la alianza Una Nación Avanzada (Lavagna-Morales), salió tercera con 16,9 % de los votos, precedida del Frente para la Victoria (44,9 %) y la Coalición Cívica (23,0 %). En las elecciones de diputados la UCR obtuvo 14 diputados (debía renovar 21), reduciéndose su bancada a 30 miembros (sobre un total de 257) en la Cámara de Diputados, pero manteniéndose como segundo bloque. En las elecciones de senadores, redujo su bancada en la Cámara de Senadores a 10 miembros (sobre un total de 72) y manteniéndose como segundo bloque. Finalmente, en 2007 la UCR ganó en cuatro provincias: Catamarca (Eduardo Brizuela del Moral, radical K), Corrientes (Arturo Colombi, radical K), Misiones (Maurice Closs, radical K), Río Negro (Miguel Saiz, radical K). A estas gobernaciones se suma Santiago del Estero (Gerardo Zamora, radical K), ganada en 2005. En 2007, también resultó elegido Vicepresidente de la Nación, el radical K Julio Cobos, razón por la cual fue expulsado del partido.
En el contexto del Paro agropecuario patronal en Argentina de 2008, la UCR apoyó la postura de las asociaciones ruralistas organizadoras. En las votaciones parlamentarias que se produjeron con motivo del conflicto, los miembros del bloque radical votaron en contra de la resolución 125/2008, cuya derogación reclamaban los productores rurales. Entre los senadores radicales que votaron en el Senado, se destacó el voto negativo radical K por Santiago del Estero Emilio Alberto Rached, con el que la votación quedó empatada en 36 votos por lado. Debido a ello, por disposición constitucional, debió desempatar el vicepresidente de la Nación Julio Cobos, radical K. Cobos votó contra el proyecto del gobierno, causando de ese modo su derrota parlamentaria, utilizando las siguientes palabras: «que la historia me juzgue. Pido perdón si me equivoco. Mi voto no es positivo, mi voto es en contra».
El rechazo del vicepresidente al proyecto oficial de retenciones móviles precipitó la ruptura de la alianza denominada «Concertación Plural» entablecida entre los «radicales K» y el gobierno peronista.

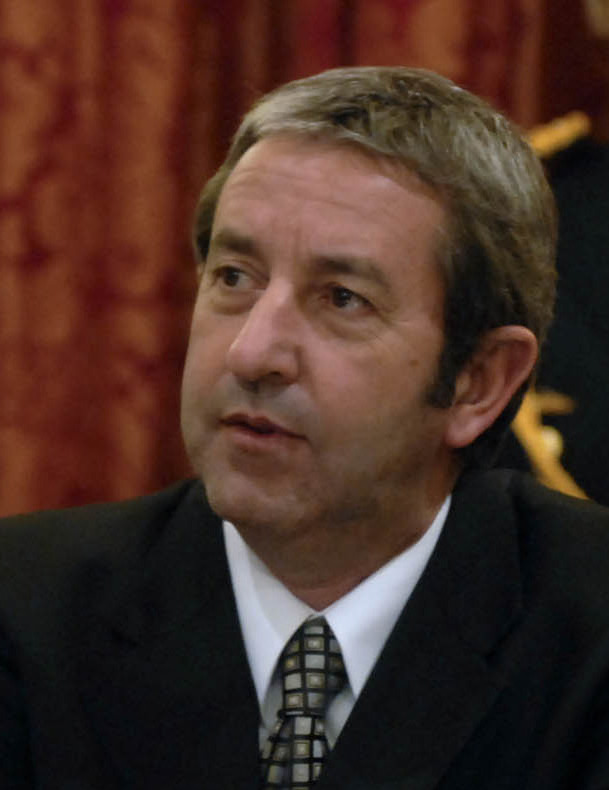
Julio Cobos, gobernador radical de Mendoza, fue elegido como vicepresidente de la justicialista Cristina Fernández de Kirchner.

La popularidad de Cobos se incrementó tras dicha votación, llegando incluso a perfilarse como un posible candidato presidencial en las elecciones de 2011. Más adelante se revocó su expulsión de por vida, aunque su reincorporación a la UCR sólo tendría lugar una vez concluya su cargo como vicepresidente. El 2 de marzo el Gobernador de Corrientes (Arturo Colombi) abrió el periodo de sesiones ordinarias con un mensaje en el que criticó la política de la presidenta Cristina Kirchner y le pidió a la oposición local que no "obstaculice" su gestión. El 8 de marzo de 2009, el gobernador de Catamarca celebra su triunfo en las elecciones legislativas junto al presidente de la UCR, el senador jujeño Gerardo Morales, y denunciando una campaña en su contra por querer volver al radicalismo ortodoxo.
El fallecimiento del expresidente radical Raúl Alfonsín ocurrido el 31 de marzo de 2009, renovó el entusiasmo por el radicalismo en una gran porción de la población y potenció la imagen de su hijo (Ricardo Alfonsín), quien sería candidato a diputado nacional. Este acontecimiento también coadyuvó a la unificación del partido tras las divisiones acaecidas en los años previos.
La UCR se presentó a las elecciones legislativas de 2009 formando parte del Acuerdo Cívico y Social, con la Coalición Cívica y el Partido Socialista. En esas elecciones el Acuerdo Cívico y Social obtuvo el 30.7 % de los votos totales en todo el país, levemente por detrás del oficialismo que alcanzó el 31.2 %. En Mendoza, el radicalismo obtuvo su victoria más contundente al ganarle al PJ por más de 20 puntos de diferencia.
Luego de una serie de desavenencias entre sus principales dirigentes, el Acuerdo Cívico y Social comienza a desintegrarse con la salida del frente de Elisa Carrió, ocurrida en agosto de 2010.

#### De 2011 a 2014
A fines de 2010 el vicepresidente Julio Cobos y el diputado nacional Ricardo Alfonsín se perfilaban como los precandidatos presidenciales de la UCR. A estos se agregó, en enero de 2011, como tercero en la disputa por la candidatura presidencial, el senador nacional por Mendoza y presidente del Comité Nacional del partido Ernesto Sanz.
El 25 de enero, durante una reunión de la mesa del Comité Nacional de la UCR, Sanz y Alfonsín acordaron la realización de una elección interna abierta el 30 de abril para determinar el candidato a la presidencia; argumentaron que no era conveniente esperar hasta las primarias de agosto para definir el candidato. El vicepresidente Cobos, en cambio, no estuvo de acuerdo con esta interna anticipada, ya que prefería presentarse en las primarias.
En esa reunión, además, asumió como presidente del partido el exgobernador de la provincia del Chaco, Ángel Rozas, ya que Sanz pidió licencia de tal cargo para dedicarse a la campaña electoral.
Las internas convocadas para abril no se llevaron a cabo por la decisión de Ernesto Sanz de no presentarse a las mismas. Finalmente, tras la proclamación partidaria de Ricardo Alfonsín como candidato de la UCR, Julio Cobos declinó su candidatura presidencial.
Si bien la intención de la UCR era el armado de un espacio de centroizquierda (aludido como "frente progresista") que se compondría con el GEN de Margarita Stolbizer y el Partido Socialista liderado por Hermes Binner; este intento fracasó por el acercamiento de Ricardo Alfonsín al peronista disidente Francisco de Narváez, lo cual fue rechazado por las otras fuerzas, al considerar que no había coincidencias programáticas con este diputado de pasado menemista.
Finalmente, el radicalismo optó por completar la candidatura de Ricardo Alfonsín a la presidencia con Javier González Fraga como vice, un economista de ideología liberal, y con Francisco de Narváez, líder de Unión Celeste y Blanco, como candidato a gobernador por la provincia de Buenos Aires, en una alianza de centro llamada «Unión para el Desarrollo Social». Esta fuerza política hizo de la problemática de la seguridad, la atracción de inversiones, el control de la inflación y el crecimiento económico del sector agropecuario sus principales propuestas electorales.
En las elecciones primarias celebradas el 14 de agosto la fórmula Alfonsín-González Fraga obtuvo el 12.20 % (2 614 211 votos), ubicándose segundo detrás de Cristina Fernández que obtuvo el 50.24 %. En las elecciones presidenciales del 23 de octubre Ricardo Alfonsín obtuvo el tercer lugar con el 11.14 % (2 443 016 votos), detrás de Cristina Fernández (54.11 %) y del socialista Hermes Binner (16.81). Como contracara de un año electoral con resultados adversos, la UCR recuperó luego de 12 años la intendencia de la ciudad de Córdoba, con el triunfo de Ramón Javier Mestre. El 16 de diciembre de 2011 fue elegido como nuevo titular del Comité Nacional, el ex-intendente de la Ciudad de Santa Fe, Mario Barletta.

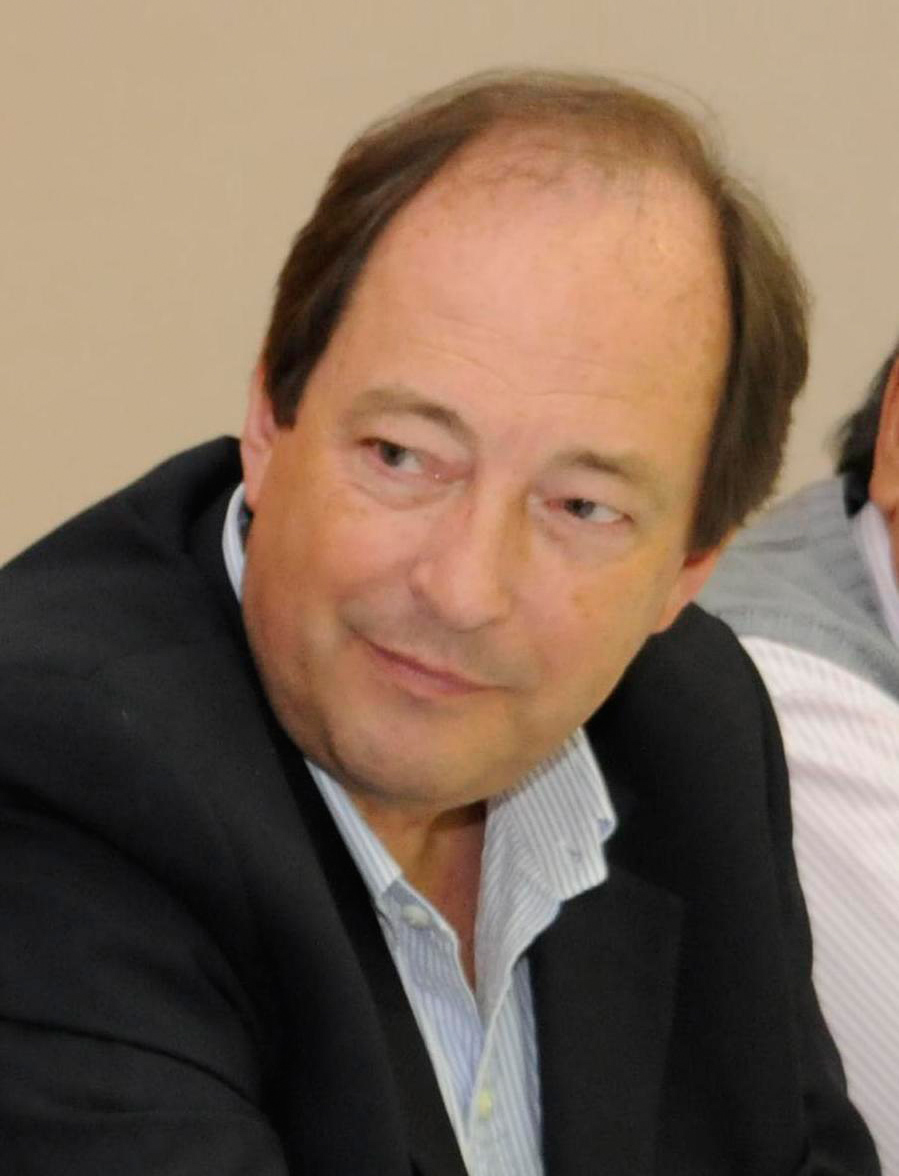
Con el objetivo central puesto en derrotar al kirchnerismo, el presidente del radicalismo Ernesto Sanz optó en 2015 por la polémica medida de aliarse al Propuesta Republicana de Mauricio Macri y apoyar su candidatura a presidente.

En el período 2013/2015 integró el Frente Amplio UNEN, una coalición electoral con el Partido Socialista de Argentina. Llegó a tener como precandidatos a presidente en las elecciones de 2015 a Julio Cobos, Hermes Binner, Ernesto Sanz y Fernando Solanas, hasta que el frente se disolvió en 2015.
En las elecciones legislativas de 2013 la UCR ganó sola la provincia de Mendoza y como parte del Frente Progresista, Cívico y Social ganó en las provincias de Santa Fe, Santa Cruz, Jujuy, Catamarca y Corrientes. También hizo una buena elección en otros dos importantes distritos, yendo sola en la provincia de Córdoba y saliendo segunda con 22.6 % (a 4 puntos del primero) y formando parte del frente UNEN en la Ciudad de Buenos Aires donde también salió en segundo lugar con 32.2 % (a solo dos puntos del ganador).

#### De 2015 al presente
Al comenzar 2015 el radicalismo gobernaba la provincia de Corrientes (Ricardo Colombi) y también, formando parte del Frente Progresista, Cívico y Social, la provincia de Santa Fe, cuyo vicegobernador (Jorge Henn) es radical. Además la UCR tenía en su poder las intendencias de ocho capitales de provincia (San Salvador de Jujuy, Resistencia, Córdoba, Santa Fe, Mendoza, Neuquén, Viedma y Ushuaia). Era el segundo partido político argentino con mayor cantidad de afiliados, contando a fines de 2012 con 2 246 013 miembros, detrás del Partido Justicialista.
Frente a la elecciones presidenciales de Argentina de 2015 la UCR reunió a la Convención Nacional en Gualeguaychú a partir del 15 de marzo de ese año. Allí se enfrentaron dos posturas de alianzas para las elecciones presidenciales, presentadas respectivamente por Ernesto Sanz y Julio Cobos.
Sanz propuso abandonar el Frente Amplio UNEN y realizar un acuerdo con el PRO y la Coalición Cívica para presentar en las elecciones un frente no peronista y de tendencia de centro derecha. Esta postura fue apoyada entre otros por Federico Storani, Juan Nosigla, Walter Ceballos, Mario Negri, Ramón Mestre, Oscar Aguad, Atilio Benedetti, Alfredo Cornejo, Julio Martínez, Eduardo Brizuela del Moral, Miguel Nanni, Ricardo Colombi, Juan Carlos Marino, Juan Jure, Rodolfo Suárez, Rodolfo Terragno, Facundo Suárez Lastra, Ricardo Buryaile, Aída Ayala y Daniel Salvador entre otros.
Cobos propuso realizar un gran frente no kirchnerista que incluyera al Frente Renovador de Sergio Massa, al PRO, al Partido Socialista y al GEN, entres otros. Para esta propuesta era importante no comprometer la ideología de la UCR realizando un acuerdo del conservadurismo liberal, a la vez de no facilitarle la inserción territorial del PRO a costa de la UCR. Esta postura fue apoyada por Ricardo Alfonsín, Gerardo Morales, José Cano, Federico Sciurano, Fabián Rogel, Miguel Ángel Bazze, Laura Montero, Eduardo Costa, Nito Artaza, Ángel Rozas, Roy Nikisch, Alicia Azula, Juan Manuel Casella, Ricardo Gil Lavedra, Enrique Vaquie, Mario Abad, Francisco Torroba, Daniel Kroneberger, Luis Naidenoff, Luis Sacca, Ariel García, Manuel Garrido, Silvia Elías de Pérez, Guillermo Galván, Cachi Gutiérrez, Jorge Henn y Carlos Fascendini entres otros.

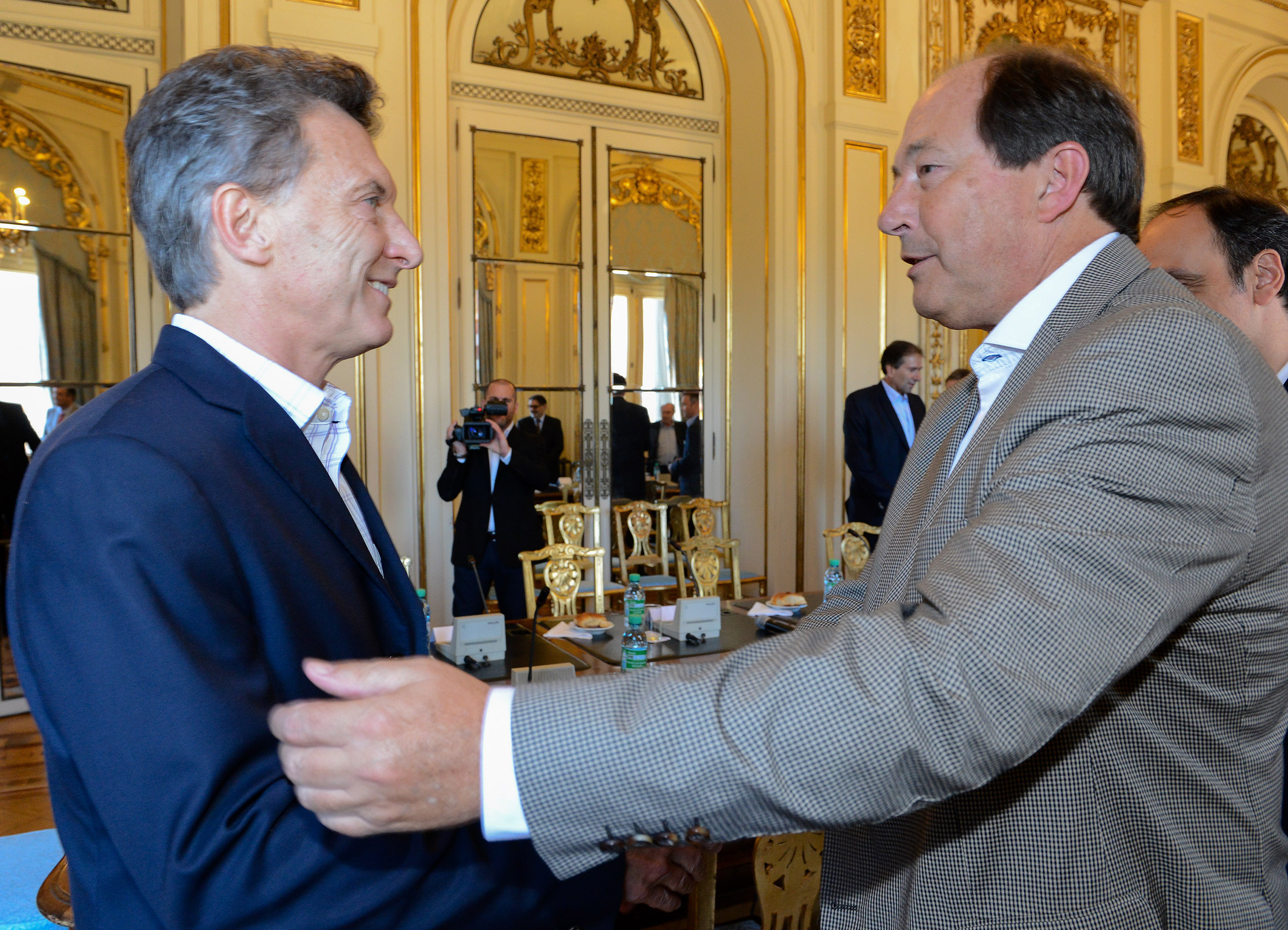
Ernesto Sanz con el presidente Mauricio Macri. Juntos propulsaron con Elisa Carrió la alianza Cambiemos que cumplió con el objetivo de vencer al Frente para la Victoria.

La Convención Nacional aprobó la propuesta de Ernesto Sanz. Pocos días después la UCR conformó una alianza denominada Cambiemos con el PRO liderado por Mauricio Macri y la Coalición Cívica-ARI liderada por Elisa Carrió.
Después de la derrota en la Convención Nacional, Julio Cobos renunció a su candidatura presidencial alegando la falta del acompañamiento de toda la UCR y rechazando la alianza con el PRO de Mauricio Macri.
En las elecciones primarias realizadas el 9 de agosto de 2015 el frente Cambiemos decidió llevar como candidato presidencial a Mauricio Macri, del PRO, al obtener el 80.7 % de los votos, en tanto que resultaron derrotados Ernesto Sanz, precandidato presidencial presentado por la UCR que obtuvo el 11,4 %, y Elisa Carrió de la Coalición Cívica-ARI, que salió tercera con el 7,7 %. De este modo y por primera vez desde 1936 la UCR no integraba una fórmula presidencial.
En las elecciones presidenciales de 2015 el frente Cambiemos obtuvo el 34 % de los votos, saliendo segundo dos puntos detrás del Frente para la Victoria, debiéndose realizar una segunda vuelta el 22 de noviembre para dirimir la elección presidencial entre ambas fuerzas, que fue ganada por Cambiemos, consagrando presidente de la Nación a Mauricio Macri. De este modo la UCR volvió a integrar la fuerza política elegida para asumir el Poder Ejecutivo por tercera vez desde 1983 y por decimoprimera vez en la historia -contabilizando todos los partidos radicales-, aunque en esta ocasión sin integrar la fórmula presidencial (tampoco había integrado la fórmula en 1931).
Las elecciones legislativas le permitieron a la UCR integrar un bloque de 38 bancas en la Cámara de Diputados, perdiendo su condición de segunda minoría para ser la tercera detrás del bloque aliado del PRO. En la Cámara de Senadores la UCR quedó conformada con un bloque de ocho senadores (más uno del bloque Frente Cívico y Social de Catamarca, ya que el representante de ese bloque Oscar Castillo pertenece a la UCR), siendo la segunda minoría.
En las elecciones para autoridades provinciales la UCR participó en frentes electorales provinciales que ganaron en cuatro provincias: Mendoza, Jujuy, Santa Fe y Provincia de Buenos Aires. En las dos primeras el gobernador pertenecía a la UCR (Alfredo Cornejo y Gerardo Morales y en las dos últimas correspondió al radicalismo la vicegobernación (Carlos Fascendini y Daniel Salvador). A estas cuatro provincias se suma Corrientes, donde la UCR había liderado el frente vencedor en 2013, con Ricardo Colombi.
La UCR obtuvo también las intendencias de Paraná (Entre Ríos), San Salvador de Jujuy (Jujuy), Santa Rosa (La Pampa) y Río Gallegos (Santa Cruz), así como varios ministerios y demás dependencias en el Estado argentino. Desde el 4 de diciembre de 2015, José Manuel Corral fue presidente del Comité Nacional de la Unión Cívica Radical.
En las elecciones presidenciales de 2019, Cambiemos ahora, renombrado como Juntos Por El Cambio (JXC) quedó segundo en las elecciones generales, perdiendo en primera vuelta.esto fue debido a la mala gestión económica del gobierno de Macri
Durante la presidencia de Alberto Fernández, Argentina enfrentó una severa crisis económica que fortaleció a Juntos por el Cambio (JXC) como la principal fuerza de oposición, con mayores posibilidades de ganar las elecciones presidenciales de 2023. En las elecciones legislativas de 2021, JXC logró obtener 116 diputados, convirtiéndose en la segunda fuerza política del país, detrás del Frente de Todos, que había perdido la mayoría y se convirtió en la primera minoría.
En el 2023, se llevaron a cabo elecciones presidenciales en las que JXC tuvo una intensa competencia interna entre dos fórmulas presidenciales: Bullrich-Petri y Larreta-Morales. La UCR brindó su apoyo a la fórmula encabezada por Larreta. A cambio de esto, en las elecciones internas para la jefatura de gobierno de la Ciudad Autónoma de Buenos Aires (CABA), Larreta debería respaldar al radical Martín Lousteau en lugar de al candidato del PRO, Jorge Macri. Esto generó una pelea entre Mauricio Macri Y Larreta. Mauricio impulsaba a Jorge como el candidato mientras que Larreta a Lousteau. Aunque finalmente Lousteau terminó perdiendo la interna.
En las elecciones generales, JXC se posicionó en segundo lugar en las PASO, generando expectativas negativas sobre sus posibilidades en el balotaje, quedando tercero en las elecciones generales. JXC terminó quedando tercero no pudiendo competir en la segunda vuelta, donde si entraron el libertario Javier Milei y el entonces ministro de Economía, Sergio Massa. Tras un acuerdo con el expresidente Mauricio Macri, Bullrich y su compañero radical Luis Petri decidieron apoyar a Milei en el balotaje.
Sin embargo, Gerardo Morales expresó su intención de hacer todo lo posible para evitar que Milei fuera presidente, insinuando que votaría por Massa. Esto generó tensiones dentro de JXC, con acusaciones del macrismo y los libertarios hacia los radicales de complicidad con el peronismo.
Finalmente, Milei ganó la segunda vuelta electoral, y una vez en el cargo, nombró a Petri como ministro de Defensa y a Bullrich como ministra de Seguridad. La UCR eligió a Martín Lousteau como presidente del partido. Sin embargo, la relación entre LLA y la UCR se vio afectada por la aprobación de la llamada "Ley Ómnibus" en el Congreso, con acusaciones de que los diputados radicales habían votado en contra de la mayoría de los artículos individuales de la ley, convirtiéndola en un cascarón vacío.

## Ideología política
Sus doctrinas políticas han surgido del federalismo argentino, el autonomismo alsinista y el krausismo español; y si bien, el radicalismo desde 1996 se posicionó en la centroizquierda afiliándose a la Internacional Socialista, es también un partido en el que a lo largo de su existencia han convivido diferentes ideologías: centroizquierda, centroderecha, derecha, nacionalistas y liberales. Es habitual también que se identifique al radicalismo argentino con el populismo, aunque en muchos casos la caracterización como populista tiene un sesgo despectivo y etnocéntrico.

## Símbolos partidarios

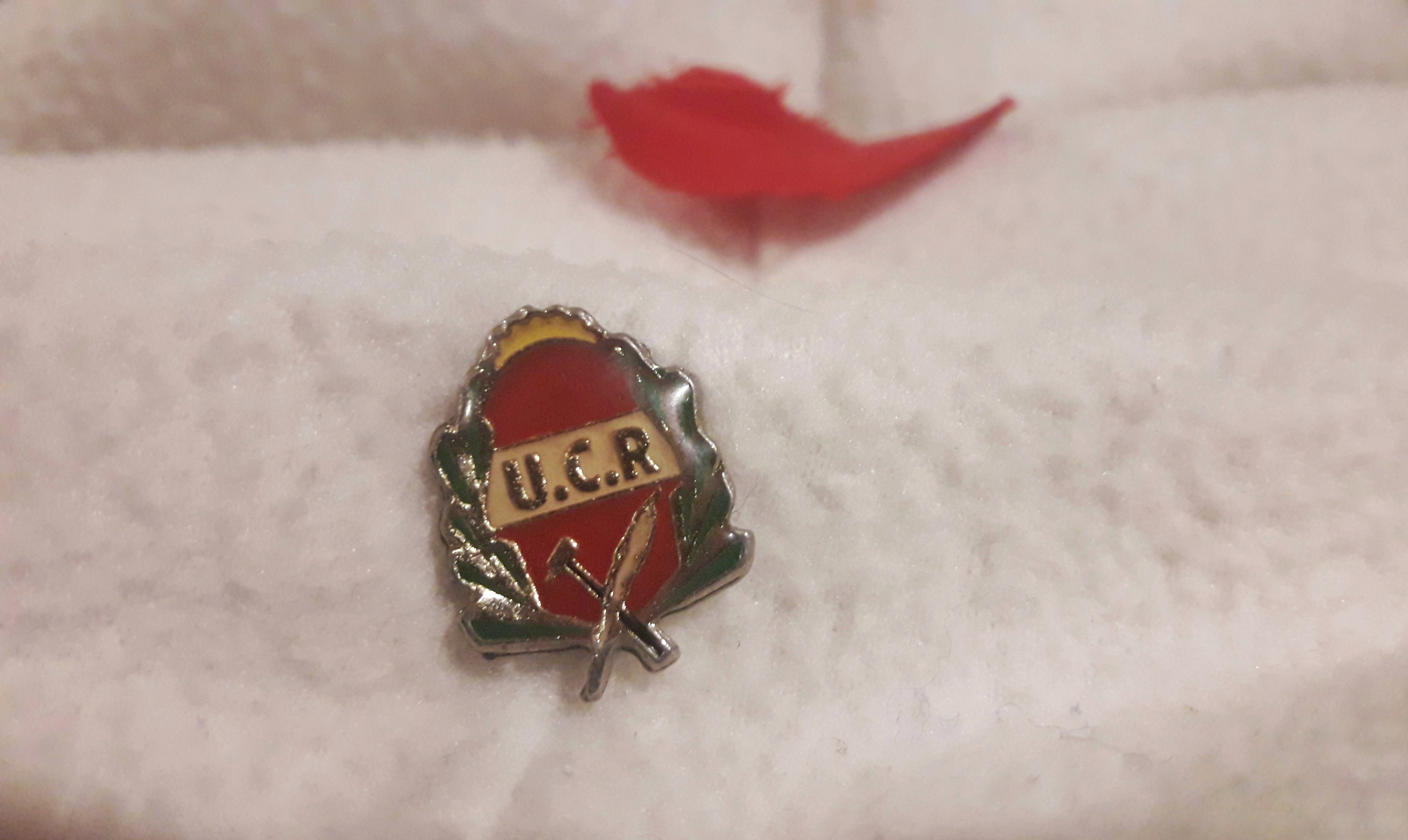
Boina blanca radical (utilizadas por primera vez en la Revolución del Parque) con un prendedor del escudo de la UCR.

Logo de la UCR.

Escudo tradicional de la UCR, utilizado desde 1931 hasta 2010.

La Unión Cívica Radical tiene dos símbolos: el escudo y la marcha. Se identifica además con la boina blanca y más recientemente con el logo.
El escudo de la Unión Cívica Radical es su emblema oficial, adoptado en 1931. Su forma general está inspirada en el escudo de Argentina: un óvalo central dividido en dos campos (celeste y blanco), rodeado de laureles y coronado por un sol naciente. El escudo radical es de forma ovoidal y en lugar de dos, está dividido en tres campos. En el superior e inferior adopta el color rojo, tomado de la tradición federal (en Argentina las guerras civiles enfrentaron a unitarios y federales, identificados los primeros con el color celeste y los segundos con el color rojo), mientras que el campo central es blanco, con las siglas UCR en negro.  
En lugar de laureles, el ovoide se encuentra rodeado por espigas de trigo, representante de la fertilidad del suelo argentino y materia prima de la producción del pan. 
A su vez y en forma análoga a la cinta celeste y blanca que une los laureles del escudo argentino, las espigas de trigo del escudo radical están unidas en su base por un martillo y una pluma. Representan la unión de la cultura y el trabajo, así como del trabajo manual y el trabajo intelectual. 
Gabriel del Mazo, historiador y líder del radicalismo en la época en que fue diseñado el escudo, explica de este modo el significado de ambas figuras:

Un martillo y una pluma, es decir los símbolos del trabajo urbano allí solidarizados, porque todos somos obreros de nuestras obras y todos trabajamos a la vez con las manos y la inteligencia, así sea el escritor y el electricista (...) representan la cultura y el trabajo. El emblema expresa así una aspiración de la República: el trabajo para alcanzar y sostener la cultura, la cultura acompañando al trabajo, para dignificarlo imprimiéndole sentido humano y nacional.
Gabriel del Mazo

La Marcha Radical, considerada el himno partidario, toma parte de la música de la conocida obra Il bersagliere (El fusilero) del compositor italiano Edoardo Boccalari (1859-1921), mientras que la letra es una versión modificada de una antigua marcha del Partido Federal. La versión federal y la versión radical son las siguientes:

Adelante federales,
Adelante sin cesar,
Viva Juan Manuel de Rosas
Y el Partido Federal
Adelante radicales,
Adelante sin cesar,
Viva Hipólito Yrigoyen
Y el Partido Radical.

La boina blanca: es un atuendo utilizado frecuentemente por los radicales en sus actos, en alusión al distintivo que fue usado durante la Revolución del Parque, en 1890.
El logo es una estilización del escudo diseñado en 2010, que consiste en un círculo con franjas rojas y blancas y las siglas de la UCR. la simplificación simbólica del logo, ha sido interpretado como manifestación de la pérdida de los principios históricos del radicalismo expresados en el escudo.
En 1983 la Justicia Nacional Electoral asignó a la UCR el número 3 en el padrón de partidos políticos, y bajo esa lista fue electo presidente Raúl Alfonsín. Desde entonces la "Lista 3" (y su representación física usando una variante de los dedos en V añadiendo el pulgar) se transformó en una señal identitaria. Como el número sólo se usa cuando la UCR se presenta (a nivel nacional o distrital) en soledad, es decir, sin formar un frente con otra fuerza política, el símbolo de la Lista 3 suele ser usado para resaltar (o para reclamar) la identidad y la pureza ideológica radical de una boleta.

## Distritos
| Distrito               | Presidente         | Alianza provincial (2025)             |
| ---------------------- | ------------------ | ------------------------------------- |
| Buenos Aires           | Miguel Fernández   | Juntos                                |
| Ciudad de Buenos Aires | Martín Ocampo      | Evolución                             |
| Catamarca              | Luis Fadel         | Juntos por el Cambio                  |
| Chaco                  | Leandro Zdero      | Chaco Puede+ La Libertad Avanza       |
| Chubut                 | Gustavo Menna      | Despierta Chubut                      |
| Córdoba                | Marcos Ferrer      | Juntos por el Cambio                  |
| Corrientes             | Gustavo Valdés     | ECO + Vamos Corrientes                |
| Entre Ríos             | Alicia Oviedo      | Juntos por Entre Ríos                 |
| Formosa                | Miguel Montoya     | Juntos por la Libertad                |
| Jujuy                  | Jorge Rizzotti     | Jujuy Crece                           |
| La Pampa               | Federico Guidugli  | Juntos por el Cambio                  |
| La Rioja               | Gustavo Galván     | Cambia La Rioja                       |
| Mendoza                | Andrés Lombardi    | Cambia Mendoza+La Libertad Avanza     |
| Misiones               | Walter Molina      | Unión por el Futuro                   |
| Neuquén                | Luis Pusterla      | Cambia Neuquén                        |
| Río Negro              | Ariel Bernatene    | Juntos Somos Río Negro                |
| Salta                  | Soledad Farfán     | Juntos por el Cambio +                |
| San Juan               | Alejandra Leonardo | Juntos por el Cambio                  |
| San Luis               | Juan Alvarez Pinto | Cambia San Luis                       |
| Santa Cruz             | Daniel Roquel      | Cambia Santa Cruz                     |
| Santa Fe               | Felipe Michlig     | Unidos para Cambiar Santa Fe          |
| Santiago del Estero    | Gerardo Floridia   | Juntos por el Cambio                  |
| Tierra del Fuego       | Maximiliano Ybars  | Juntos por el Cambio Tierra del Fuego |
| Tucumán                | Raúl Moreno        | Juntos por el Cambio                  |

## Número de afiliados
| Data      | Afiliados | Crecimento anual | Crecimento anual |
| --------- | --------- | ---------------- | ---------------- |
| dic./1998 | 2.543.396 | —                | —                |
| dic./1999 | 2.568.414 | 25.018           | Crecimiento      |
| dic./2000 | 2.552.429 | 15.985           | Decrecimiento    |
| dic./2001 | 2.600.030 | 47.601           | Crecimiento      |
| dic./2002 | 2.590.426 | 9.604            | Decrecimiento    |
| dic./2003 | 2.604.275 | 13.849           | Crecimiento      |
| dic./2004 | 2.547.743 | 56.532           | Decrecimiento    |
| dic./2005 | 2.538.490 | 9.253            | Decrecimiento    |
| dic./2006 | 2.522.866 | 15.624           | Decrecimiento    |
| dic./2007 | 2.500.237 | 22.629           | Decrecimiento    |
| dic./2008 | 2.328.128 | 172.109          | Decrecimiento    |
| dic./2009 | 2.357.285 | 29.157           | Crecimiento      |
| dic./2010 | 2.321.242 | 36.043           | Decrecimiento    |
| dic./2011 | 2.258.042 | 63.200           | Decrecimiento    |
| dic./2012 | 2.246.013 | 12.029           | Decrecimiento    |
| dic./2013 | 2.079.742 | 166.271          | Decrecimiento    |
| dic./2014 | 2.136.955 | 57.213           | Crecimiento      |
| dic./2015 | 2.082.645 | 54.310           | Decrecimiento    |
| dic./2016 | 2.046.821 | 35.824           | Decrecimiento    |
| dic./2017 | 1.992.472 | 54.349           | Decrecimiento    |
| dic./2018 | 1.985.343 | 7.129            | Decrecimiento    |
| dic./2019 | 1.935.007 | 50.336           | Decrecimiento    |
| dic./2020 | 1.921.307 | 13.700           | Decrecimiento    |
| dic./2021 | 1.879.253 | 42.054           | Decrecimiento    |
| dic./2022 | 1.852.571 | 26.682           | Decrecimiento    |
| dic./2023 | 1.816.169 | 36.402           | Decrecimiento    |
| dic./2024 | 1.793.705 | 22.464           | Decrecimiento    |

## Resultados electorales

### Elecciones presidenciales
|  | 2.26 % |

|  | 0.33 % |

|  | 2.00 % |

|  | 0.33 % |

|  | 46.83 % |

|  | 50.67 % |

|  | 49.06 % |

|  | 62.50 % |

|  | 61.67 % |

|  | 65.16 % |

|  | 11.16 % |

|  | 31.12 % |

|  | 41.51 % |

|  | 33.78 % |

|  | 42.87 % |

|  | 19.15 % |

|  | 32.28 % |

|  | 52.77 % |

|  | 68.24 % |

|  | 31.90 % |

|  | 58.44 % |

|  | 21.29 % |

|  | 24.42 % |

|  | 51.75 % |

|  | 52.83 % |

|  | 37.10 % |

|  | 39.00 % |

|  | 16.99 % |

|  | 48.37 % |

|  | 2.34 % |

|  | 16.91 % |

|  | 11.14 % |

|  | 34.15 % |

|  | 51.34 % |

|  | 40.28 % |

|  | 23.81 % |

### Elecciones primarias
|  | 12.20 % |

|  | 100.00 % |

|  | 3.34 % |

|  | 11.10 % |

|  | 16.81 % |

|  | 60.03 % |

|  | 11.19 % |

|  | 39.97 % |

### Primarias Presidenciales de la Unión Cívica Radical
|  | 54.27 % |

|  | 45.73 % |

|  | 100.00 % |

|  | 54.39 % |

|  | 45.61 % |

|  | 88.64 % |

|  | 11.36 % |

|  | 100.00 % |

|  | 29.24 % |

|  | 70.76 % |

|  | 62.11 % |

|  | 37.89 % |

|  | 100.00 % |

|  | 25.22 % |

|  | 74.78 % |

### Cámara de Diputados
| Año  | Votos      | %     | Bancas  | Bancas   | Posición | Presidencia                               | Nota                                                                               |
| Año  | Votos      | %     | Ganadas | En total | Posición | Presidencia                               | Nota                                                                               |
| ---- | ---------- | ----- | ------- | -------- | -------- | ----------------------------------------- | ---------------------------------------------------------------------------------- |
| 1912 | 115 087    | 16.81 |         | 11/120   | Minoría  | Roque Sáenz Peña (PAN)                    |                                                                                    |
| 1914 | 193 895    | 32.29 | 19/60   | 28/120   | Minoría  | Roque Sáenz Peña (PAN)                    |                                                                                    |
| 1916 | 336 980    | 46.83 | 26/60   | 46/120   | Minoría  | Victorino de la Plaza (PAN)               |                                                                                    |
| 1918 | 367 263    | 48.07 | 35/60   | 61/120   | Mayoría  | Hipólito Yrigoyen (UCR)                   | UCR y UCR Disidente de Santa Fe                                                    |
| 1920 | 338 723    | 45.57 | 61/82   | 92/158   | Mayoría  | Hipólito Yrigoyen (UCR)                   |                                                                                    |
| 1922 | 419 172    | 47.75 | 53/82   | 98/158   | Mayoría  | Hipólito Yrigoyen (UCR)                   |                                                                                    |
| 1924 | 181 179    | 26.48 | 25/82   | 72/158   | Minoría  | Marcelo Torcuato de Alvear (UCR)          |                                                                                    |
| 1926 | 337 898    | 38.19 | 42/82   | 67/158   | Minoría  | Marcelo Torcuato de Alvear (UCR)          |                                                                                    |
| 1928 | 751 909    | 59.36 | 53/82   | 94/158   | Mayoría  | Marcelo Torcuato de Alvear (UCR)          |                                                                                    |
| 1930 | 628 378    | 43.48 | 47/82   | 100/158  | Mayoría  | Hipólito Yrigoyen (UCR)                   | En coalición con la "Unión Cívica Radical Situacional" en Catamarca.               |
| 1934 | 42 123     | 2.99  | 2/79    | 2/158    | Minoría  | Agustín P. Justo (UCR-A)                  | Disputó solo en la provincia de Tucumán, imponiéndose con el 54,87% de los votos.  |
| 1936 | 753 089    | 46.13 | 42/79   | 46/158   | Minoría  | Agustín P. Justo (UCR-A)                  | En la provincia de Tucumán se presentó dividida.                                   |
| 1938 | 521 646    | 29,98 | 31/79   | 72/158   | Minoría  | Roberto Marcelino Ortiz (UCR-A)           | En las provincias de Tucumán, Santiago del Estero y San Juan se presentó dividida. |
| 1940 | 895 604    | 49.23 | 49/79   | 80/158   | Mayoría  | Roberto Marcelino Ortiz (UCR-A)           | En la provincia de Tucumán se presentó dividida.                                   |
| 1942 | 491 678    | 25.08 | 25/79   | 69/158   | Minoría  | Roberto Marcelino Ortiz (UCR-A)           |                                                                                    |
| 1946 | 765 186    | 27.37 |         | 44/158   | Minoría  | Edelmiro Julián Farrell (de facto)        |                                                                                    |
| 1948 | 607 444    | 24.19 | 23/79   | 45/158   | Minoría  | Juan Domingo Perón (PJ)                   |                                                                                    |
| 1951 | 2 415 750  | 32.28 | 14/158  |          | Minoría  | Juan Domingo Perón (PJ)                   |                                                                                    |
| 1954 | 2 502 109  | 31.64 | 12/173  |          | Minoría  | Juan Domingo Perón (PJ)                   |                                                                                    |
| 1958 | 6 060 539  | 81.05 | 185/187 |          | Mayoría  | Pedro Eugenio Aramburu (de facto)         | UCR Intransigente y UCR del Pueblo                                                 |
| 1960 | 3 873 718  | 43.67 | 93/97   | 187/192  | Mayoría  | Arturo Frondizi (UCRI)                    | UCR Intransigente y UCR del Pueblo                                                 |
| 1962 | 3 972 896  | 43.90 | 41/94   | 135/192  | Mayoría  | Arturo Frondizi (UCRI)                    | UCR Intransigente y UCR del Pueblo                                                 |
| 1963 | Sin datos  | 44.90 | 53/96   | 113/192  | Mayoría  | José María Guido (UCRI)                   | UCR Intransigente y UCR del Pueblo                                                 |
| 1965 | 3 141 654  | 32.84 | 35/96   | 88/192   | Minoría  | Arturo Umberto Illia (UCRP)               | UCR Intransigente y UCR del Pueblo                                                 |
| 1973 | 2 537 605  | 21.29 | 51/243  |          | Minoría  | Alejandro Agustín Lanusse (de facto)      |                                                                                    |
| 1983 | 7 104 748  | 47.97 | 65/127  | 129/254  | Mayoría  | Reynaldo Bignone (de facto)               |                                                                                    |
| 1985 | 6 678 647  | 43.58 | 65/127  | 130/254  | Mayoría  | Raúl Alfonsín (UCR)                       | UCR y Movimiento Popular Catamarqueño                                              |
| 1987 | 5 972 588  | 37.24 | 52/127  | 118/254  | Minoría  | Raúl Alfonsín (UCR)                       | UCR y Movimiento Popular Catamarqueño                                              |
| 1989 | 4 785 185  | 28.75 | 40/127  | 89/254   | Minoría  | Raúl Alfonsín (UCR)                       | UCR y Movimiento Popular Catamarqueño                                              |
| 1991 | 4 538 831  | 29.03 | 43/130  | 84/257   | Minoría  | Carlos Menem (PJ)                         |                                                                                    |
| 1993 | 4 946 192  | 30.23 | 41/127  | 84/257   | Minoría  | Carlos Menem (PJ)                         |                                                                                    |
| 1995 | 3 679 864  | 21.70 | 28/130  | 68/257   | Minoría  | Carlos Menem (PJ)                         |                                                                                    |
| 1997 | 8 103 205  | 46.97 | 63/127  | 111/257  | Minoría  | Carlos Menem (PJ)                         | Alianza (UCR y FREPASO)                                                            |
| 1999 | 8 091 473  | 43.70 | 66/130  | 129/257  | Mayoría  | Carlos Menem (PJ)                         | Alianza (UCR y FREPASO)                                                            |
| 2001 | 3 340 245  | 23.30 | 25/127  | 80/257   | Minoría  | Fernando de la Rúa (UCR-Alianza)          | Alianza (UCR y FREPASO)                                                            |
| 2003 | 2 370 698  | 15.07 | 25/130  | 54/257   | Minoría  | Eduardo Duhalde (PJ)                      |                                                                                    |
| 2005 | 2 646 691  | 15.34 | 10/127  | 37/257   | Minoría  | Néstor Kirchner (PJ-FPV)                  | UCR y aliados (FPCyS, FCyS, Encuentro para el Cambio)                              |
| 2007 | 2 704 102  | 15.34 | 14/130  | 30/257   | Minoría  | Néstor Kirchner (PJ-FPV)                  | Concertación para Una Nación Avanzada                                              |
| 2009 | 5 650 224  | 28.80 | 40/127  | 78/257   | Minoría  | Cristina Fernández de Kirchner (PJ-FPV)   | Acuerdo Cívico y Social                                                            |
| 2011 | 2 791 911  | 13.55 | 38/130  | 65/257   | Minoría  | Cristina Fernández de Kirchner (PJ-FPV)   | Unión para el Desarrollo Social                                                    |
| 2013 | 5 783 025  | 24.84 | 36/127  | 61/257   | Minoría  | Cristina Fernández de Kirchner (PJ-FPV)   | Frente Progresista Cívico y Social                                                 |
| 2015 | 8 230 605  | 34.75 | 16/130  | 38/257   | Minoría  | Cristina Fernández de Kirchner (PJ-FPV)   | UCR en coalición con Cambiemos                                                     |
| 2017 | 10 261 407 | 41.75 | 26/127  | 44/257   | Minoría  | Mauricio Macri (PRO-Cambiemos)            | UCR en coalición con Cambiemos                                                     |
| 2019 | 10 347 402 | 40.36 | 20/130  | 46/257   | Minoría  | Mauricio Macri (PRO-Juntos por el Cambio) | UCR en coalición con Juntos por el Cambio                                          |
| 2021 | 9 945 804  | 42.75 | 25/127  | 46/257   | Minoría  | Alberto Fernández (PJ-FdT)                | UCR en coalición con Juntos por el Cambio                                          |
| 2023 | 6 291 879  | 26.15 | 9/130   | 34/257   | Minoría  | Alberto Fernández (PJ-FdT)                | UCR en coalición con Juntos por el Cambio                                          |

### Senado
| Año  | Bancas  | Bancas   | Posición        | Presidencia                          | Nota                               |
| Año  | Ganadas | En total | Posición        | Presidencia                          | Nota                               |
| ---- | ------- | -------- | --------------- | ------------------------------------ | ---------------------------------- |
| 1913 | 1/10    | 1/30     | Minoría         | Roque Sáenz Peña (PAN)               |                                    |
| 1916 | 3/10    | 3/30     | Minoría         | Roque Sáenz Peña (PAN)               |                                    |
| 1919 | 7/10    | 10/30    | Minoría         | Victorino de la Plaza (PAN)          |                                    |
| 1922 | 4/10    | 14/30    | Minoría         | Hipólito Yrigoyen (UCR)              |                                    |
| 1925 | 0/10    | 11/30    | Minoría         | Marcelo Torcuato de Alvear (UCR)     |                                    |
| 1928 | 5/10    | 9/30     | Minoría         | Marcelo Torcuato de Alvear (UCR)     |                                    |
| 1935 | 2/10    | 2/30     | Tercera fuerza  | Agustín P. Justo (UCR-A)             |                                    |
| 1938 | 2/10    | 4/30     | Minoría         | Agustín P. Justo (UCR-A)             |                                    |
| 1941 | 2/10    | 6/30     | Mayoría         | Roberto Marcelino Ortiz (UCR-A)      |                                    |
| 1946 |         | 0/30     | No representado | Edelmiro Julián Farrell (de facto)   |                                    |
| 1949 |         | 0/30     | No representado | Juan Domingo Perón (PJ)              |                                    |
| 1958 |         | 44/46    | Mayoría         | Pedro Eugenio Aramburu (de facto)    | UCR Intransigente y UCR del Pueblo |
| 1961 |         | 42/46    | Mayoría         | Arturo Frondizi (UCRI)               | UCR Intransigente y UCR del Pueblo |
| 1963 |         | 31/46    | Mayoría         | José María Guido (UCRI)              | UCR Intransigente y UCR del Pueblo |
| 1966 |         | 25/46    | Mayoría         | Arturo Umberto Illia (UCRP)          | UCR Intransigente y UCR del Pueblo |
| 1973 |         | 12/69    | Minoría         | Alejandro Agustín Lanusse (de facto) |                                    |
| 1983 |         | 18/46    | Minoría         | Reynaldo Bignone (de facto)          |                                    |

## Presidentes de Bloque

### Presidentes de Bloque en el Senado
- José Genoud         (1995-1999)
- Raúl Alfredo Galván (1999-2000)
- Mario Losada (septiembre a octubre de 2000)
- Carlos Maestro  (2001-2003)
- Ernesto Sanz    (2007-2009[264])
- Gerardo Morales (2009-2011)
- Luis Naidenoff (2011-2023)
- Eduardo Vischi (2023-actualidad)

### Presidente de Bloque en Diputados
- Antonio Troccoli   (1973-1976)
- César Jaroslavsky  (1983-1991)
- Fernando de la Rúa (1991-1992)
- Raúl Alfredo Galván (1993-1995)
- Federico Storani   (1995-1999)
- Oscar Aguad        (2007-2011)
- Ricardo Gil Lavedra (2011-2013)
- Mario Negri        (2013-2023)
- Rodrigo de Loredo  (2023-actualidad)

### Periodos históricos
- Historia de la Unión Cívica Radical (1903-1916)
- Historia de la Unión Cívica Radical (1916-1930)
- Historia de la Unión Cívica Radical (1930-1943)
- Historia de la Unión Cívica Radical (1943-1955)
- Historia de la Unión Cívica Radical (1955-1972)
- Historia de la Unión Cívica Radical (1990-2000)

### Levantamientos armados
- Revolución del Parque (1890)
- Revolución radical de 1893
- Revolución radical de 1905
- Revolución radical de 1932

### Emblemas partidarios
- Escudo de la UCR
- Marcha Radical
- Pluma y martillo

### Instituciones orgánicas
- Comité Nacional de la Unión Cívica Radical
- Convención Nacional de la Unión Cívica Radical
- Juventud Radical
- Franja Morada
- Organización de Trabajadores Radicales
- Instituto Lebensohn
- Fundación Alem

### Grupos internos
- Alfonsinismo
- Corriente de Opinión Nacional (Storanismo)
- Fuerza de Orientación Radical de la Joven Argentina
- Junta Coordinadora Nacional
- Juventud Radical Revolucionaria
- Klan Radical
- Lencinismo
- Línea Córdoba/Línea Federal
- Línea Nacional (Balbinismo)
- Movimiento de Intransigencia y Renovación
- Movimiento de Renovación y Cambio
- Radical unionista
- Radicales por Argentina (Angelicismo)
- Radicales K
- Cantera Popular (Nosiglismo)
- Movimiento para la Democracia Social
- Movimiento de Renovación Nacional
- Grupo Malbec

### Partidos derivados
- Unión Cívica Radical Bloquista
- Unión Cívica Radical Antipersonalista
- Unión Cívica Radical del Pueblo
- Unión Cívica Radical Junta Renovadora
- Unión Cívica Radical Unificada
- Partido Intransigente (ex UCRI)
- Afirmación de una República Igualitaria
- Generación para un Encuentro Nacional
- Recrear para el Crecimiento
- Movimiento Nacional Alfonsinista